# Stadler Flirt
Die Stadler Flirt (Eigenschreibweise FLIRT für «flinker leichter (früher als innovativer, jetzt als Intercity- und) Regional-Triebzug») sind vom schweizerischen Eisenbahnhersteller Stadler Rail für den Regional- und S-Bahn-Verkehr konstruierte und hergestellte elektrische Niederflurtriebzüge.
Neben den vollelektrischen Triebzügen werden Einheiten mit dieselelektrischem und Zweikraftantrieb angeboten. Seit 2018 ist mit dem „Flirt Akku“ eine Variante im Angebot, die sowohl mit Strom aus Oberleitungen als auch mit den eingebauten Akkumulatoren fahren kann. Der Hersteller baut darüber hinaus Varianten, die für unterschiedliche maximale Geschwindigkeiten ausgelegt sowie für den Einsatz im Fernverkehr geeignet sind.
Die Grundvariante des Flirt wurde für die Schweizerischen Bundesbahnen (SBB) entwickelt und trägt die Schweizer Baureihenbezeichnung RABe 523. Neben den weiteren SBB-Varianten RABe 521, RABe 522 und RABe 524 wurden die Triebzüge vielfach in andere Länder und an diverse Bahnunternehmen verkauft, auch in der Variante RABe 526/527/528.
Die Triebwagen weisen geringe Massen sowie hohe Beschleunigungen und Bremsverzögerungen auf. Sie sind meist für eine Höchstgeschwindigkeit von 160 km/h ausgelegt, teilweise auch für 200 km/h.
Weltweit sind mehr als 2500 Flirt-Triebzüge im Einsatz.

## Allgemeines

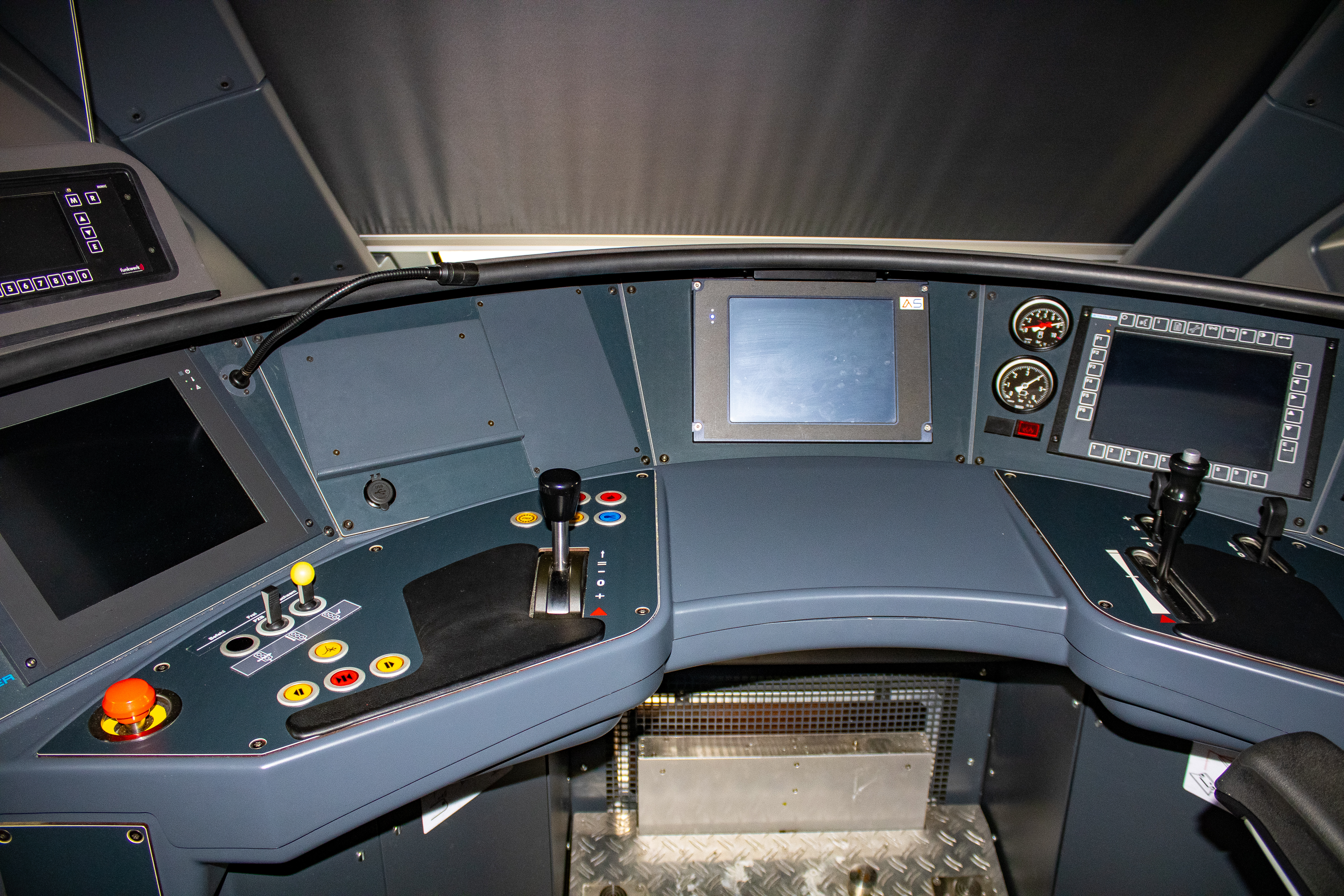
Führerstand eines Stadler Flirt 4

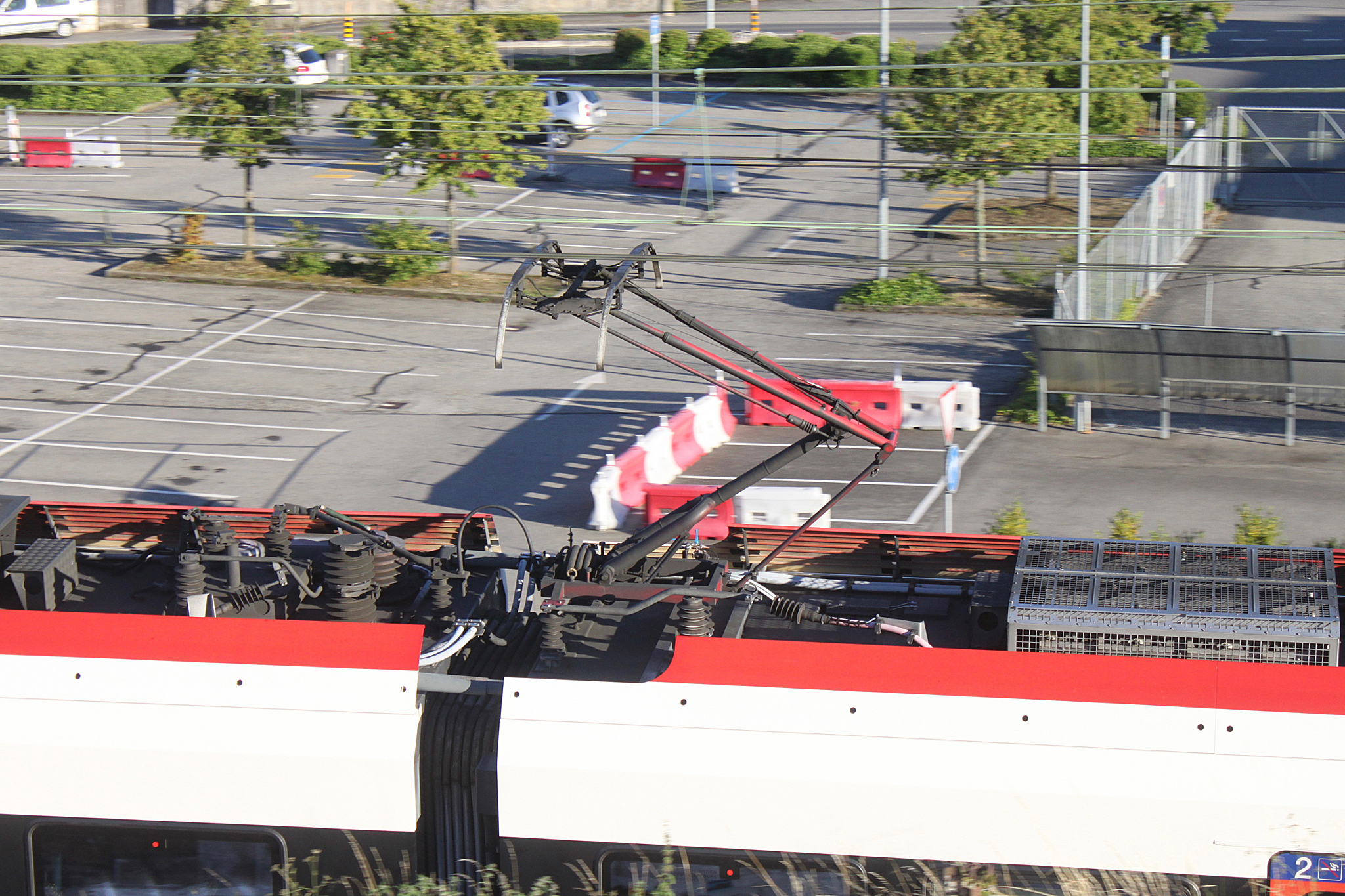
Der Stromabnehmer befindet sich auf dem Dach eines Mittelwagens. Stromabnehmer mit Gleichstromwippe eines RABe 524 der SBB

### Technik
Grundtyp des Flirt ist die im Auftrag der SBB für die Stadtbahn Zug entwickelte vierteilige Baureihe RABe 523. Die Schwesterbaureihen 521, 522 und 524 unterscheiden sich prinzipiell nur hinsichtlich Traktionsausrüstung und Zugbeeinflussungssystemen für die Nachbarländer.
Der Flirt der ersten Generation sieht den neueren Ausführungen des Gelenktriebwagens GTW nicht nur zum Verwechseln ähnlich, die Traktionsausrüstung, die Führerstände und die Leittechnik wurden von der aktuellen elektrischen GTW-Baureihe übernommen. Die Fahrmotoren haben gegenüber den GTW mehr Leistung und Drehmoment. Der Hauptantrieb besteht aus einem IGBT-Pulswechselrichter mit 750 Volt Zwischenkreisspannung. Als spezielle Eigenschaft sind die Hilfsbetriebe im Hauptumrichter integriert. Die Umrichteranlagen stammen von ABB und werden am Standort Turgi gefertigt.
Zahlreicher sind die Unterschiede zwischen Flirt und GTW: die redundante Antriebsausrüstung (Transformator, Antriebsstromrichter etc.) befindet sich in den Endwagen, direkt hinter dem Führerstand über dem Triebdrehgestell. Daher kann ein Flirt selbst beim Ausfall eines Antriebteils aus eigener Kraft weiterfahren. Die Stromabnehmer (ab fünfteiligen und Mehrsystemeinheiten zwei Stück) sind auf dem Dach eines der Mittelwagen angebracht und versorgen beide Antriebseinheiten. Der Transformator befindet sich auf dem Dach über den Führerständen. Die Wagen sind untereinander in der Regel durch Jakobs-Drehgestelle verbunden. Es ist möglich, eine Einheit vom vordersten bis zum hintersten Wagen ohne eine Stufe zu durchqueren. Der Flirt wird mit bis zu sechs Mittelteilen (achtteilig) angeboten. Die dieselelektrischen und Zweikrafttriebwagen sind maximal vierteilig erhältlich. Dazu kommt ein Antriebsmodul ähnlich dem der GTW. Dieses Antriebsmodul stützt sich, anders als bei den GTW, auf zwei Jakobs-Drehgestellen ab. Im Gegensatz zu den GTW sind die Flirt-Wagenkästen in Aluminium-Leichtbauweise gebaut. Der Niederfluranteil beträgt bis zu 90 Prozent des Fahrgastraums. Weil unter dem Fahrzeug keine Antriebskomponenten untergebracht sind und der Wagenboden stufen- und podestfrei verläuft, bieten sich zahlreiche Möglichkeiten für die Innenraumgestaltung. Eine spezielle Version sind die an Abellio Rail gelieferten zweiteiligen Flirt mit nur einem Triebdrehgestell.

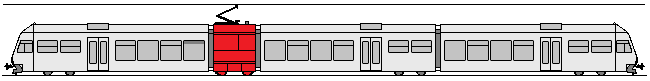
Die Antriebsausrüstung des GTW befindet sich im rot markierten Antriebsmodul. Der Steuerwagen rechts läuft nicht auf einem Jakobs-Drehgestell, sondern ist auf den Mittelwagen aufgesattelt.
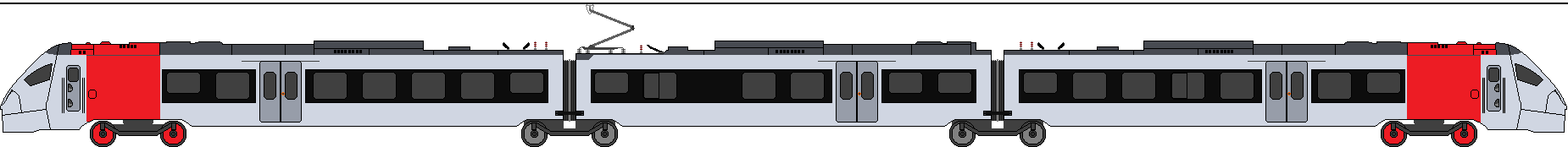
Die Antriebsausrüstung des Flirt ist in den beiden Endwagen direkt hinter dem Führerstand über dem rot markierten Triebdrehgestell eingebaut. Der Mittelwagen ist mit Jakobs-Drehgestellen mit den Endwagen verbunden.

Die Dauerleistung am Rad beträgt normalerweise 500 kW je angetriebener Achse. Bei den Zweispannungszügen von TILO, die in der Schweiz mit 15 kV bei 16,7 Hz und in Italien mit 3 kV Gleichspannung verkehren, war eine neu entwickelte Gleichstromeinspeisung notwendig. Bei den Zweifrequenzfahrzeugen für 15 kV bei 16,7 Hz und 25 kV bei 50 Hz war die Entwicklung einfacher, da im Prinzip ist nur ein zusätzlicher Spannungsabgriff am Transformator notwendig ist.
Die Transformatoren der Flirt-1-Züge für 15 kV wurden von vornherein darauf vorbereitet. Für die mit 3 kV elektrifizierten Streckennetze in Italien und Polen musste hingegen eine komplett neue Gleichstromausrüstung entwickelt werden. Dabei wurde die hohe Leistung der Wechselspannungseinheiten beibehalten. Die hohe Antriebsleistung dürfte ein wesentlicher Faktor für den Verkaufserfolg des Flirt sein.
Spätere Varianten des Flirt weichen stärker vom ursprünglichen Design ab. So liefert Stadler zum Teil auch Flirt mit Einzelwagen statt Jakobs-Drehgestellen oder in Hochflurbauweise aus, zum Beispiel für Norwegen oder den schwedischen Arlanda Express.

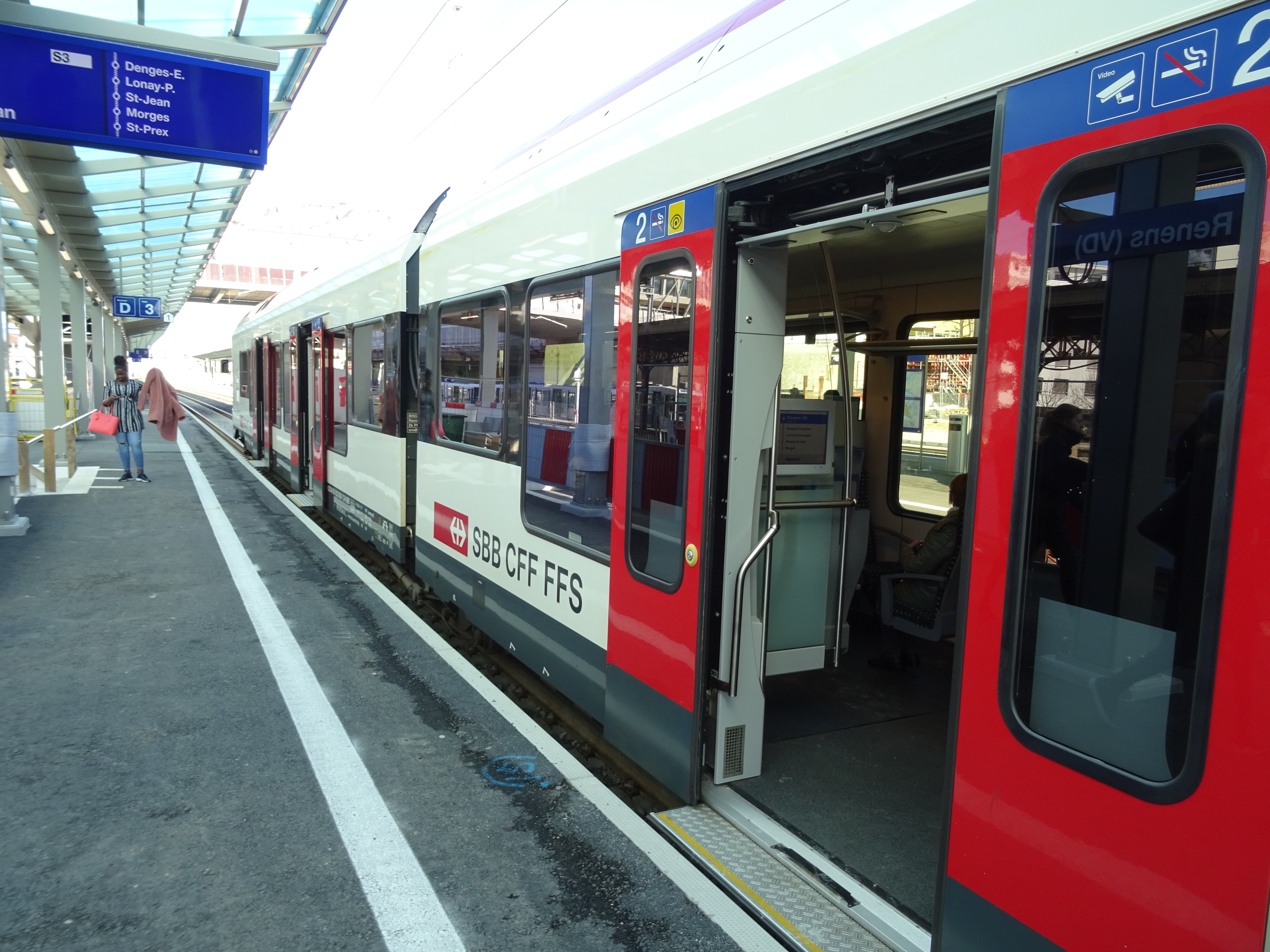
Schiebetritte erlauben einen barrierefreien Einstieg in die Flirt der SBB
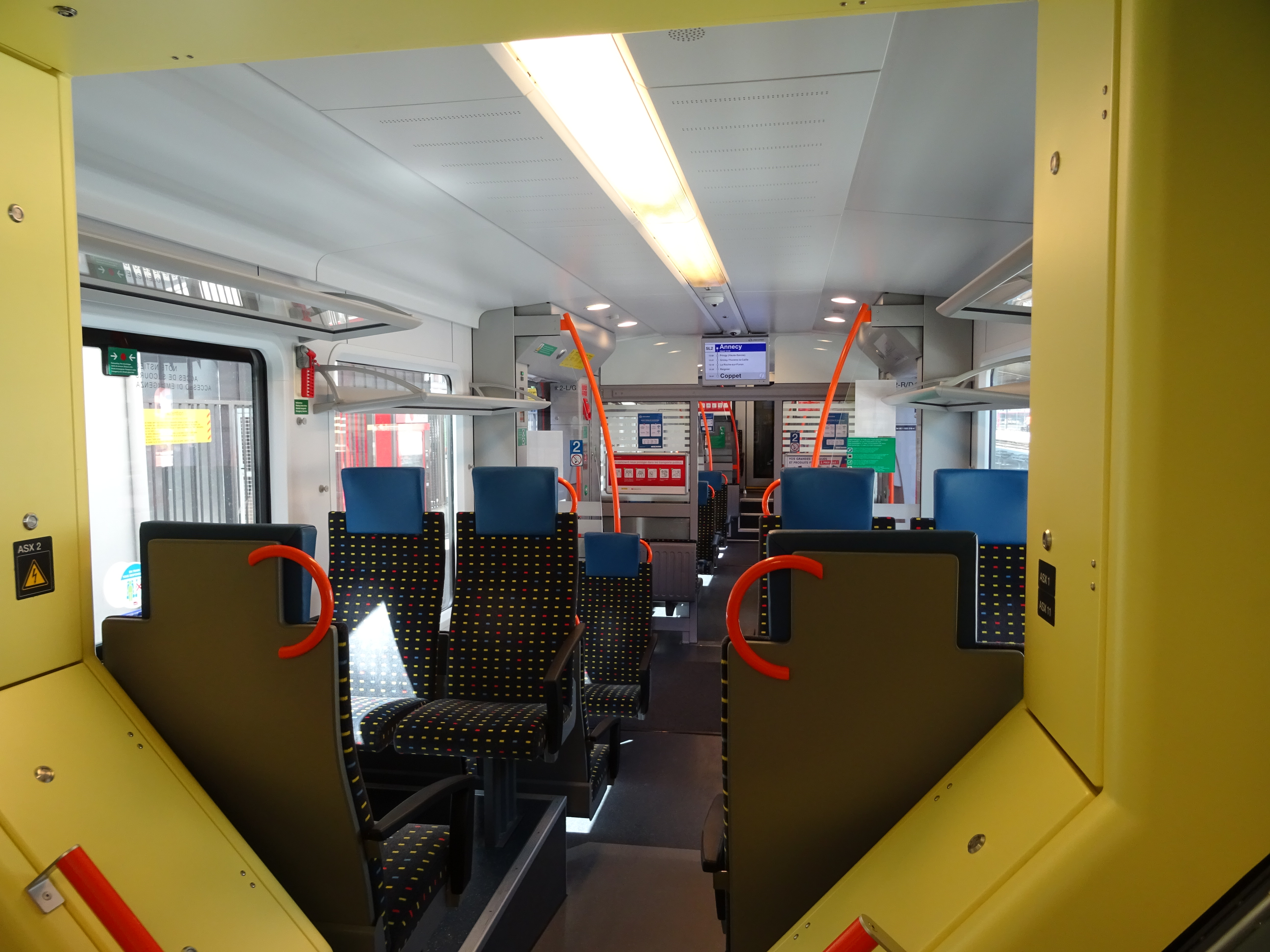
Wagendurchgang über einem Jakobs-Drehgestell, RABe 522 der SBB
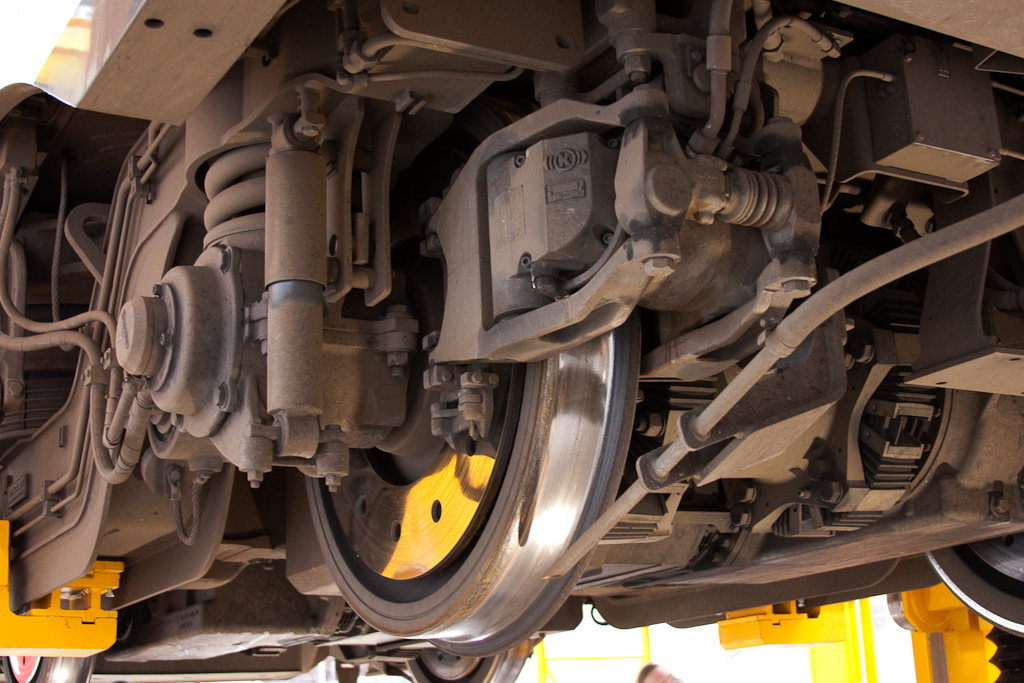
Blick unter das Triebdrehgestell eines Flirt von Keolis Eurobahn
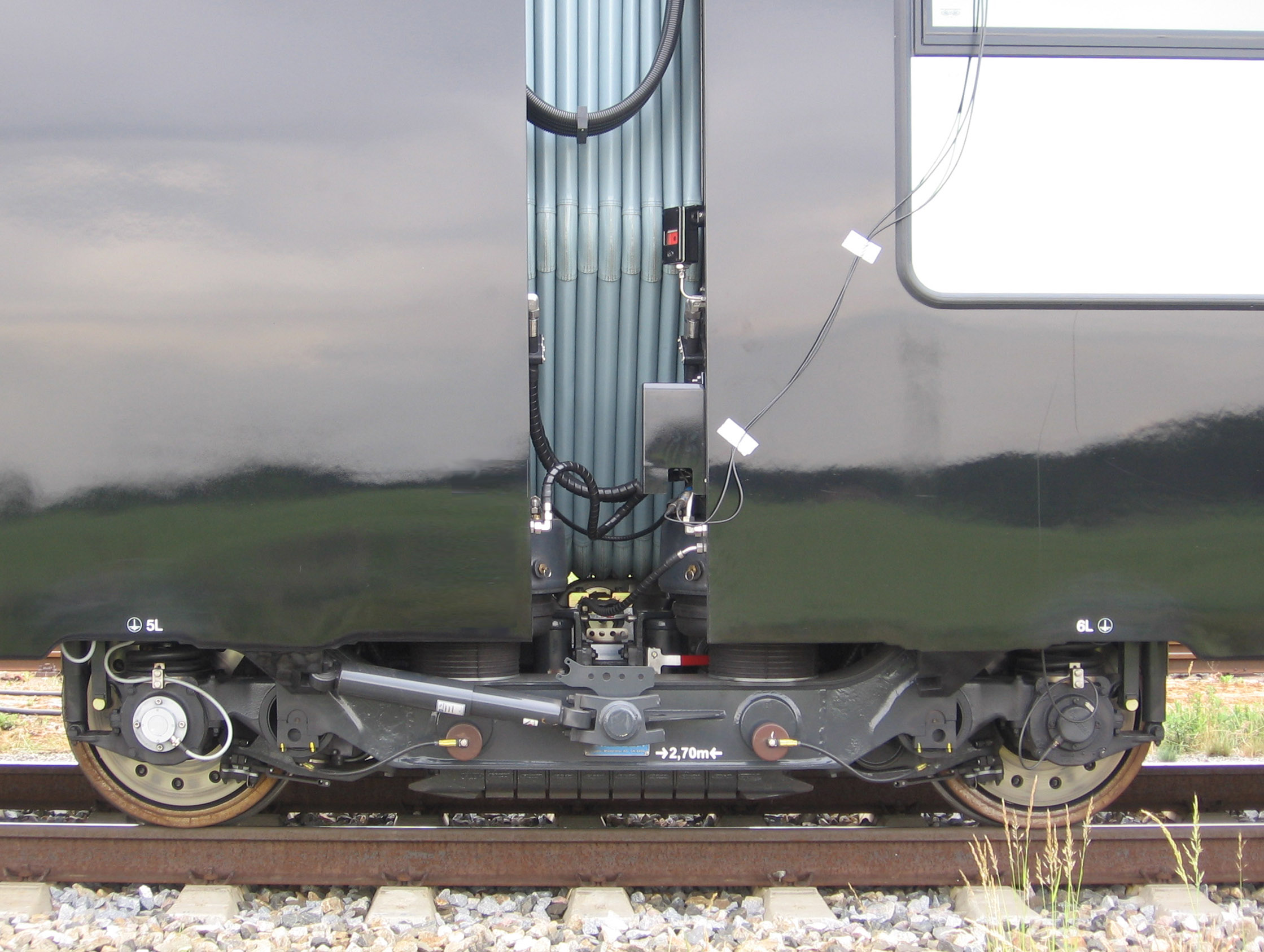
Die Laufdrehgestelle sind als Jakobs-Drehgestelle ausgeführt. Leo Express, Tschechien
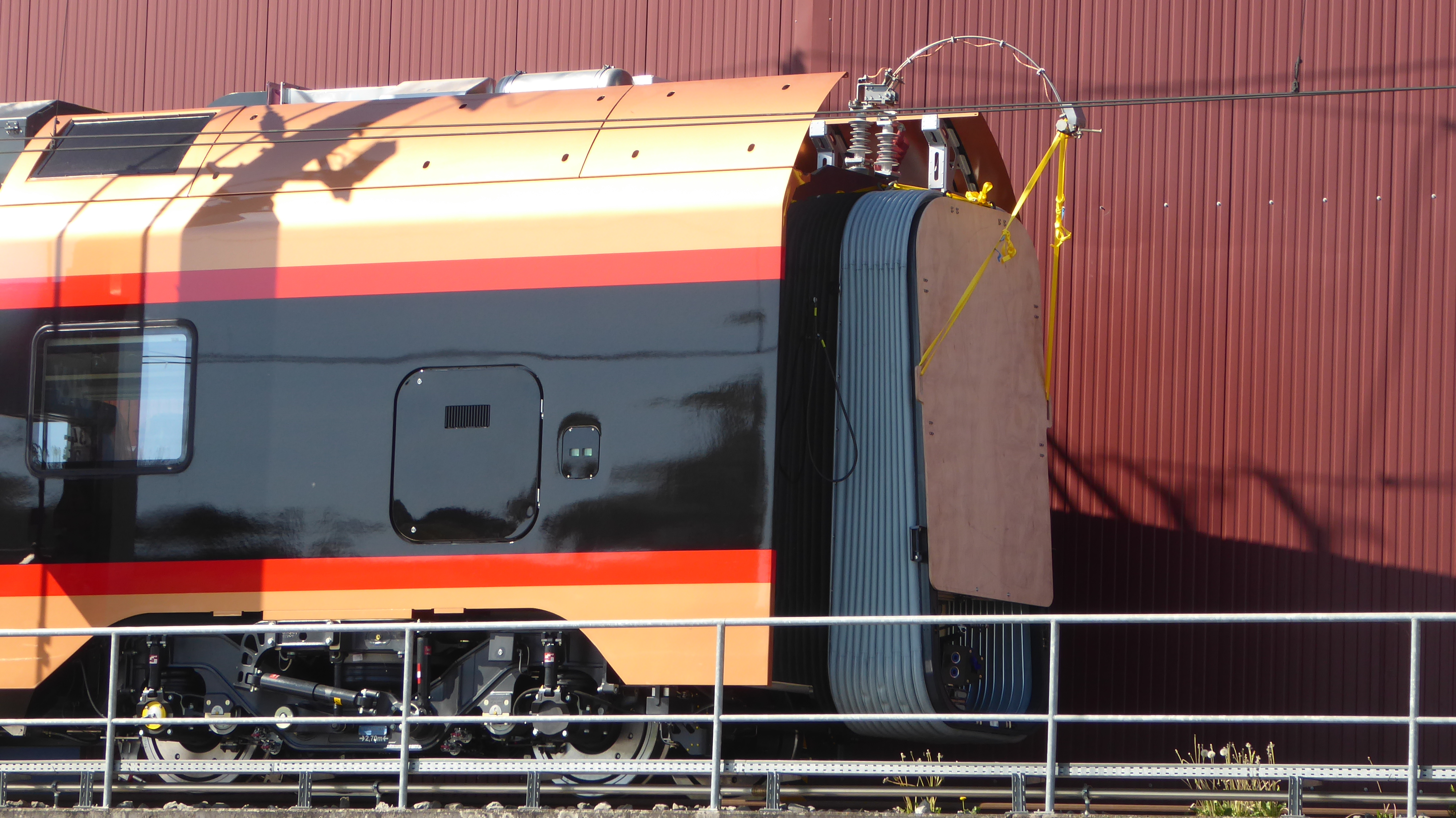
Triebdrehgestell in der Mitte eines „Traverso“ der Südostbahn. Diese achtteiligen Einheiten können im Gegensatz zu kürzeren Flirt für den Unterhalt ohne Hilfslaufwerke und Hebezeuge getrennt werden.

#### Technische Veränderungen beim Flirt 3

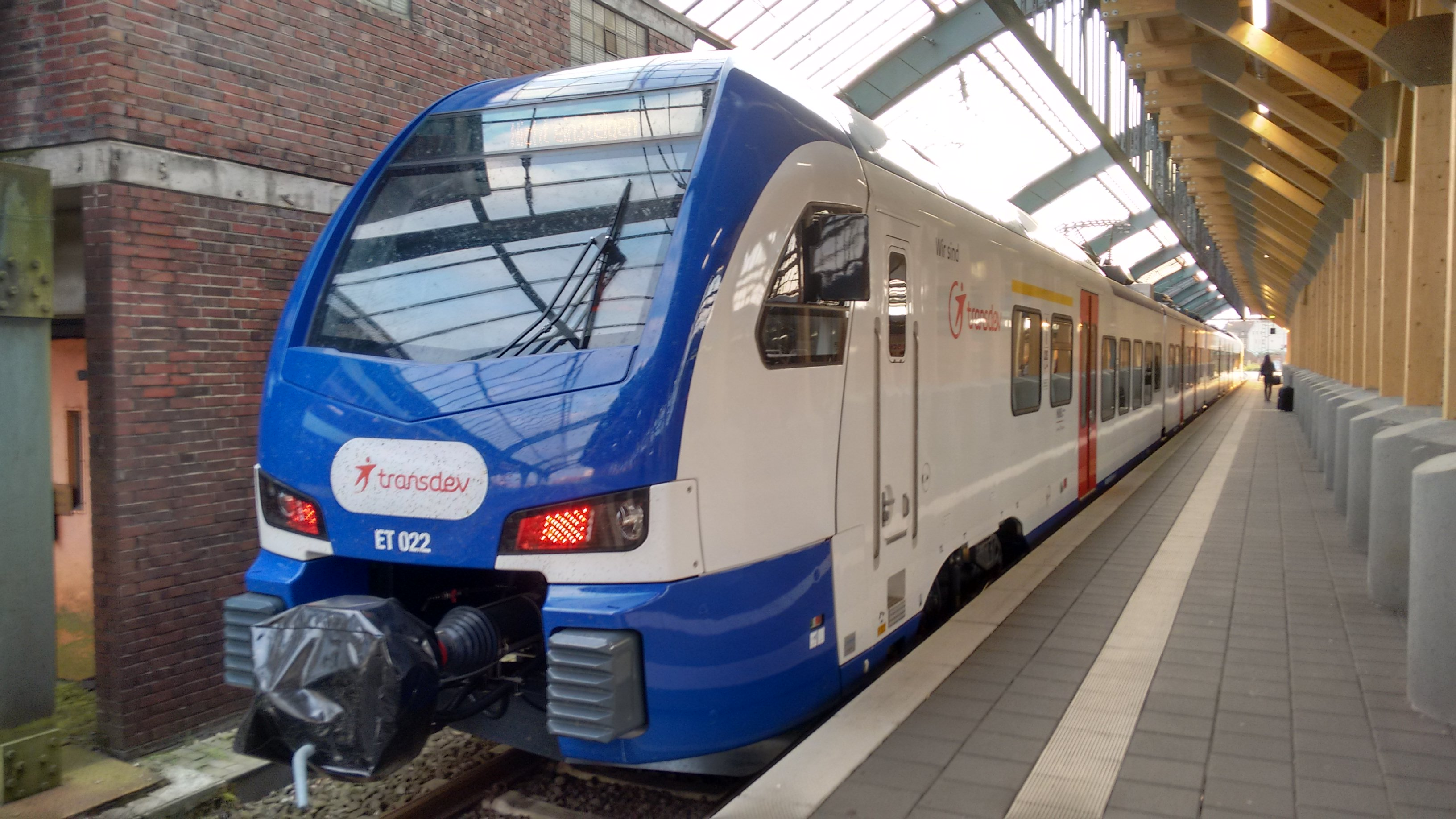
Stirnfront eines Flirt 3 der NordWestBahn in Oldenburg Hbf (nicht aktuelle Lackierung, derzeit an die ODEG ausgeliehen)

Mit den 2013 erstmals ausgelieferten Flirt 3 setzte Stadler eine Reihe von technischen Weiterentwicklungen zu den ursprünglichen Versionen des Flirt um. Auffallendste Änderung ist die neugestaltete Front, die auf das Inkrafttreten der Crashnorm DIN EN 15227 zurückzuführen ist: Unter der geklebten Front befinden sich seitdem Deformationselemente, die dem Triebfahrzeugführer bei Kollisionen einen Überlebensraum bieten sollen. An den Seiten befindet sich ein Aufkletterschutz, die Mittelpufferkupplung wurde hinsichtlich Energieaufnahme bei Kollisionen optimiert. Die Führerstände der Flirt 3 verfügen über separate Einstiegstüren, bei den Vorgängern waren sie nur durch den Fahrgastraum erreichbar.
Gegenüber der ersten Generation wurden die Triebdrehgestelle verändert: Der Raddurchmesser wurde vergrößert, der Achsstand dagegen reduziert. Die Triebdrehgestelle sind damit baugleich mit denen der Stadler Kiss. Optimierungen im Brandschutz erlauben das Befahren von Tunneln mit einer Länge von bis zu fünf Kilometern. Optional kann eine Sprinkleranlage eingebaut werden, mit der die Flirt 3 Tunnel mit Längen von bis zu 20 Kilometern befahren dürfen. Die Elektronik wurde ebenfalls aktualisiert, dabei wurde die Ansteuerung der Bremsen überarbeitet und ein Energiesparmodus implementiert, der bei der Abstellung des Fahrzeugs eingeschaltet werden kann.

#### Technische Veränderungen beim Flirt 4

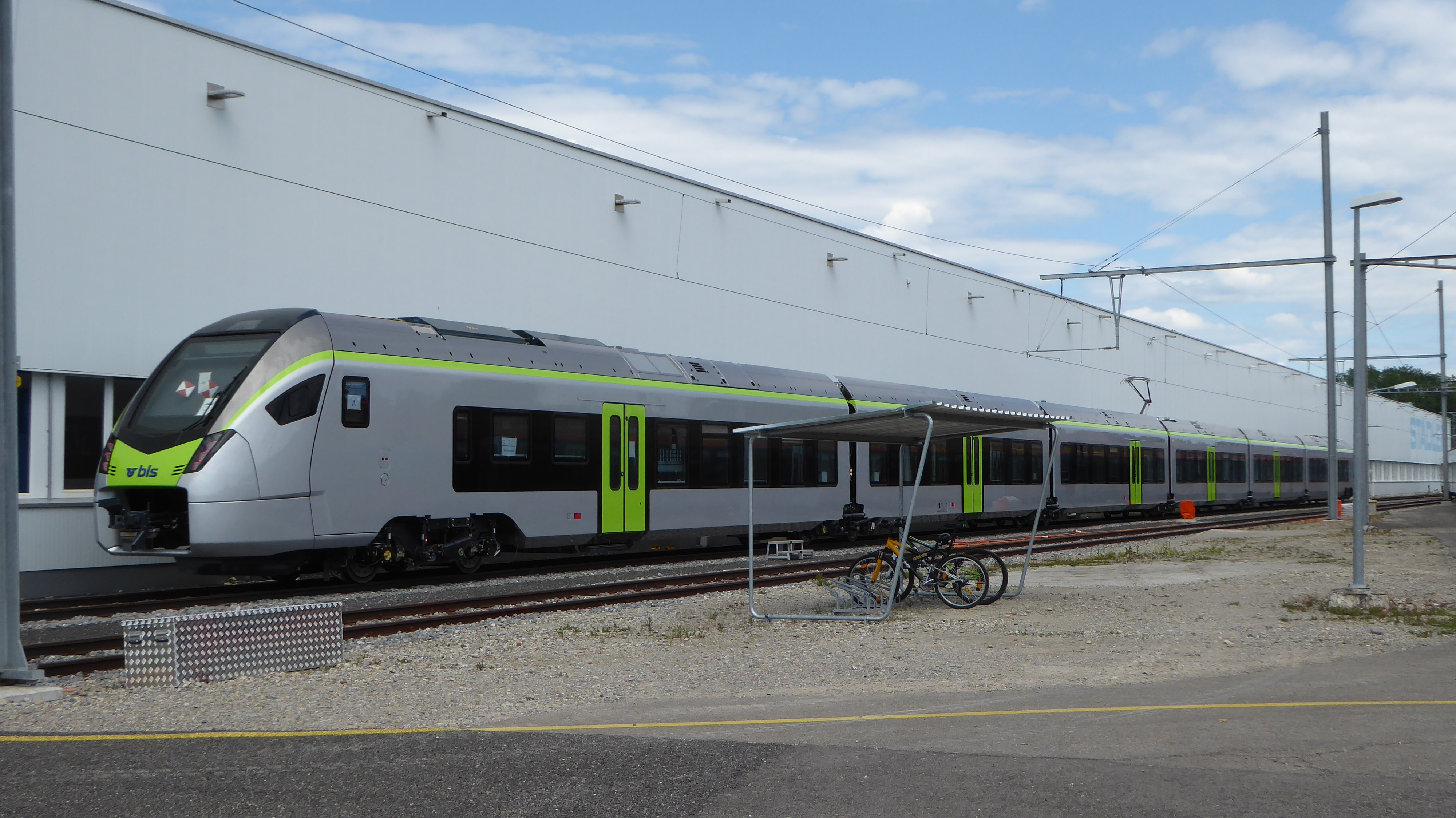
Stadler Flirt 4 bei BLS in Erlen (2020, etwa vier Monate vor der öffentlichen Vorstellung)

Am 9. September 2020 haben der Hersteller Stadler und der Betreiber BLS einen Zug des Typs Stadler Flirt 4 öffentlich vorgestellt. Die mit einem European-Vital-Computer-ETCS-Fahrzeuggerät ausgestatteten Einheiten werden seit 2021 schrittweise bei der BLS in Betrieb genommen. Bei den als RABe 528 bezeichneten sechsteiligen Zügen befinden sich die Komponenten des Antriebsstrangs, die Klimaanlagen und die Druckluftsysteme auf dem Dach, wo die Module über Wartungsklappen zugänglich sind. Die Trockentransformatoren (ohne Ölfüllung) sollen im Vergleich mit ölgefüllten kleinere elektrische Verluste aufweisen. Durch die Verlagerung der im Betrieb warm werdenden Stromrichter auf das Dach konnten hinter dem Führerstand weitere Fahrgastsitze eingebaut werden. Die Jakobs-Drehgestelle, die die Endwagen miteinander oder mit den Mittelwagen verbinden, sind neu entwickelt worden und können, je nach Kundenwunsch, für eine höhere Antriebsleistung mit Fahrmotoren ausgestattet werden. Konstruktive Maßnahmen an den Drehgestellen reduzieren den Verschleiß. Anstatt Achslenkerlagern aus Gummi wie bisher werden dort hydraulische Achslenkerlager eingebaut. Die sich daraus ergebende präzisere radiale Stellung der Radsätze bewirkt eine Verkleinerung des Verschleißes an den Spurkranz- und Laufflächen der Räder und an den Schienen. Die Wagenübergänge sind trotz der Jakobs-Drehgestelle stufenlos. Die Züge können mit automatischen Kupplungen von Faiveley Transport Schwab miteinander verbunden werden.

### Verkäufe und Herstellung international
Nach dem ersten Zuschlag durch die SBB wurden weitere Fahrzeuge zunächst nach Ungarn, an Schweizer Privatbahnen, nach Deutschland, Algerien, Polen, Italien, und Norwegen verkauft. Zudem wurden nach Estland, Finnland, Belarus und Portugal Flirt in Breitspurausführung geliefert. Bis Anfang 2013 wurden 788 Einheiten verkauft.
Im August 2015 waren es 1120 verkaufte Triebzüge
und im Oktober 2020 mehr als 1900, die in 21 Länder geliefert wurden.
2015 erhielt Stadler Rail den ersten Auftrag für Flirt-Züge aus den Niederlanden und den Vereinigten Staaten (USA). 2016 folge der erste Auftrag aus Großbritannien.
Die Fahrzeuge werden hauptsächlich an den Standorten Bussnang (Schweiz), Berlin-Wilhelmsruh (Pankow) und Szolnok (Ungarn) gefertigt, die Endmontage findet bei manchen Aufträgen im Land der Auftragsvergabe statt.

### Abgeleitete Bauarten

#### Meterspur-Flirt

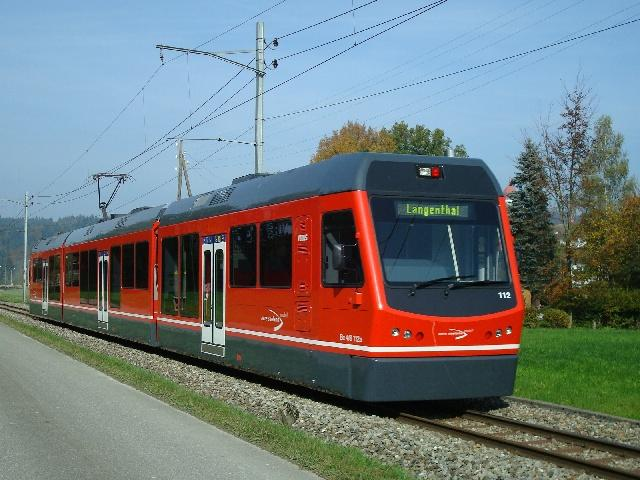
„Meterspur-Flirt“ der Aare Seeland mobil (ASm). Weil bei Meterspurfahrzeugen keine niederflurigen Wagenübergänge möglich sind, musste auf Jakobs-Drehgestelle verzichtet werden.

Vom Flirt abgeleitet wurde unter dem Begriff „Meterspur-Flirt“ das Konzept der im Jahr 2009 bestellten meterspurigen Be 4/8 der Aare Seeland mobil (ASm), die auch als „Star“ (Schmalspur-Triebzug für attraktiven Regionalverkehr) bezeichnet werden, und die 2007 bestellten ABe 4/8 „Diamant“ (Dynamischer, innovativer, attraktiver, moderner, agiler Nahverkehrstriebzug) der BDWM Transport. Die Triebzüge bestehen aus zwei niederflurigen Endteilen mit Traktionsausrüstung und je einem Triebdrehgestell, die auf den nicht angetriebenen Mittelwagen aufgesattelt sind. Die stark redundante elektrische und pneumatische Ausrüstung befindet sich wie bei den Flirt auf dem Dach und direkt hinter dem Führerstand über dem Triebdrehgestell. Auf Jakobs-Drehgestelle wie bei den Flirt wurde verzichtet, weil damit bei Meterspurfahrzeugen keine niederflurigen Wagenübergänge erreichbar sind. Anders als bei den Flirt wurden wegen der kleinen Stückzahl Teile der Wagenkästen verschraubt. Ähnlich wie Star und Diamant weisen auch die Westschweizer Meterspurzüge konzeptionelle Gemeinsamkeiten mit den Flirt auf.

#### Wink
Der GTW-Nachfolger Wink („wandelbarer innovativer Nahverkehrs-Kurzzug“) wurde ursprünglich als „Flirtino“ bezeichnet.

#### Flirt Akku
Im Oktober 2018 stellte Stadler den Prototyp eines Akkutriebwagens auf Basis des Flirt vor. Der dreiteilige Triebzug erreicht eine Höchstgeschwindigkeit von 140 km/h. Serientriebzüge sind mit Höchstgeschwindigkeiten von bis zu 160 km/h bestellbar. Er kann im Fahrleitungsbetrieb und auf nichtelektrifizierten Strecken verkehren. Geladen werden die Batterien auf elektrifizierten Teilstrecken aus der Fahrleitung oder im Stand über Ladestationen. Die Reichweite im Batteriebetrieb wurde ursprünglich mit bis zu 150 km angegeben. Im Jahr 2021 korrigierte Stadler nach Testfahrten unter diversen Bedingungen die Reichweite auf 185 km und meldete im Dezember 2021 eine Rekordfahrt unter winterlichen Bedingungen über 224 km. Die Batteriemodule werden von ABB zugeliefert. Die Baureihe 526 028 wiegt über 100 t.
2019 orderte das Land Schleswig-Holstein als erster Kunde 55 zweiteilige Einheiten dieser Bauart. Die Züge sollten nach ursprünglicher Planung zwischen Ende 2022 und Mitte 2024 auf Schleswig-Holsteins Strecken in Betrieb genommen werden. Aufgrund einer verspäteten Zulassung, welche erst am 7. September 2023 von der Eisenbahnagentur der Europäischen Union erteilt wurde, musste der Erstbetreiber erixx auf Alstom Coradia LINT 41 des vorherigen Betreibers DB Regio zurückgreifen. Der Einsatz der neuen Triebzüge erfolgt seit Oktober 2023. Dabei zeigten sich im Winter 2023/2024 so massive technische Probleme mit den Zügen, dass erixx durch die reduzierte Fahrzeugverfügbarkeit zur Aufstellung eines Notfahrplans mit nur etwa der Hälfte der planmäßigen Fahrten gezwungen war.
Im November 2021 folgte ein Auftrag von DB Regio über 44 Einheiten für die Südpfalz. Deren Einsatz soll zwischen 2025 und 2026 beginnen. Im Februar 2022 folgte ein Auftrag über 16 Batteriezüge für die DB Regio, vorgesehen für den Einsatz in Mecklenburg-Vorpommern ab Dezember 2026.
Am 15. Februar 2023 unterzeichnete Stadler einen Vertrag mit der Utah State University (USU) und dem ASPIRE Engineering Research Center über die Entwicklung und Erprobung eines Batterietriebzuges für den nordamerikanischen Markt. Der Triebzug soll auf Basis des FLIRT Akku entwickelt werden. Stadler übernimmt dabei die Konstruktion und den Bau des Zuges, ASPIRE entwickelt die streckenseitige Ladeinfrastruktur.
Im Juli 2023 erteilten die Österreichischen Bundesbahnen (ÖBB) Stadler den Zuschlag für die Lieferung von bis zu 120 FLIRT Akku. Die neuen Triebzüge sollen ältere Dieseltriebzüge der ÖBB ersetzen und hauptsächlich auf Strecken im Osten Österreichs eingesetzt werden. Die Unterzeichnung des Rahmenvertrags inklusive erstem Abruf über 16 Fahrzeuge erfolgte im Oktober 2023.
Am 17. April 2025 bestellt DB Regio 19 Akku-Fahrzeuge, diese sollen im Mittelthüringer Akku-Netz eingesetzt werden und dort ab 2028 schrittweise die Dieseltriebwagen ersetzen.

#### ÖBB-Tunnelrettungsfahrzeuge

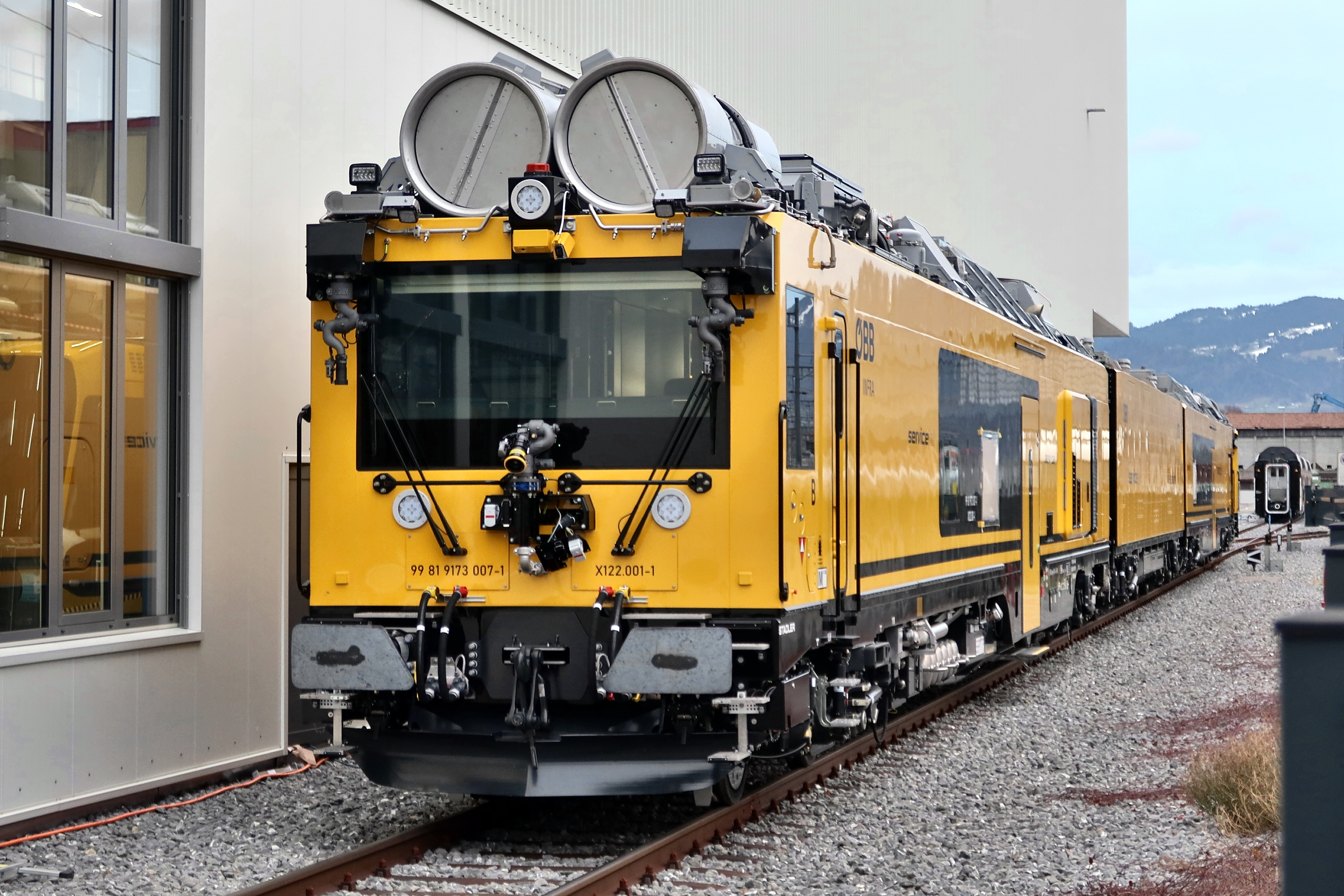
ÖBB ServiceJet

Die Österreichischen Bundesbahnen (ÖBB) bestellten Ende 2020 bei Stadler bis zu 20 dreiteilige Lösch- und Rettungstriebzüge, die mechanisch auf den Flirt-Triebzügen basieren. Sie bestehen aus zwei Endtriebwagen, zwischen denen ein begehbarer Wasserwagen mit 45 m³ Wasservorrat eingereiht ist. Pro Einheit besteht die Möglichkeit mehr als 300 zu evakuierende Personen aufzunehmen. Die Einheiten sind für eine Geschwindigkeit von 160 km/h zugelassen und können aus der Fahrleitung, aus Akkumulatoren und dieselelektrisch versorgt werden. Im Gegensatz zu den Flirt-Triebzügen laufen die Einzelwagen der Lösch- und Rettungstriebzüge auf klassischen Drehgestellen, Jakobs-Drehgestelle gibt es nicht.

## Baureihen im Einsatz

### Deutschland

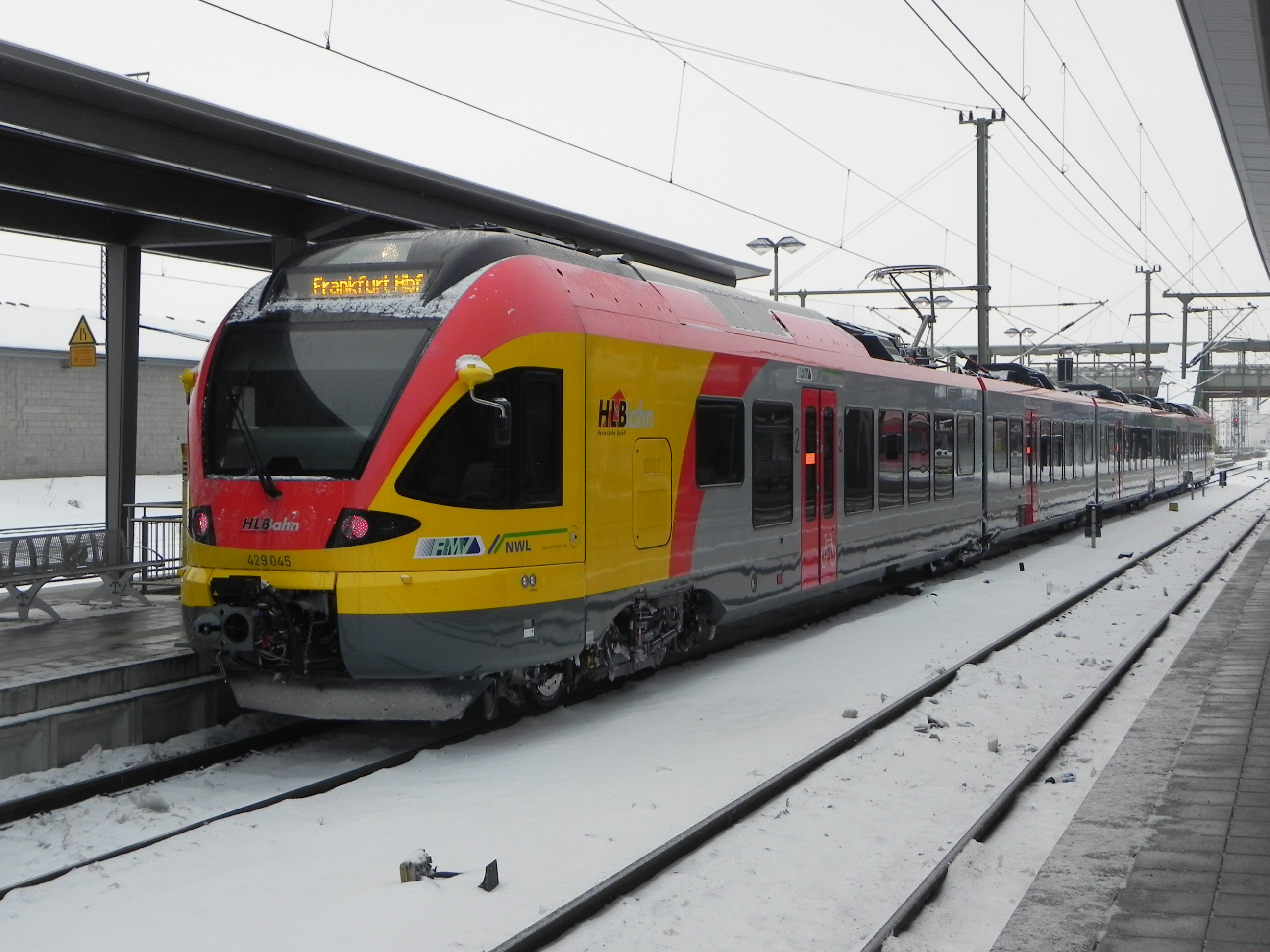
Flirt 429 der Hessischen Landesbahn als Main-Sieg-Express in Gießen

In Deutschland befinden sich 450 Flirt-Triebzüge in drei verschiedenen Designs im Einsatz: Flirt in der ursprünglich für die Schweizer SBB entwickelten Version, ab 2013 Flirt 3 mit neugestalteter Fahrzeugfront für mehr Crash-Sicherheit und ab 2019 Flirt 3 XL mit verlängerten Wagenkästen; bisher wurde die XL-Version ausschließlich in Deutschland bestellt (Stand: September 2020).
Mit dem Flirt ist es den privaten Betreibern erstmals gelungen, der DB große Verkehrsleistungen mit elektrischer Traktion abzuringen.
Die ersten Flirt in Deutschland waren die in der Schweiz immatrikulierten Triebzüge RABe 521 der SBB (bzw. EuroThurbo) auf der Wiesentalbahn und auf dem Seehas (siehe unten). Am 21. Dezember 2005 erteilte das Eisenbahn-Bundesamt die Genehmigung für den Betrieb in Doppeltraktion.

#### 2006 – 2010

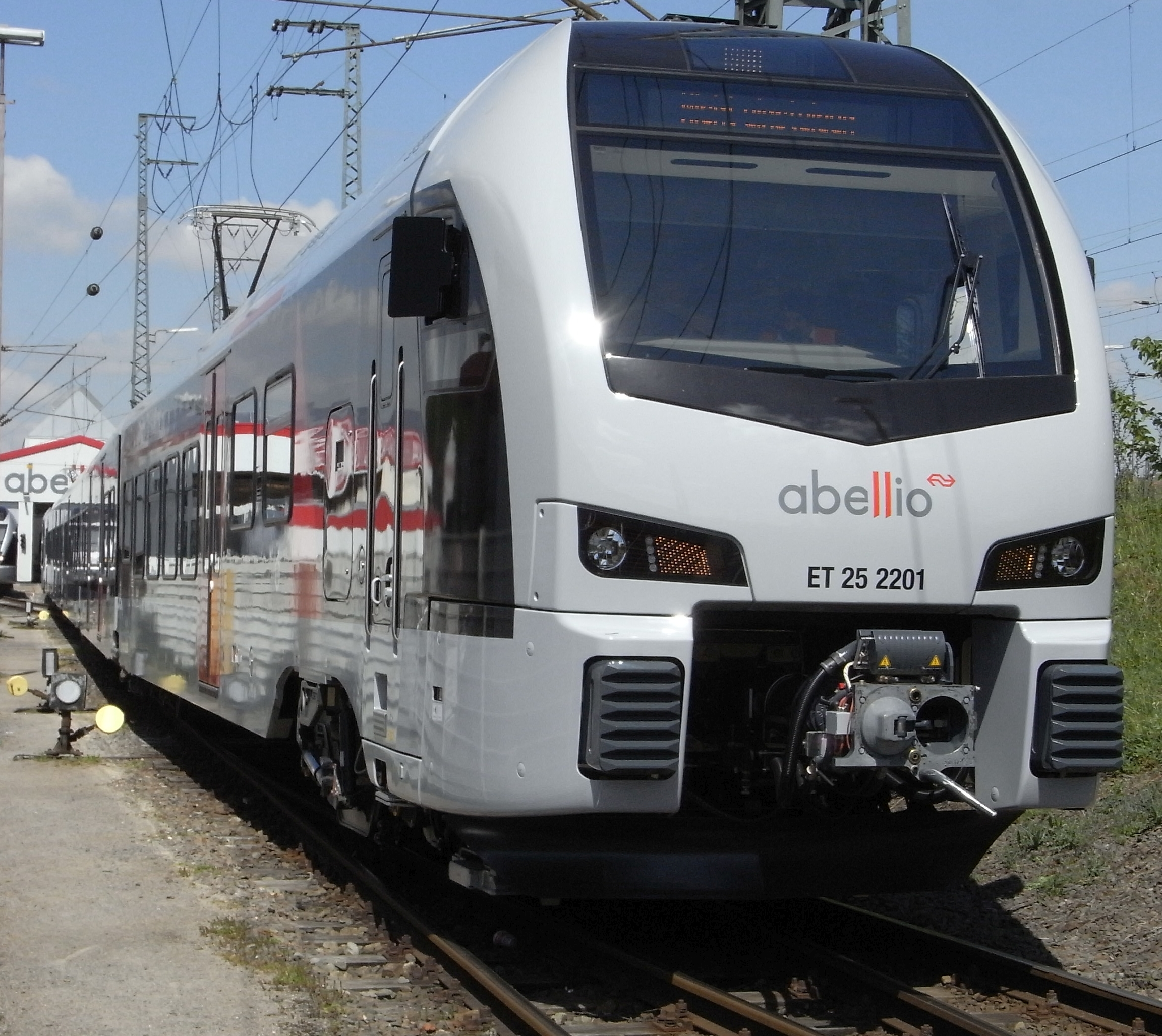
Flirt 3 von Abellio Rail NRW im Abellio-Betriebswerk Hagen, April 2016

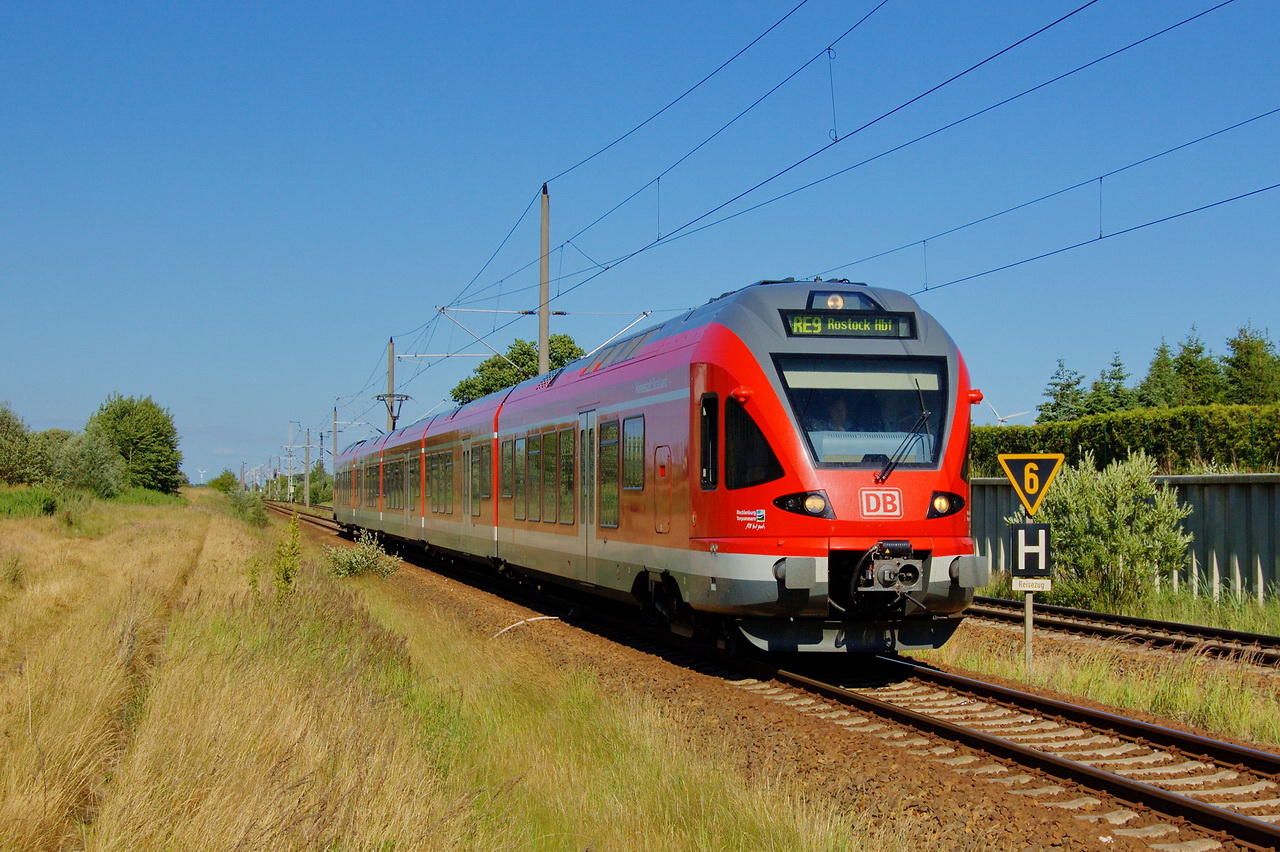
Flirt als Baureihe 429 (früher 427) der Deutschen Bahn

Für die cantus Verkehrsgesellschaft, die seit Dezember 2006 das Nord-Ost-Hessen-Netz betreibt, beschafften deren Muttergesellschaften Hamburger Hochbahn (ab 2007 BeNEX) und Hessische Landesbahn beide je sieben drei- und drei vierteilige Flirt-Züge. Die zwanzig Einheiten, die angelehnt an die Baureihenbezeichnungen der DB mit 427 (dreiteilig) bzw. 428 (vierteilig) nummeriert wurden, verkehren auf den Strecken Göttingen – Eichenberg – Kassel, Kassel – Bebra – Fulda, Göttingen – Eschwege – Bebra und Bebra – Eisenach. Da die Fahrzeuge schon Anfang November geliefert wurden, verkehrten sie bis zum Dezember auf der Bahnstrecke Friedberg–Hanau (betrieben von der Hessischen Landesbahn) und auf der KBS 209.60 im Bereich Berlin – Eberswalde (betrieben von der Ostdeutschen Eisenbahn, an der die Hamburger Hochbahn zu 50 % beteiligt ist).
Die Abellio Rail NRW betrieb von Dezember 2007 bis Januar 2022 mit neun drei- und acht zweiteiligen Flirt-Triebzüge den Regionalverkehr zwischen den Städten Essen, Hagen, Iserlohn und Siegen. Die erstmals bestellte zweiteilige Variante besitzt im Unterschied zu den anderen Varianten nur ein Triebdrehgestell und ist nur für 140 km/h zugelassen.
Die Züge gehören der Leasinggesellschaft CB Rail. Ab Februar 2022 wurden die Züge vom neuen Betreiber DB Regio übernommen. Nach der Ausschreibung des Ruhr-Sieg-Netz wurden die Fahrzeuge ab Dezember 2023 von der VIAS Rail übernommen.

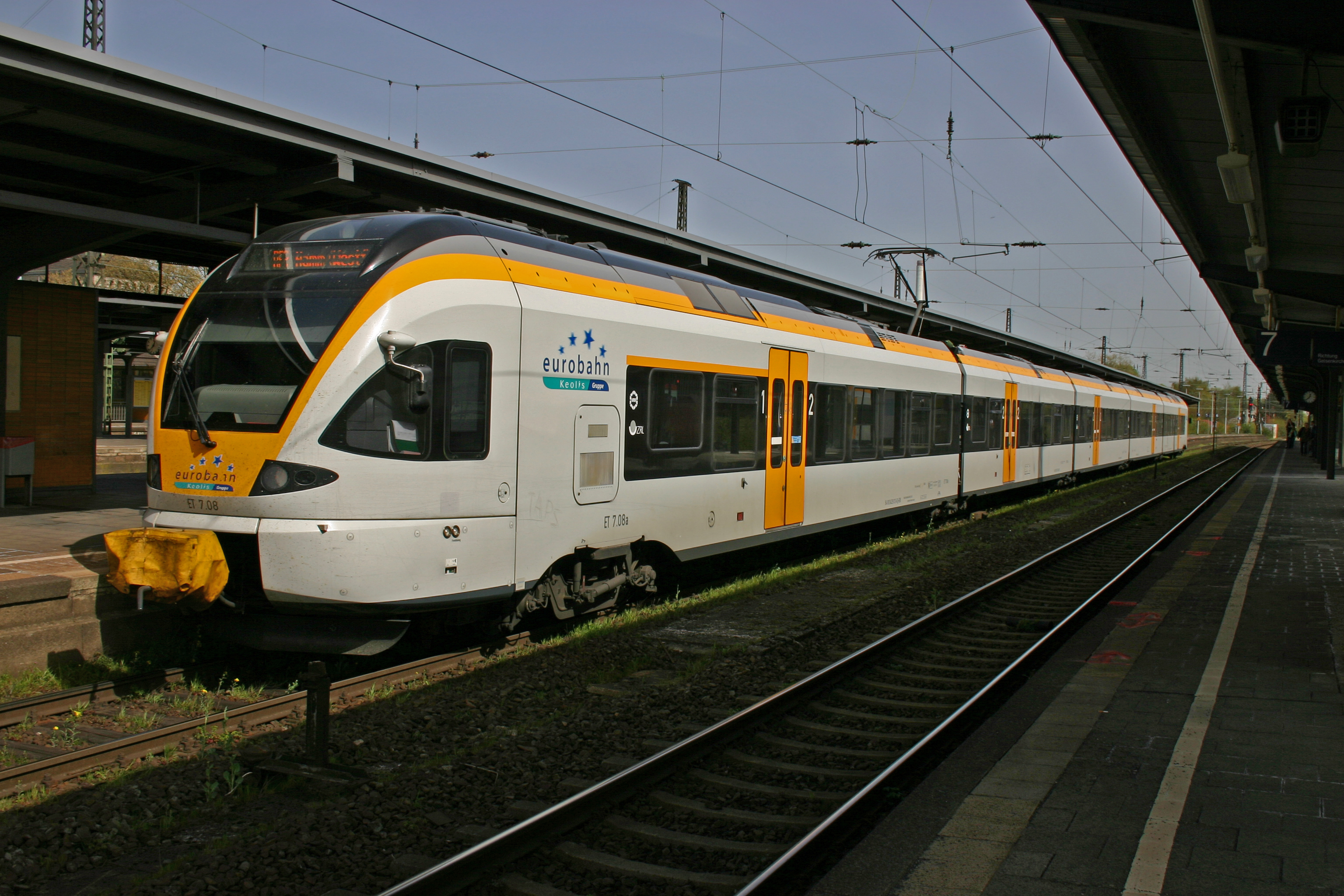
Flirt der Keolis Eurobahn in Wanne-Eickel Hbf.

Anfang 2006 bestellte DB Regio fünf fünfteilige Flirt-Triebzüge für den Verkehr an der Ostseeküste, die bis zum 15. Dezember 2019 auf den Linien Rostock – Stralsund – Lietzow – Sassnitz (Hanse-Express), Sassnitz – Stralsund sowie Binz – Lietzow zum Einsatz kamen.
Die Fahrzeuge wurden im August 2007 als Baureihe 427/827 geliefert und sind seit dem 9. Dezember 2007 im Einsatz. Anfang 2009 erhielten die Flirt der DB in die neue Stammnummer 429. Seit Oktober 2020 wurden die Triebzüge auf der Linie RB 17 (Wismar – Ludwigslust) planmäßig eingesetzt. Seit Mai 2023 sind sie wegen Fristablauf abgestellt. Mittlerweile wurden die Einheiten an die RATH-Gruppe verkauft, sie sollen nach einer Modernisierung bei der VIAS Rail eingesetzt werden.
Den bis dahin größten Auftrag in Deutschland erhielt Stadler im Oktober 2006 von der Angel Trains Europa für Keolis. 25 vierteilige Flirt werden seit Ende 2008 von der Eurobahn auf dem Hellweg-Netz in Nordrhein-Westfalen eingesetzt. Das Auftragsvolumen umfasste mehr als 100 Millionen Euro.
Weitere 4 vier- und 14 fünfteilige Flirt bestellte Angel Trains im November 2007 bei Stadler. Geleast werden diese Fahrzeuge wiederum von Keolis (Eurobahn) für den Betrieb der Linien RE 3 Rhein-Emscher-Express und RE 13 Maas-Wupper-Express. Ab Dezember 2026 wird VIAS Rail die Fahrzeuge der Linien RE 3 und RE 13 für den Betrieb des neuen Expressnetz Emscher (Linien RE 3 und RE 41) übernehmen.
Von Dezember 2007 bis Dezember 2017 bediente die Westfalenbahn das Teutoburger-Wald-Netz mit Flirt-Triebzügen, hierbei handelte es sich um 14 drei- und 5 fünfteilige Züge. Mittlerweile wird das Teutoburger-Wald-Netz von der Eurobahn bedient, die dafür die Flirt-Züge der Westfalenbahn übernommen hat. Die Züge tragen weiterhin die Farben der Westfalenbahn.
2008 bestellte die Vias 19 Flirt für das gewonnene Rheingaunetz (RMV-Linie 10). Seit Dezember 2010 sind 14 vier- und 5 dreiteilige Fahrzeuge auf der rechtsrheinischen Strecke von Frankfurt über Wiesbaden, Rüdesheim und Koblenz nach Neuwied im Einsatz.
Die Hessische Landesbahn setzt auf der RMV-Linie 40 (Frankfurt – Gießen – Siegen) seit 2010 ebenfalls Flirt-Züge ein. Sechs fünf- und drei dreiteilige Züge wurden im Jahr 2008 für diese Verkehrsleistung bestellt. 2020 hatte die HLB zehn fünfteilige Flirt im Bestand. Für den Einsatz auf den Strecken Freilassing–Bad Reichenhall und Bad Reichenhall–Berchtesgaden ab Dezember 2009 bestellte Alpha Trains fünf dreiteilige Flirt. Geleast und seit 2010 eingesetzt werden diese Triebwagen von der Berchtesgadener Land Bahn.
SBB GmbH RABe 521 201–209: → Abschnitt Schweizerische Bundesbahnen

#### 2011 – 2015

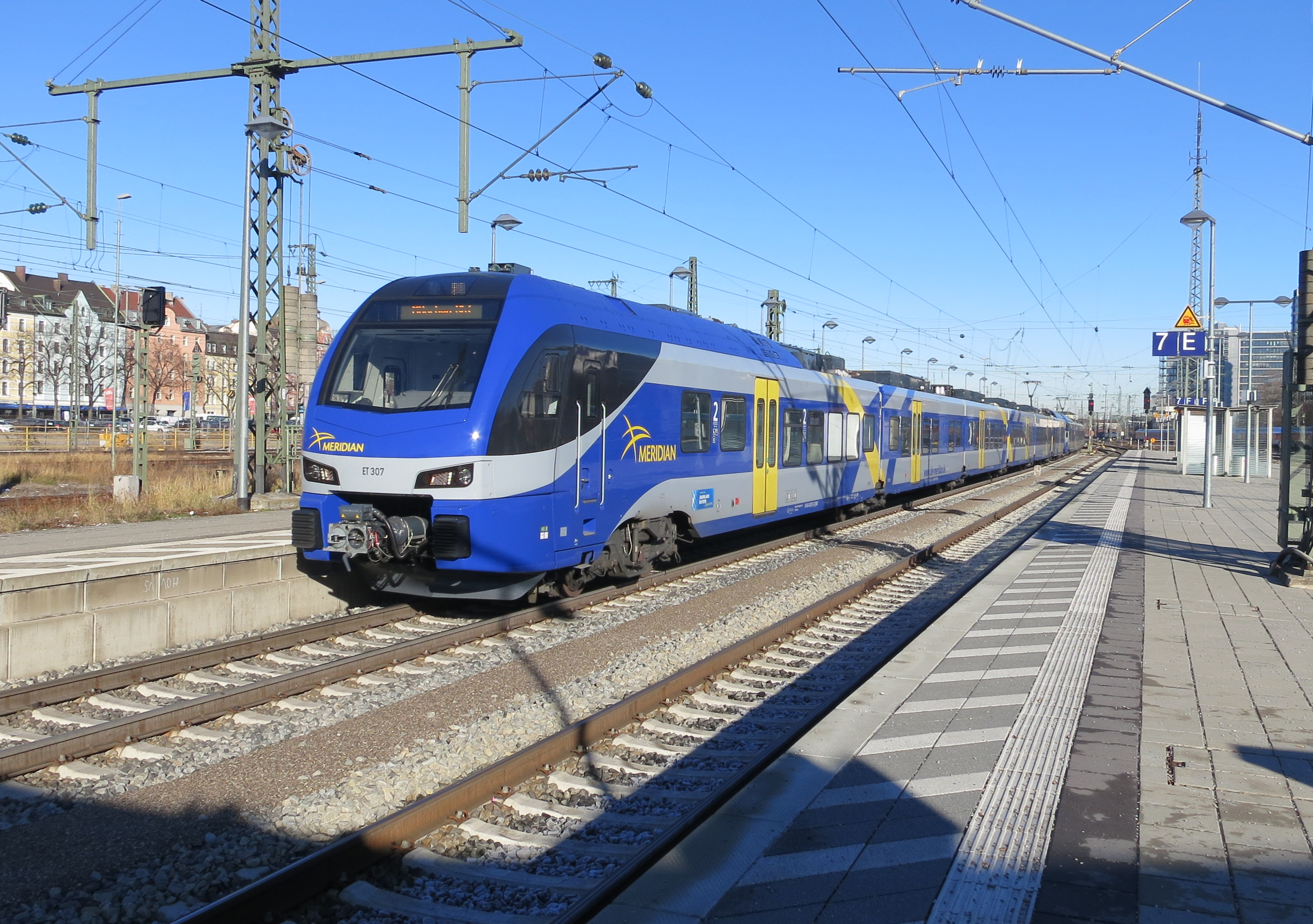
Flirt 3 des Meridian im Bahnhof München Ost

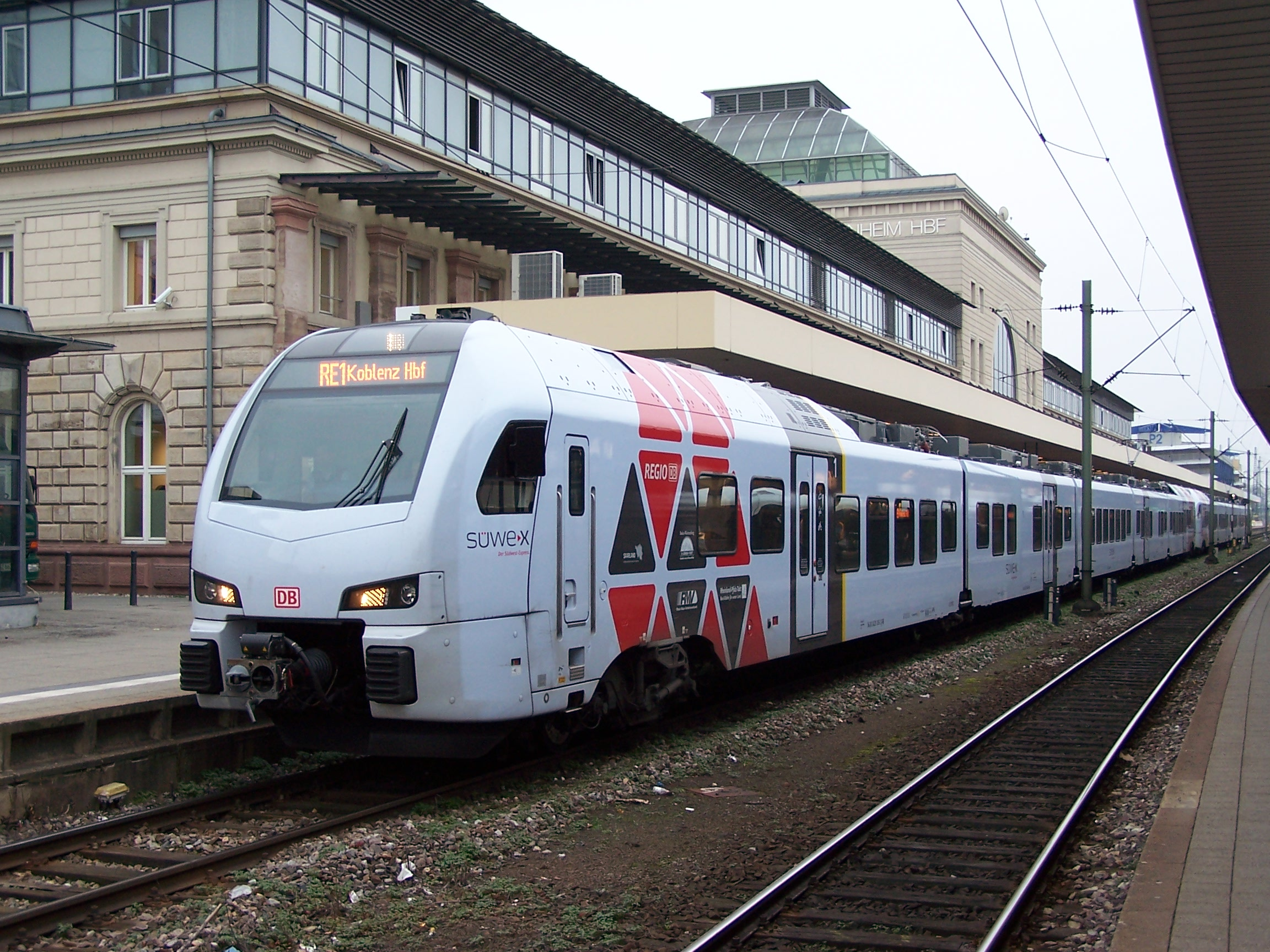
Flirt 3 der DB Regio Mitte als RE 1 in Mannheim Hbf

Am 7. März 2011 gab Stadler die Bestellung von 7 drei- und 28 sechsteiligen Flirt-Zügen für das E-Netz Rosenheim durch Veolia Verkehr bekannt. Dies sind die ersten in Serie gefertigten Fahrzeuge des Typs Flirt 3. Ab Dezember 2013 wurden die Züge durch die Bayerische Oberlandbahn (BOB) unter dem Markennamen Meridian zwischen München, Rosenheim, Salzburg und Kufstein eingesetzt, seit 2020 unter dem Namen Bayerische Regiobahn (BRB). Aufgrund von Problemen mit der Zulassung durch das Eisenbahn-Bundesamt standen jedoch zum Betriebsbeginn nicht alle Fahrzeuge zur Verfügung. Am 1. August 2014 übernahm Alpha Trains die Züge im Rahmen einer „Sale and Lease Back Transaktion“.

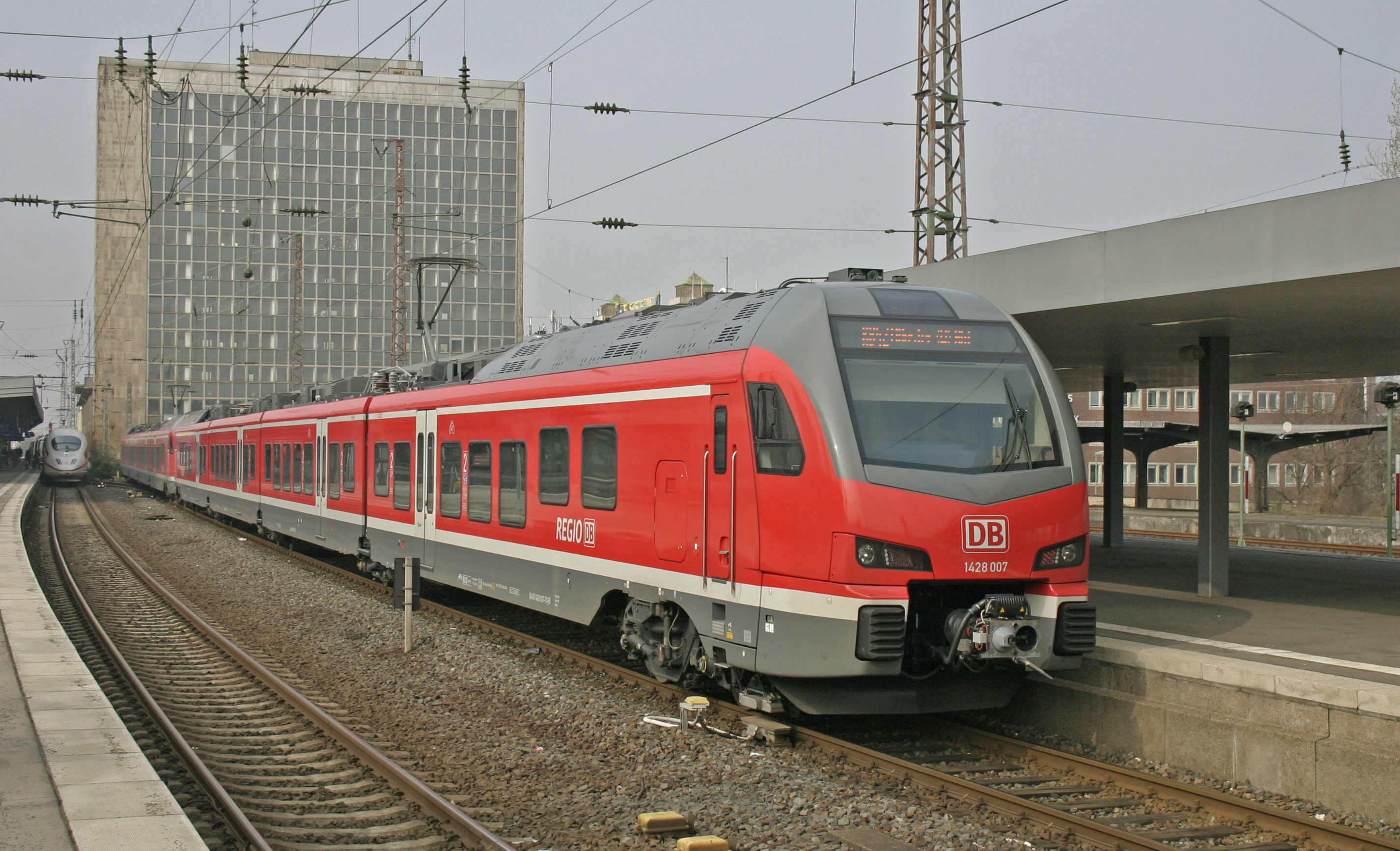
1428 007 der DB Regio als RB 42 in Essen Hbf

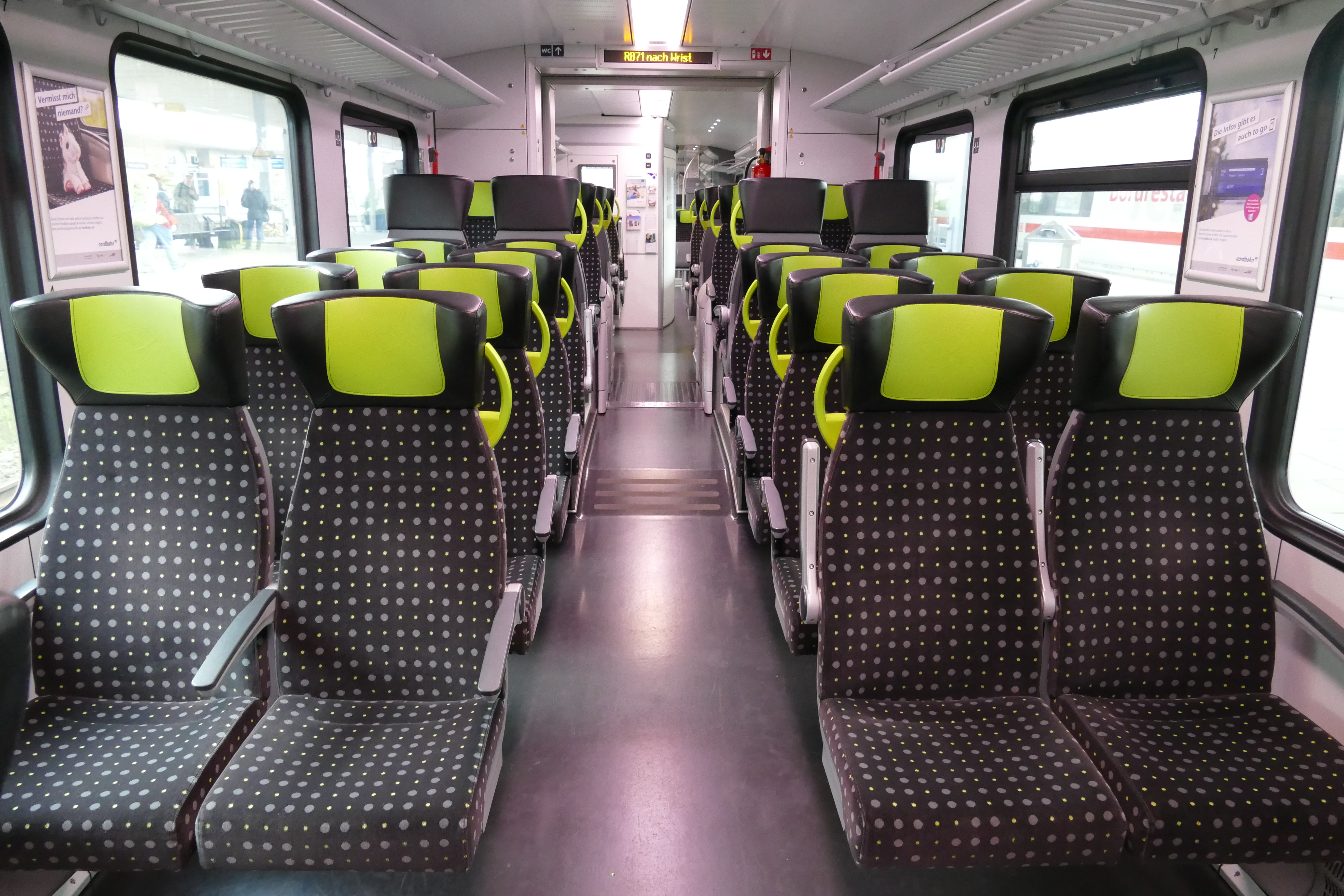
Nordbahn, Innenraum 2. Klasse

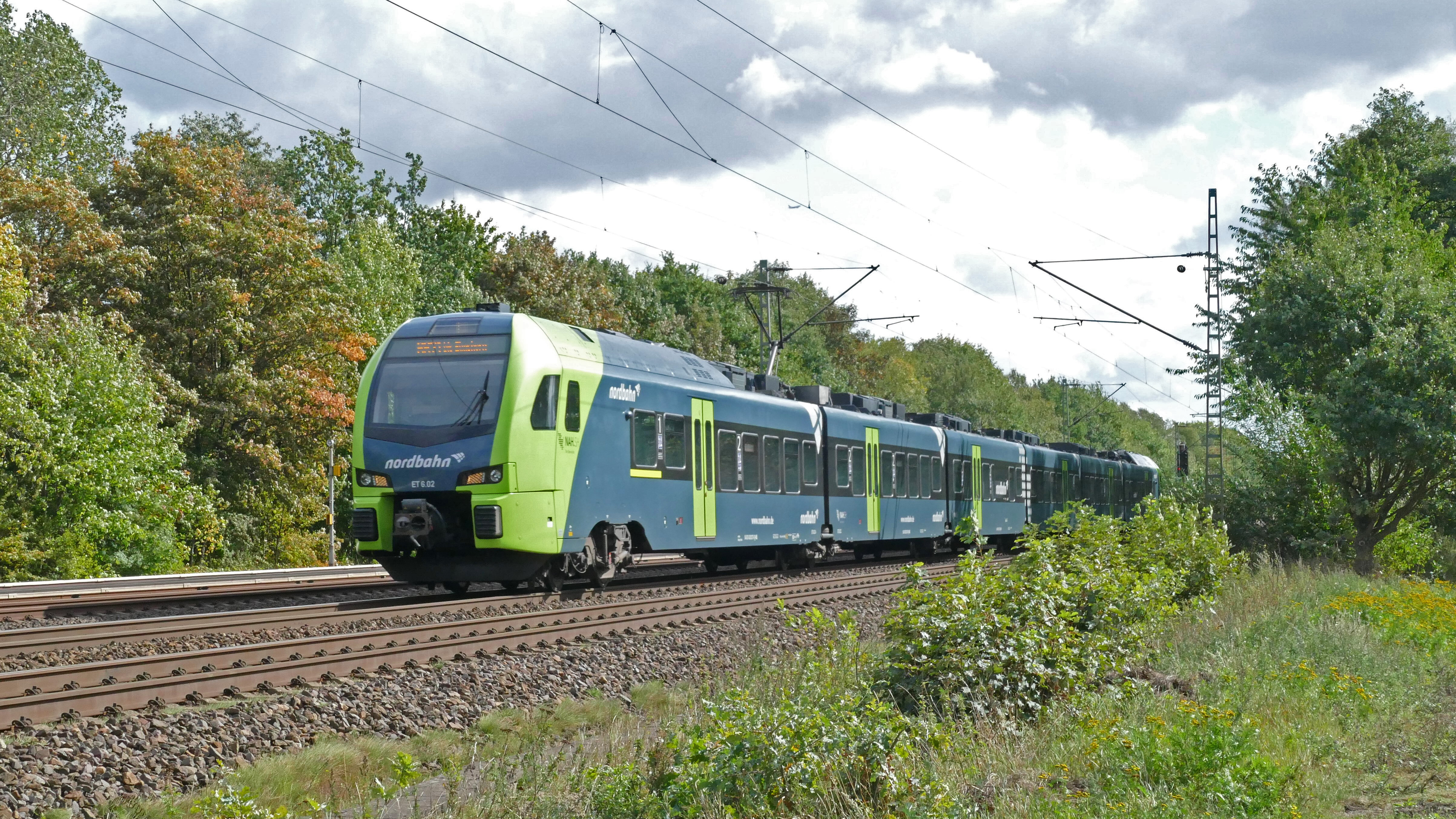
Ein Nordbahn-Flirt-3 nordwestlich von Hamburg

Am 5. Juli 2011 gab der „Zweckverband SPNV Nord Rheinland-Pfalz“ bekannt, dass die DB Regio Südwest die europaweite Ausschreibung für das „RE-Netz Südwest E-Traktion“ gewonnen habe. Ab Dezember 2014 sollten auf den Strecken RE 1 (Koblenz – Trier (– Luxembourg /) – Saarbrücken – Ludwigshafen – Mannheim), RE 2 (Koblenz – Frankfurt), RE 4 (Frankfurt (Main) – Mainz – Ludwigshafen – Karlsruhe), RE 14 (Frankfurt (Main) – Mainz – Ludwigshafen – Mannheim) 28 fünfteilige Flirt eingesetzt werden. Zwischen Koblenz und Trier (RE 1) sollten die Einheiten gemeinsam mit dem Kiss der CFL gekuppelt verkehren. Der Einsatz geschah nur verzögert.
Seit dem 14. Dezember 2014 werden die Flirt-Züge planmäßig auf allen Strecken des SÜWEX (Südwest-Express) eingesetzt.

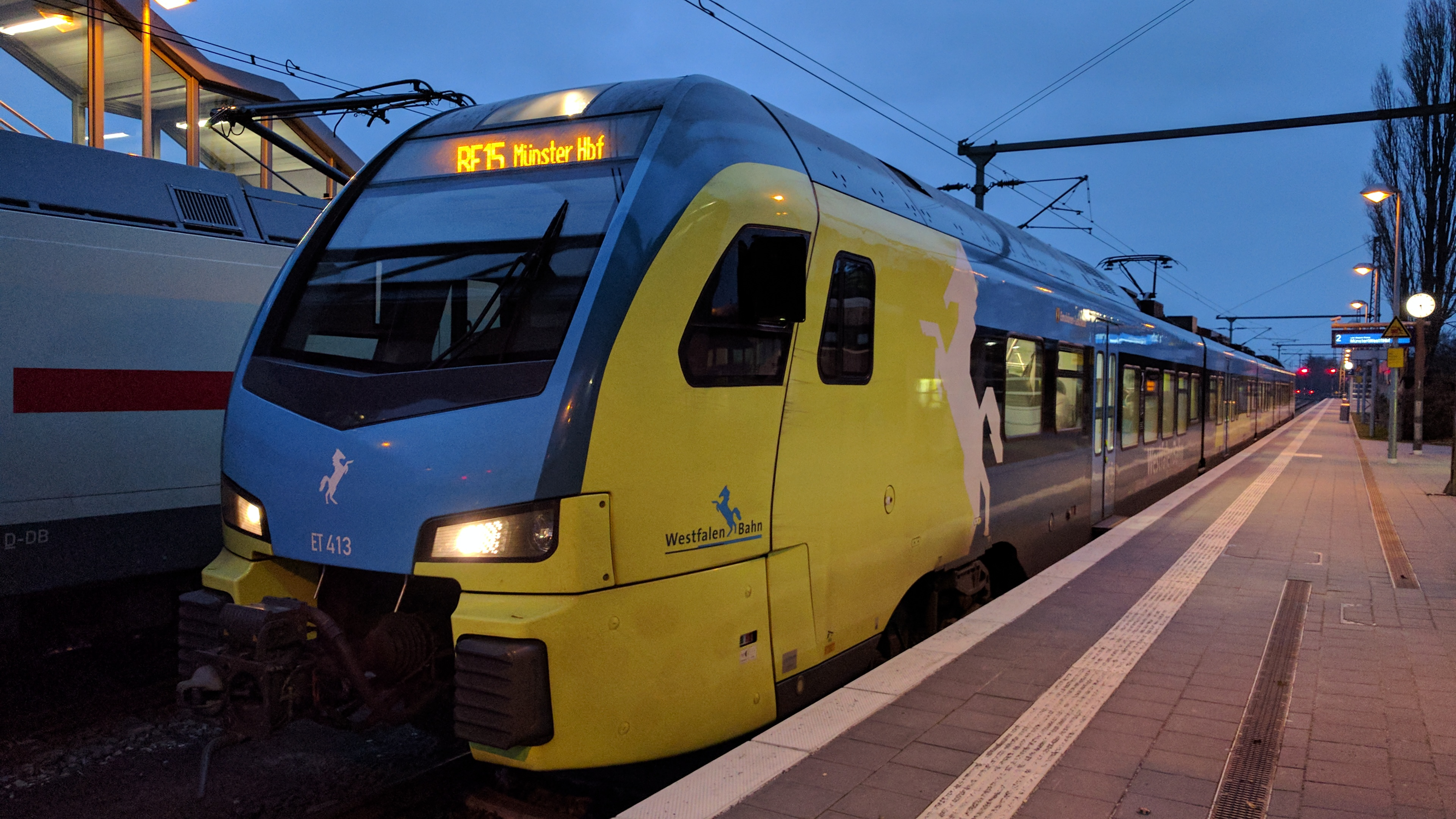
ET 413 der Westfalenbahn in Emden Hbf

Am 2. November 2011 verkündete DB Regio ein Rahmenabkommen mit Stadler, Alstom Transport Deutschland und CAF über die Lieferung von bis zu 400 elektrischen Triebzügen. Aus diesem Rahmenvertrag wurden 14 vierteilige Flirts zum Einsatz auf der Regionalbahnlinie RE 42 zwischen Münster, Essen und Mönchengladbach im VRR abgerufen. Seit dem 9. Februar 2015 sind die ersten, als Baureihe 1428 bezeichneten, Triebwagen im Planeinsatz.
Am 11. April 2012 erhielt die Nordbahn Eisenbahngesellschaft den Zuschlag für den Betrieb des Regionalnetzes Mitte in Schleswig-Holstein. Hier werden sieben fünf- und acht sechsteilige Flirts eingesetzt. Zum Betriebsstart am 14. Dezember 2014 standen nur zehn Triebzüge zur Verfügung.
Die Westfalenbahn setzt seit Dezember 2015 fünfzehn vierteilige Flirt auf der Emslandlinie Münster–Rheine–Emden ein, welche von Alpha Trains angemietet wurden.
Am 12. Juni 2013 wurde mitgeteilt, dass Abellio 20 fünfteilige Flirt-3-Triebzüge bestellt hatte. Die 13 Ein- und 7 Mehrsystemzüge (15 kV, 16,7 Hz / 25 kV, 50 Hz / 1,5 kV Gleichspannung) verkehren seit 2016 auf dem Niederrhein-Netz (Düsseldorf–Arnhem/Bocholt und Mönchengladbach – Gelsenkirchen). Im Februar 2022 wurden die Fahrzeuge nach einem Betreiberwechsel von Vias übernommen.

#### 2016 – 2020

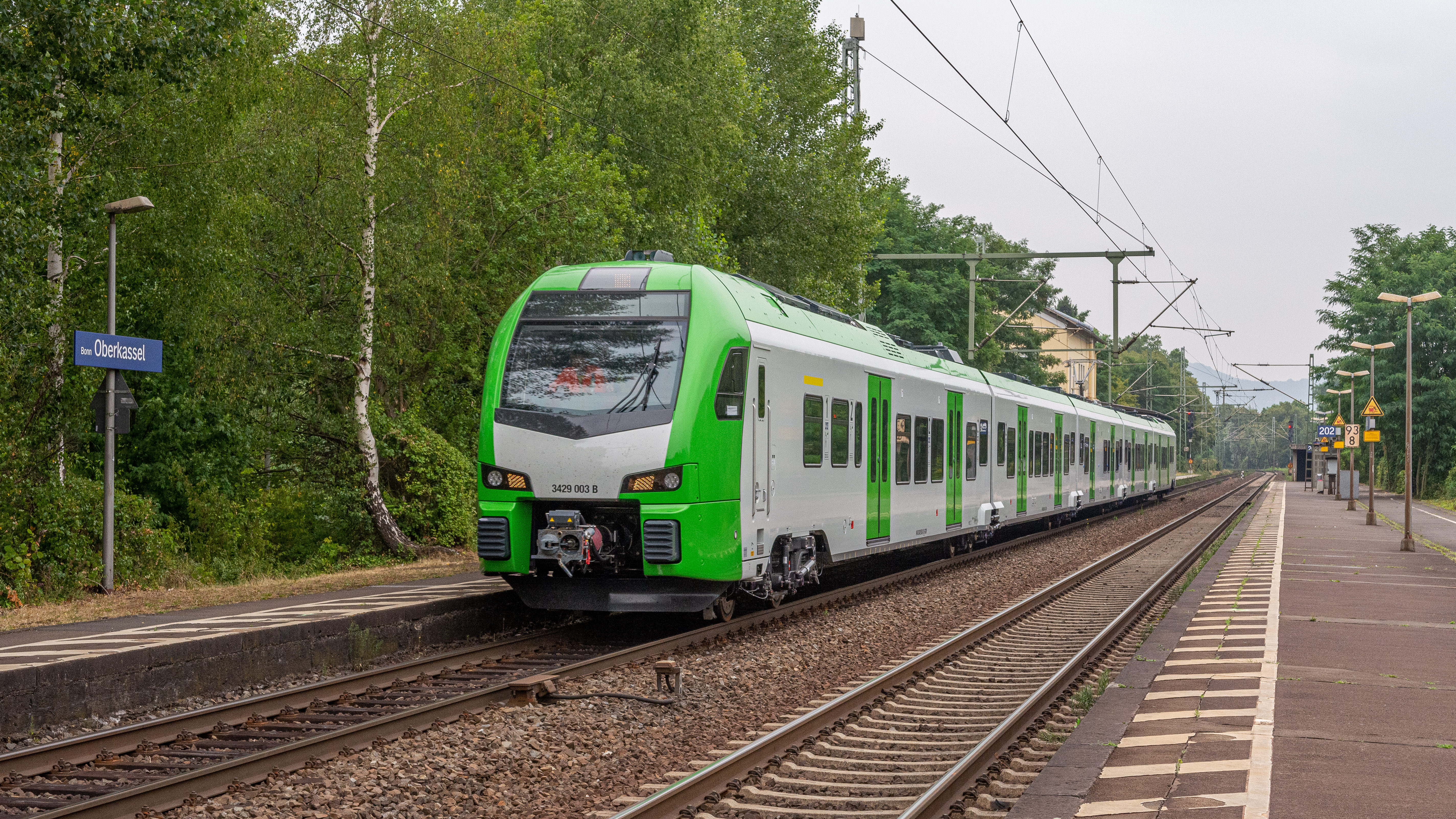
Ein Flirt 3 XL in der unternehmensneutralen Lackierung des Verkehrsverbundes Rhein-Ruhr

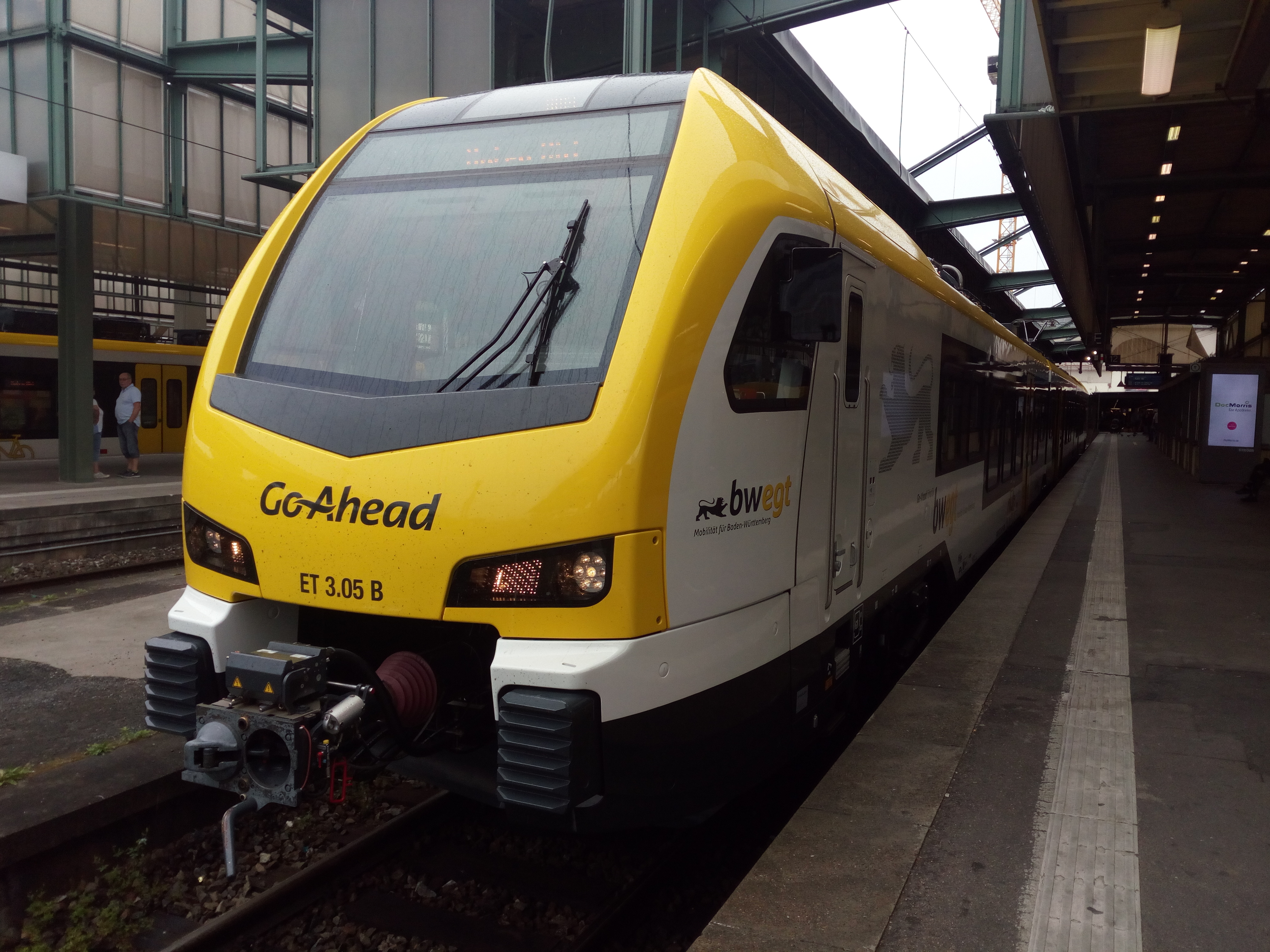
Ein FLIRT 3 von bwegt, betrieben von Go-Ahead (nun Arverio), am ersten regulären Betriebstag in Stuttgart Hbf.

Für den Betrieb der S-Bahn-Linien S 2, S 3, S 9 und S 28 der S-Bahn Rhein-Ruhr sowie der nordrhein-westfälischen Regionalbahnlinien RB 32, RB 40 und RE 49 ab Dezember 2019 hat Stadler 41 Triebwagen des Typs Flirt 3 XL gebaut, die vom Verkehrsverbund Rhein-Ruhr an den Betreiber dieser Linien, DB Regio NRW, vermietet werden (wobei die Linie S 28 weiterhin von der Regiobahn GmbH gefahren wird). Der Auftrag unterteilt sich in 17 drei- und 24 fünfteilige Einheiten. Die Triebzüge sind mit 67,6 m beziehungsweise 106,2 m Länge deutlich länger als Flirt-3-Triebzüge und bieten 16 Sitzplätze in der ersten sowie 164 respektive 280 Sitzplätze in der zweiten Klasse. Für schnelleren Fahrgastwechsel erhalten sie zwei 1,8 m breite Türen pro Wagenkasten und Seite. Besonders ist das im Einsatzgebiet unüblich kleine Verhältnis von angetriebenen zu nicht angetriebenen Drehgestellen. Die 3000 kW Antriebsleistung einer fünfteiligen Einheit sind auf nur zwei von sechs Drehgestellen verteilt, weshalb die Beschleunigung im Vergleich zu den Vorgängern der Reihe 422, welche seinerzeit für reinen S-Bahn-Verkehr ausgelegt worden waren, deutlich geringer ausfällt.
Für den Betrieb der Lose 2 und 3 der Stuttgarter Netze bestellte 2016 die Arverio Deutschland (früher: Go-Ahead) insgesamt 45 Flirt 3, davon 13 drei- und 19 fünfteilige für das Los 2 sowie 9 vier- und 14 sechsteilige für das Los 3. Im November 2018 wurde der erste Triebzug ET 4.02 (1428 016) der Öffentlichkeit vorgestellt.
Im Juli 2020 wurde ein Auftrag zur Ausrüstung der Triebzüge mit ETCS-Fahrzeuggeräten und ATO ausgeschrieben und am 29. Juni 2021 an Alstom vergeben. In Abstimmung mit DB Netz und aufgrund von Förderbedingungen des Bundes geht die Ausrüstung über eine ETCS-Ausrüstung hinaus. Die Züge sollen u. a. Level-3-fähig, mit einer Zugintegritätsüberwachung ausgerüstet und für FRMCS vorbereitet werden. Die Ausrüstung eines ersten Triebzugs (First in Class) sollte im Oktober 2021 beginnen, der Versuchs- und Vorlaufbetrieb im April 2024 aufgenommen werden. Alle Fahrzeuge sollen bis Januar 2025 mit ETCS Level 2 (nach Baseline 3 Release 2) und ATO (mit statischen Fahrplandaten) ausgerüstet werden. In den Jahren 2026 und 2027 soll die kontinuierliche Inbetriebnahme und Genehmigung nach TSI ZZS 2022 erfolgen und FRMCS in Betrieb genommen werden. Zunächst sollen neben fünf „First of Class“-Triebzügen zwei weitere „Prototypen“ ausgerüstet werden. Die Nachrüstung wird von der Europäischen Union mit Mitteln der Connecting Europe Facility gefördert. Für die First-in-Class-Ausrüstung sollten ab 1. Halbjahr 2022 schrittweise bis zu sieben Triebzüge aus dem Regelbetrieb genommen werden. Die Triebzüge werden unter anderem mit einem EVC, fünf zusätzlichen Antennen, vier Displays (DMI) ausgerüstet. Die bestehende PZB- und LZB-Ausrüstung wird hochgerüstet. Die Nachrüstung galt Anfang 2023 als um rund zwölf Monate verzögert. Als Grund wird eine besonders aufwendige Koordination zwischen sechs Partnern angegeben (Aufgabenträger, Ausrüster, Fahrzeugeigentümer, Schienenfahrzeughalter, Instandhalter, Verkehrsunternehmen). Stadler übernimmt im Rahmen des Projektes unter anderem Anpassungen an der Leittechnik (TCMS), Teile des Designs sowie die Verantwortung für die erneute Fahrzeugzulassung. Während der dreijährigen Umrüstung werden einige Zugverkehre mit Lok-Wagen-Zügen gefahren. Aufgrund „an einzelnen Achsen zu stark voneinander abweichender Radlasten“, die im Rahmen der ETCS-Fahrzeugausrüstung „zufällig festgestellt“ worden seien, standen vom 14. Februar bis 17. Februar 2023 bis zu 18 Triebzüge nicht zur Verfügung. Ursache für den kurzzeitigen Ausfall waren laut Stadler Messfehler. Die Serienumrüstung durch Alstom in Villeneuve begann im März 2025. Aufgrund besonderer Eigenschaften der Fahrzeuge könnten nur wenige Triebzüge gleichzeitig dem Betrieb entzogen werden. Im Gegensatz zu anderen Baureihen erfolge die Zulassung für den aktiven ETCS-Betriebs ein- statt zweistufig. Für die Züge bildete Stadler optimierte ETCS-Bremsmodelle.
Go-Ahead bestellte zusätzlich elf dreiteilige Flirt 3 XL für das Netz 3a „Murr“. Diese Flirt 3 XL ähneln denen der S-Bahn Rhein-Ruhr, haben nur eine Tür pro Wagenkasten und Seite. Sie besitzen die in Baden-Württemberg übliche Lackierung im bwegt-Design und unterscheiden sich von den anderen Flirt von Go-Ahead durch längere Wagenkästen und etwas breitere Türen. Mit einer Traktionsleistung von 3000 kW erreichen die 67,6 m langen Triebzüge 160 km/h. Sie werden auf der Murrbahn zwischen Stuttgart und Nürnberg eingesetzt.
Im Juni 2019 gab Stadler bekannt, dass sie sechzehn vierteilige Flirts an die Nordwestbahn für das Netz Regio-S-Bahn Bremen/Niedersachsen liefern werden.
Ende Mai 2017 erhielt die Keolis-Deutschland-Tochter eurobahn den ersten von acht bestellten fünfteilige Flirt-3-Triebzügen für den Verkehr auf der Strecke Bielefeld–Bad Bentheim–Hengelo. Er bekam die unternehmenseigene Betriebsnummer ET 4.01 und wird als 2429 011 geführt. Für den Betrieb auf dem Hellweg-Netz nahm Alpha Trains 2018 fünf fünfteilige Flirt-Züge in Betrieb, um die Flotte zu ergänzen.

#### Ab 2021

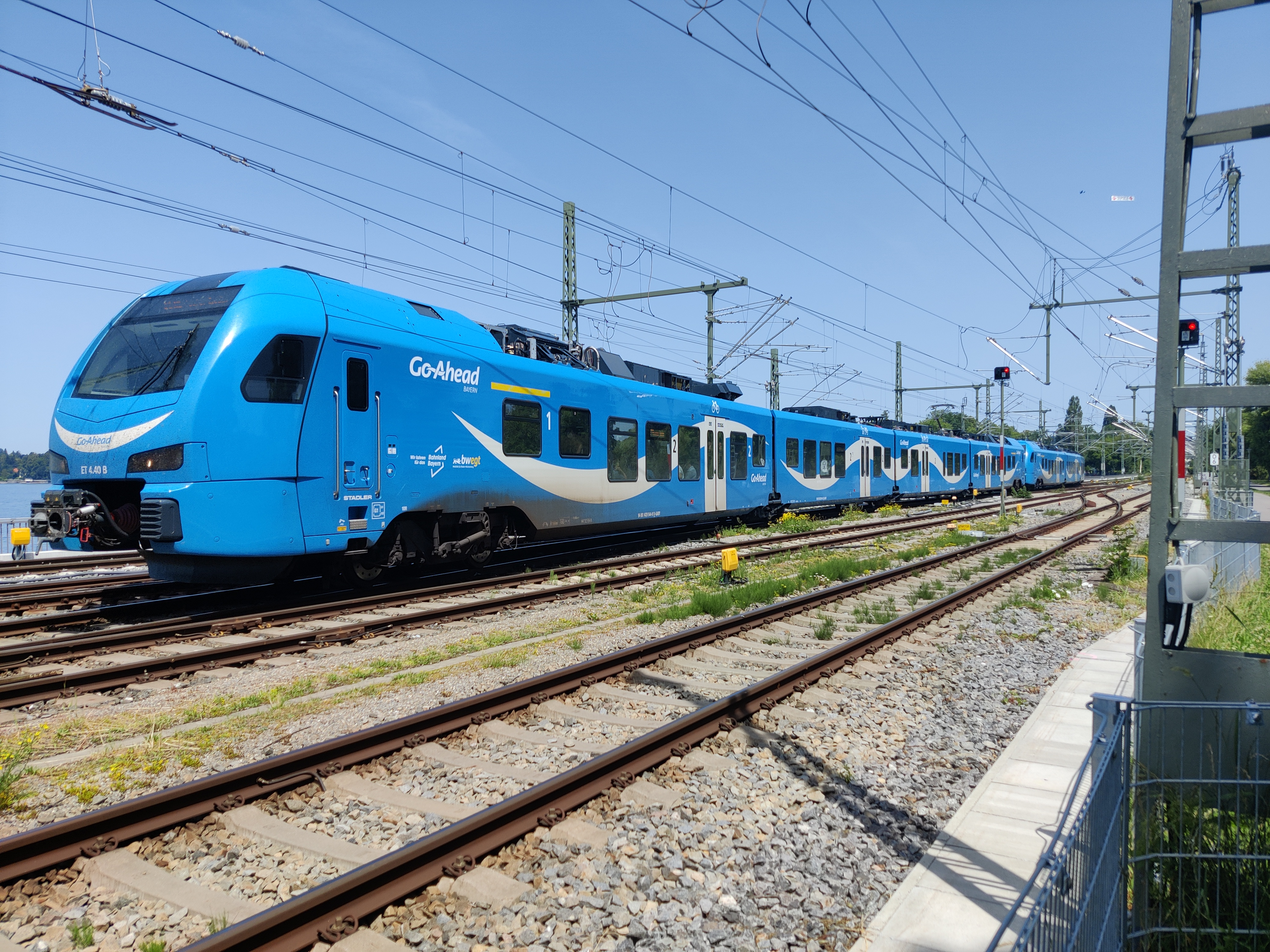
Zwei vierteilige Stadler FLIRT 3 von Arverio in Doppeltraktion, unterwegs als Regionalexpress auf dem E-Netz Allgäu, hier fotografiert auf dem Lindauer Eisenbahndamm

Für das E-Netz Allgäu bestellte Go-Ahead 22 vierteilige Flirt-3-Einheiten. Das Unternehmen nahm den Betrieb auf dem Netz zum Fahrplanwechsel im Dezember 2021 auf.

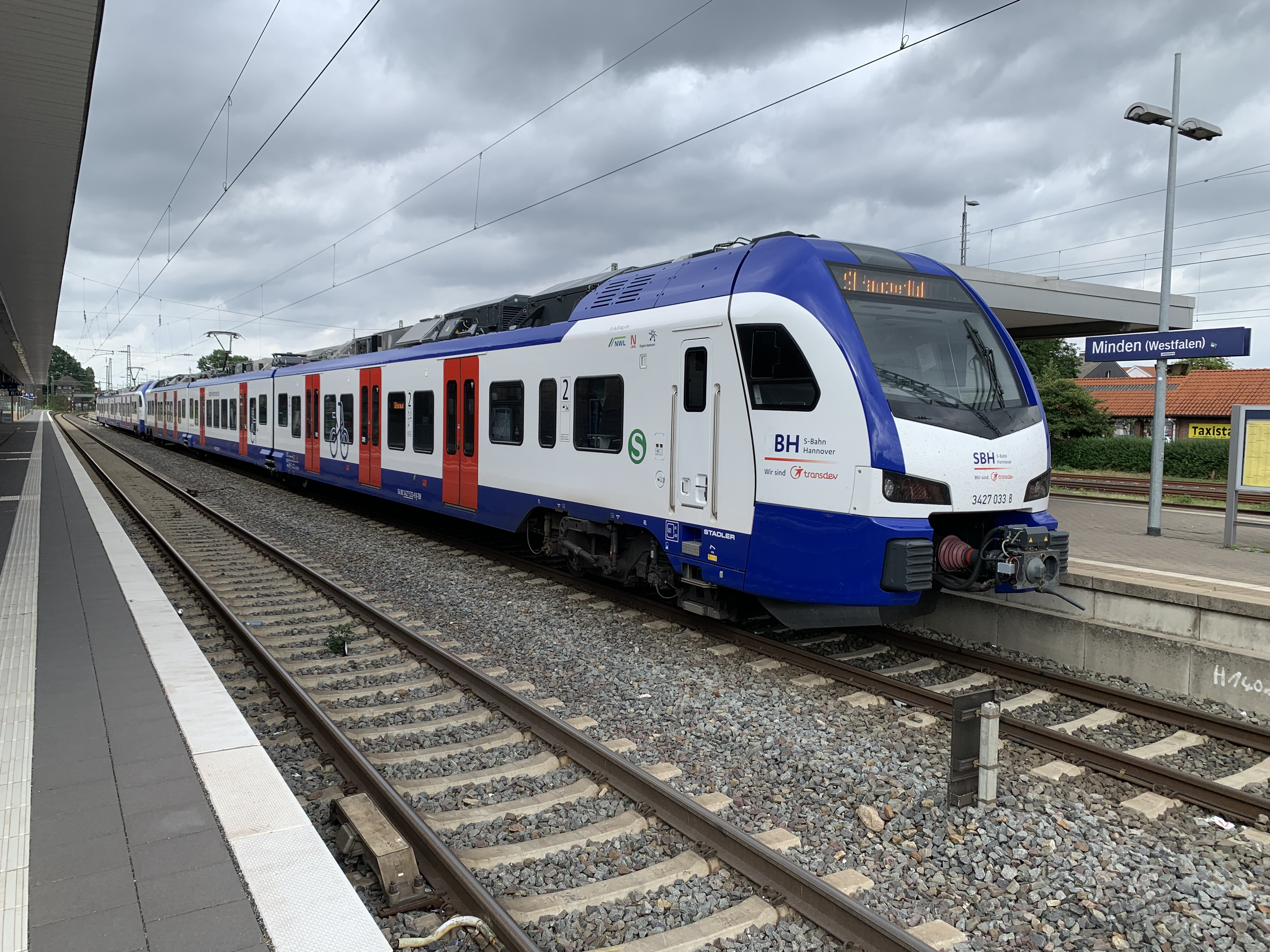
FLIRT 3 XL für Transdev Hannover

Mit dem Fahrplanwechsel im Dezember 2021 nahm Transdev Hannover auf dem Netz der S-Bahn Hannover die ersten von 64 neuen Triebzüge vom Typ Flirt 3 XL in Betrieb. Weitere Triebzüge dieser Serie kamen ab Juni 2022 zum Einsatz. Die dreiteiligen Einheiten bieten 180 Sitz- (davon zwölf der ersten Klasse) sowie 218 Stehplätze und erreichen eine Höchstgeschwindigkeit von 160 km/h. Sie wurden in Transdev-Farbgebung (weiß, blaue Schürze und blaues Dach, rote Türen) ausgeliefert. Die Endwagen haben je drei Türen, die Mittelwagen je zwei. Sie werden als Baureihe 3427 geführt.

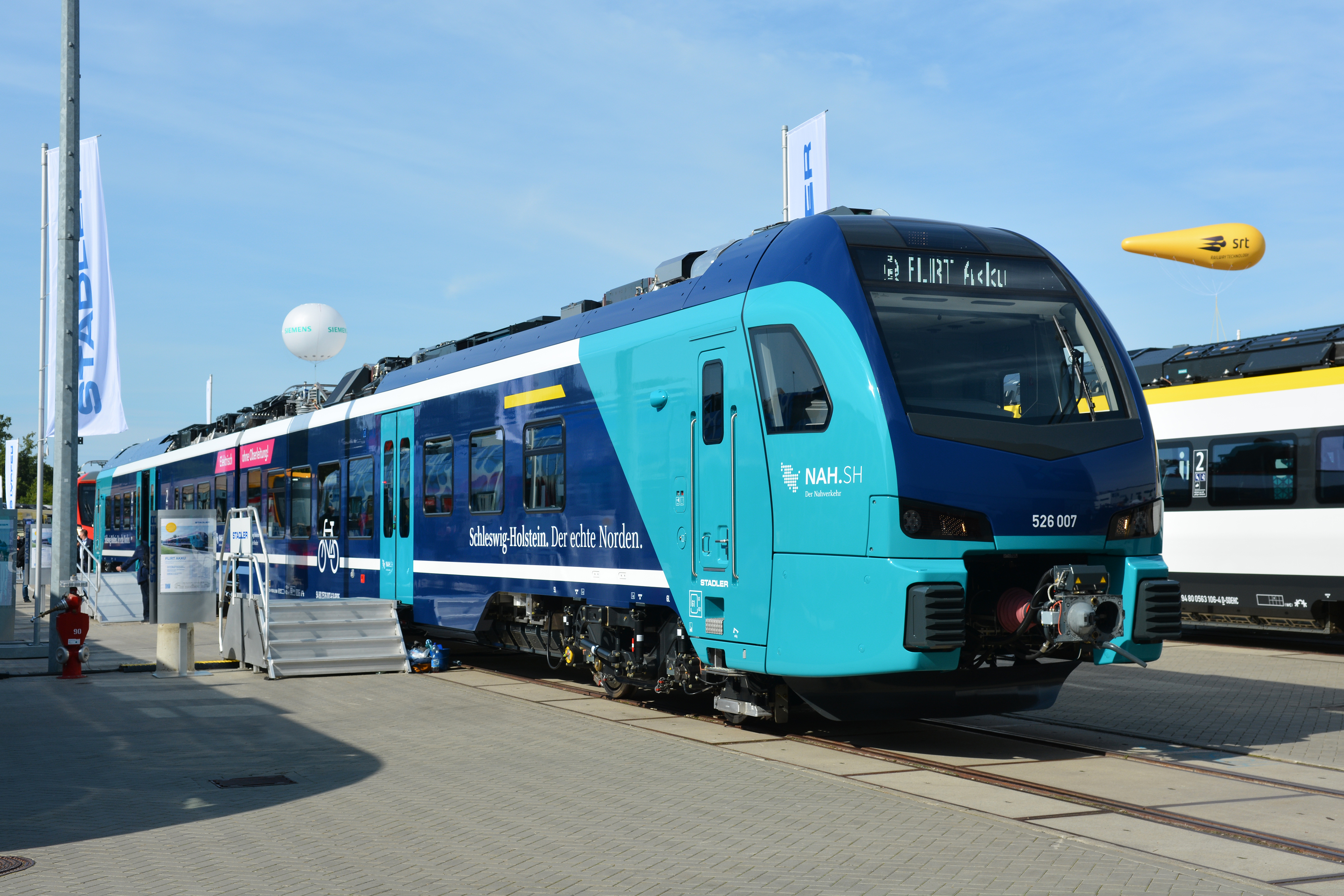
FLIRT Akku für Schleswig-Holstein auf der Innotrans 2022

Im Jahr 2019 bestellte das Land Schleswig-Holstein 55 zweiteilige Züge des Typs FLIRT Akku. Dies war die erste Bestellung dieser Variante des FLIRT. Seit Oktober 2023 werden die ersten Fahrzeuge vom Verkehrsunternehmen erixx eingesetzt. Die Jungfernfahrt des ersten FLIRT Akkus fand auf der Strecke Kiel – Kiel-Oppendorf statt. Auf den Linien RB 84 und RE 83 zwischen Kiel und Lübeck bzw. Kiel – Lübeck – Lüneburg wurden sie kurz danach auch eingesetzt. Seit Juni 2024 verkehren die Triebwagen auch auf den Linien der nordbahn (RB 63: Neumünster – Heide – Büsum; RB 82: Neumünster – Bad Oldesloe; RB 64: Husum – St. Peter-Ording; RE 72: Husum – Kiel; RE 74: Kiel – Flensburg; RE 75: Kiel – Rendsburg).
Weitere 58 zweiteilige Exemplare des Typs FLIRT Akku bestellte DB Regio Ende 2021. Die Züge sind ab 2025 für den Einsatz im Pfalznetz in Rheinland-Pfalz und ab 2026 in Mecklenburg-Vorpommern vorgesehen. Im September 2022 wurden aufgrund einer Angebotserweiterung fünf weitere Triebzüge für Mecklenburg-Vorpommern bestellt.
Für den Betrieb des Maas-Wupper-Express ab Dezember 2026 bestellte die Regionalverkehre Start Deutschland im Februar 2022 insgesamt 20 vierteilige Einheiten des Typs FLIRT 3XL.
Für das Netz MoselLux bestellte DB Regio 2022 19 vierteilige FLIRT 3XL, welche ab 2024 zum Einsatz kommen und die bisher eingesetzten Talent 2 ersetzen  sollten. Die Triebwagen verfügen über extra lange Wagenkasten und sind speziell für die Mitnahme von Fahrrädern ausgelegt. Pro Zug können in den beiden Endwagen bis zu 30 Fahrräder transportiert werden.
Mitte September 2022 erhielt DB Regio den Zuschlag für das Netz „Nord-Süd“ des VBB ab 2026. Dafür bestellte DB Regio drei vierteilige Triebzüge des Typs FLIRT 3XL, mit einer Option für weitere Triebzüge. Außerdem wurden zwölf fünfteilige Stadler KISS bestellt, welche mit den Flirts kuppelbar sind.
Mitte November 2022 erhielt DB Regio den Zuschlag für das Netz „Berlin-Stettin“ des VBB ab 2026. Dafür bestellt DB Regio neun vierteilige Triebzüge des Typs FLIRT 3XL.
Am 21. November 2022 erhielt VIAS Rail den Zuschlag für die ab 2025 zweistündliche Regionalexpresslinie RE 19 zwischen Frankfurt (Main) Hbf und Koblenz Hbf. Als Triebfahrzeuge werden acht neue vierteilige FLIRT 3XL angeschafft.
Im Februar 2025 bestellte DB Regio 19 Flirt-Akku für den Einsatz im Akkunetz Mittelthüringen.

#### Übersicht
| Betreiber/Fahrzeugnummer    | Anzahl | Zulassung | Einsatzgebiet                     | Inbetriebsetzung | Achsfolge        | Typ/Baulos | Bemerkungen                                             |
| --------------------------- | ------ | --------- | --------------------------------- | ---------------- | ---------------- | ---------- | ------------------------------------------------------- |
| VIAS, 0426 100–107          | 8      | DE        | Ruhr-Sieg-Netz I                  | 2007             | Bo’2’2’          | Flirt 1    | bis 01/2022 Abellio Rail NRW Eigentümer CBRail(?)       |
| VIAS, 0427 100–108          | 9      | DE        | Ruhr-Sieg-Netz I                  | 2007             | Bo’2’2’Bo’       | Flirt 1    | bis 01/2022 Abellio Rail NRW Eigentümer CBRail(?)       |
| ERB, 0427 109–122           | 14     | DE        | Teutoburger-Wald-Netz             | 2007             | Bo’2’2’Bo’       | Flirt 1    | Eigentümer AlphaTrains                                  |
| HLB, 0427 123–125           | 3      | DE        | Main-Weser-Bahn                   | 2010             | Bo’2’2’Bo’       | Flirt 1    |                                                         |
| BOB, 0427 130–134           | 5      | DE/AT     | Netz Berchtesgaden-Ruhpolding     | 2010             | Bo’2’2’Bo’       | Flirt 1    | Eigentümer AlphaTrains                                  |
| CAN, 0427 135–148           | 14     | DE        | Nordost-Hessen-Netz               | 2006             | Bo’2’2’Bo’       | Flirt 1    |                                                         |
| VIAS, 0427 149–153          | 5      | DE        | RheingauLinie                     | 2010             | Bo’2’2’Bo’       | Flirt 1    |                                                         |
| BOB, 1427 001–007           | 7      | DE/AT     | Netz Chiemgau-Inntal              | 2013–2014        | Bo’2’2’Bo’       | Flirt 3    | Eigentümer AlphaTrains                                  |
| BOB, 1427 009–010           | 2      | DE/AT     | Netz Berchtesgaden-Ruhpolding     | 2022             | Bo’2’2’Bo’       | Flirt 3    |                                                         |
| GABW, 1427 011–023          | 13     | DE        | Netz Rems-Fils                    | 2019–2020        | Bo’2’2’Bo’       | Flirt 3    |                                                         |
| VRR, 3427 001–007           | 7      | DE        | S-Bahn Rhein-Ruhr                 | 2019–2020        | Bo’2’2’Bo’       | Flirt 3 XL | vermietet an DB Regio                                   |
| REGIO, 3427 008–017         | 10     | DE        | S-Bahn Rhein-Ruhr                 | 2020–2026        | Bo’2’2’Bo’       | Flirt 3 XL | 008 vermietet an DB Regio 009–011 vermietet an eurobahn |
| GABW, 3427 018–028          | 11     | DE        | Netz Murrbahn                     | 2019             | Bo’2’2’Bo’       | Flirt 3 XL |                                                         |
| TDH, 3427 029–092           | 64     | DE        | S-Bahn Hannover                   | 2021–            | Bo’2’2’Bo’       | Flirt 3 XL |                                                         |
| ERB, 0428 100–124           | 25     | DE        | Hellwegnetz                       | 2008             | Bo’2’2’2’Bo’     | Flirt 1    | Eigentümer AlphaTrains                                  |
| ERB, 0428 125–128           | 4      | DE        | Maas-Rhein-Lippe-Netz             | 2009             | Bo’2’2’2’Bo’     | Flirt 1    | Eigentümer AlphaTrains                                  |
| CAN, 0428 129–134           | 6      | DE        | Nordost-Hessen-Netz               | 2006             | Bo’2’2’2’Bo’     | Flirt 1    |                                                         |
| VIAS, 0428 135–148          | 14     | DE        | RheingauLinie                     | 2010–2011        | Bo’2’2’2’Bo’     | Flirt 1    |                                                         |
| CAN, 0428 149               | 1      | DE        | Nordost-Hessen-Netz               | 2012             | Bo’2’2’2’Bo’     | Flirt 1    |                                                         |
| DB, 1428 001–014            | 14     | DE        | Niers-Haard-Express               | 2015             | Bo’2’2’2’Bo’     | Flirt 3    |                                                         |
| GABW, 1428 015–023          | 9      | DE        | Netz Franken-Enz                  | 2019             | Bo’2’2’2’Bo’     | Flirt 3    |                                                         |
| GABY, 1428 024–045          | 22     | DE        | E-Netz Allgäu                     | 2021             | Bo’2’2’2’Bo’     | Flirt 3    |                                                         |
| WFB, 1428 101–115           | 15     | DE        | Emsland-Express                   | 2015             | Bo’2’2’2’Bo’     | Flirt 3    | Eigentümer AlphaTrains                                  |
| NWB, 3428 001–016           | 16     | DE        | Regio-S-Bahn Bremen/Niedersachsen | 2022             | Bo’2’2’2’Bo’     | Flirt 3 XL |                                                         |
| DB, 3428 017–035            | 19     | DE        | MoselLux                          | 2024             | Bo’2’2’2’Bo’     | Flirt 3 XL |                                                         |
| VIASR, 3428 036–043         | 8      | DE        | Rheingau-Express                  | 2025             | Bo’2’2’2’Bo’     | Flirt 3 XL | Eigentümer AlphaTrains                                  |
| DB, 3428 044–046            | 3      | DE        | VBB Netz Nord-Süd                 | 2026             | Bo’2’2’2’Bo’     | Flirt 3 XL |                                                         |
| RVSD, 4428 001–020          | 20     | DE/NL     | Maas-Wupper-Netz                  | 2026             | Bo’2’2’2’Bo’     | Flirt 3 XL |                                                         |
| DB, 4428 021–029            | 9      | DE/PL     | Netz Berlin-Stettin               | 2026             | Bo’2’2’2’Bo’     | Flirt 3 XL |                                                         |
| ERB, 0429 001–005           | 5      | DE        | Teutoburger-Wald-Netz             | 2007             | Bo’2’2’2’2’Bo’   | Flirt 1    | Eigentümer AlphaTrains                                  |
| ERB, 0429 006–019           | 14     | DE        | Maas-Rhein-Lippe-Netz             | 2010             | Bo’2’2’2’2’Bo’   | Flirt 1    | Eigentümer AlphaTrains                                  |
| HLB, 0429 020–025           | 6      | DE        | Main-Weser-Bahn                   | 2010             | Bo’2’2’2’2’Bo’   | Flirt 1    |                                                         |
| DB, 0429 026–030            | 5      | DE        | -                                 | 2007             | Bo’2’2’2’2’Bo’   | Flirt 1    | Alle abgestellt nach Fristablauf                        |
| HLB, 0429 047–050           | 4      | DE        | Main-Weser-Bahn                   | 2015             | Bo’2’2’2’2’Bo’   | Flirt 1    |                                                         |
| DB, 0429 100–127            | 28     | DE        | Südwest-Express (SÜWEX)           | 2014–2015        | Bo’2’2’2’2’Bo’   | Flirt 3    |                                                         |
| NBE, 1429 001–007           | 7      | DE        | Netz Mitte (Los B)                | 2014–2015        | Bo’2’2’2’2’Bo’   | Flirt 3    |                                                         |
| VIASR, 1429 008–021         | 14     | DE        | Netz Niederrhein                  | 2016             | Bo’2’2’2’2’Bo’   | Flirt 3    | Eigentümer VRR                                          |
| NBE, 1429 022               | 1      | DE        | Netz Mitte (Los B)                | 2016             | Bo’2’2’2’2’Bo’   | Flirt 3    | Eigentümer AlphaTrains                                  |
| ERB, 1429 031–035           | 5      | DE        | Hellwegnetz                       | 2018             | Bo’2’2’2’2’Bo’   | Flirt 3    | Eigentümer AlphaTrains                                  |
| GABW, 1429 036–054          | 19     | DE        | Netz Rems-Fils                    | 2019–2020        | Bo’2’2’2’2’Bo’   | Flirt 3    |                                                         |
| VIASR, 2429 001–007         | 7      | DE/NL     | Netz Niederrhein                  | 2016             | Bo’2’2’2’2’Bo’   | Flirt 3    | Eigentümer VRR/Provinz Gelderland                       |
| ERB, 2429 011–018           | 8      | DE/NL     | Teutoburger-Wald-Netz             | 2017             | Bo’2’2’2’2’Bo’   | Flirt 3    | Eigentümer AlphaTrains                                  |
| VRR, 3429 001–024           | 24     | DE        | S-Bahn Rhein-Ruhr                 | 2019–2020        | Bo’2’2’2’2’Bo’   | Flirt 3 XL | vermietet an DB Regio                                   |
| BOB, 1430 001–028           | 28     | DE/AT     | Netz Chiemgau-Inntal              | 2013–2014        | Bo’2’2’2’2’2’Bo’ | Flirt 3    | Eigentümer AlphaTrains                                  |
| NBE, 1430 036–043           | 8      | DE        | Netz Mitte (Los B)                | 2014–2015        | Bo’2’2’2’2’2’Bo’ | Flirt 3    |                                                         |
| GABW, 1430 044–057          | 14     | DE        | Netz Franken-Enz                  | 2019–2020        | Bo’2’2’2’2’2’Bo’ | Flirt 3    |                                                         |
| ERIXX, 2526 001, 004-028    | 26     | DE        | XMU-Netz Los Ost                  | 2023             | Bo’2’2’          | Flirt Akku | Eigentümer Paribus vermietet an erixx Holstein          |
| NBE, 2526 002–003 & 029–055 | 29     | DE        | XMU-Netz Los Nord + Ost-West      | 2023             | Bo’2’2’          | Flirt Akku | Eigentümer Paribus vermietet an Nordbahn                |
| DB, 2526 056–074            | 19     | DE        | H-Netz Warnow                     | 2026             | Bo’2’2’          | Flirt Akku |                                                         |
| DB, 6526 001–044            | 44     | DE        | Pfalznetz                         | 2025             | Bo’Bo’+2’2’      | Flirt Akku |                                                         |
| DB                          | 19     | DE        | Akkunetz Mittelthüringen          | 2028             |                  | Flirt Akku |                                                         |

### Schweiz

#### Schweizerische Bundesbahnen

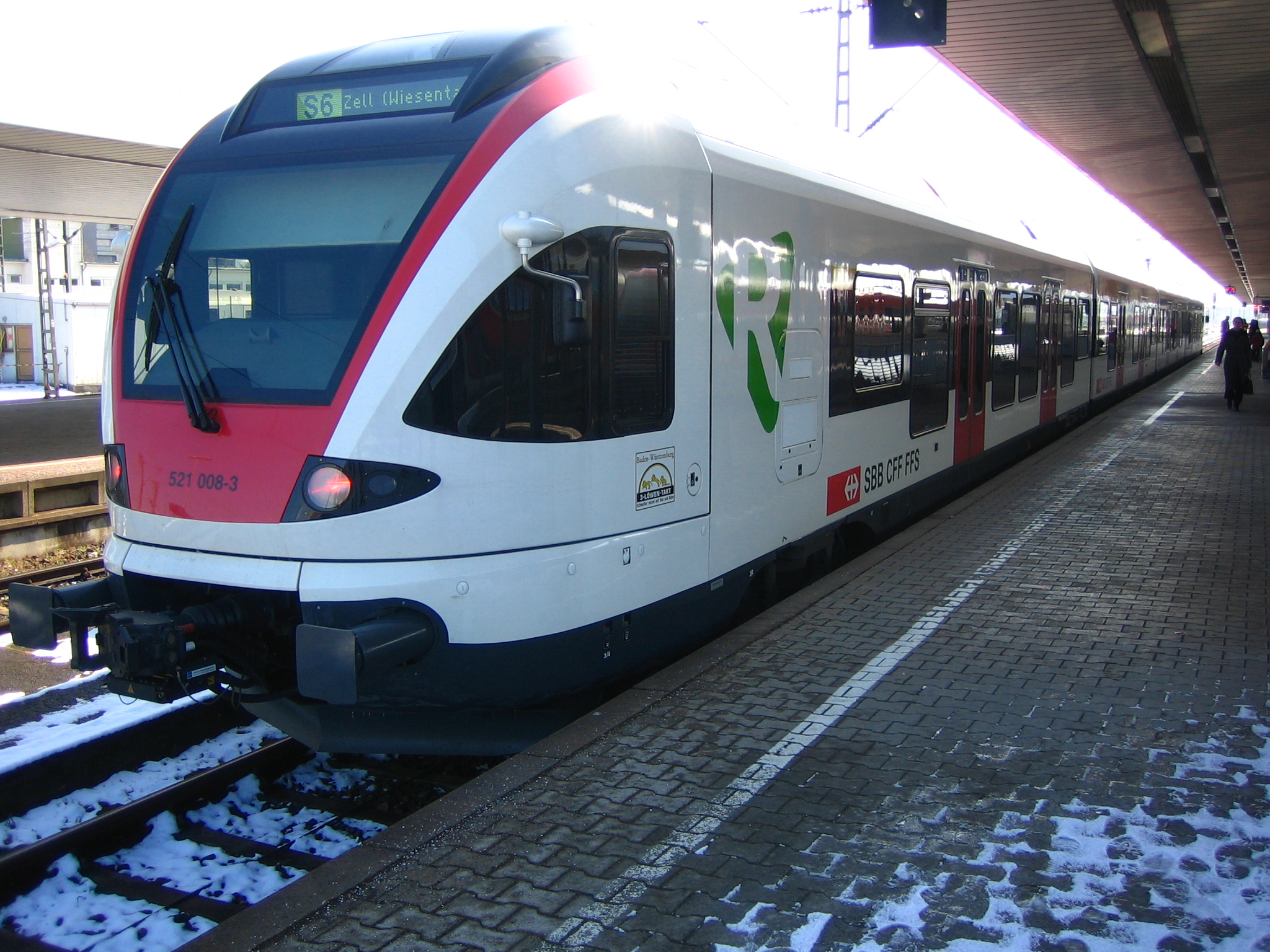
RABe 521 der SBB in Basel Badischer Bahnhof

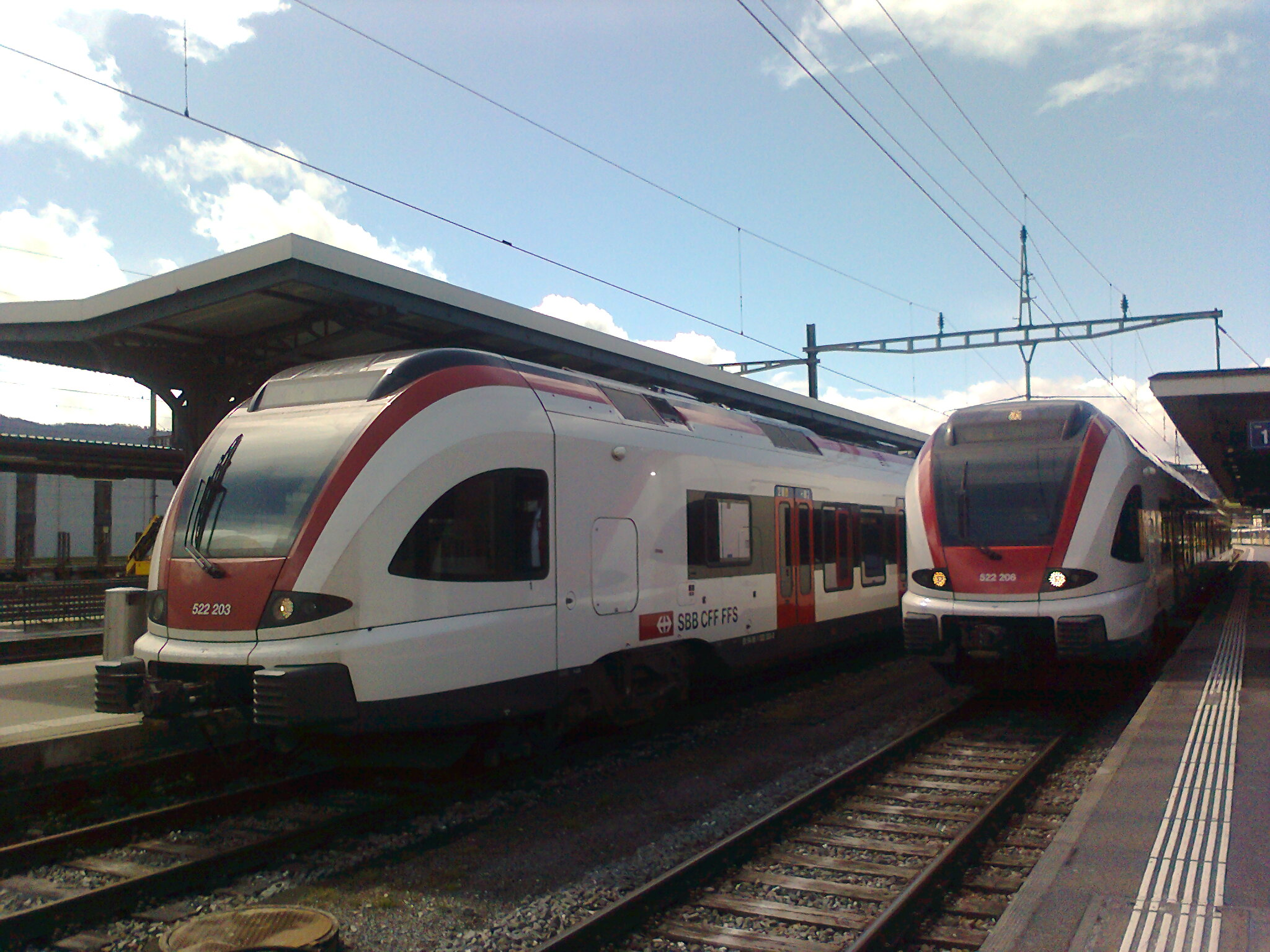
Zwei SBB-RABe 522 Flirt France im Bahnhof Delémont

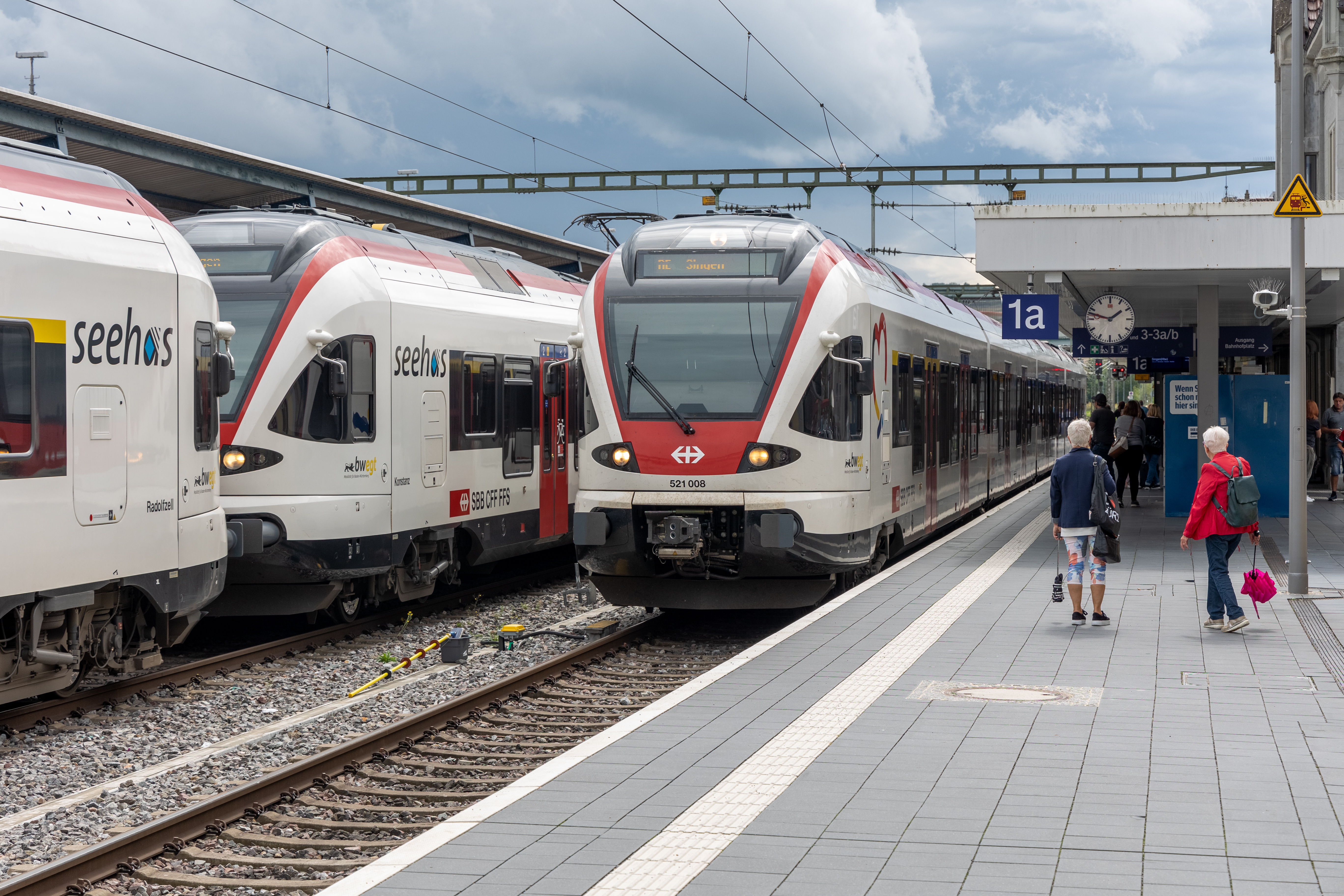
SBB-RABe 521 als „Seehas“ im Bahnhof Konstanz

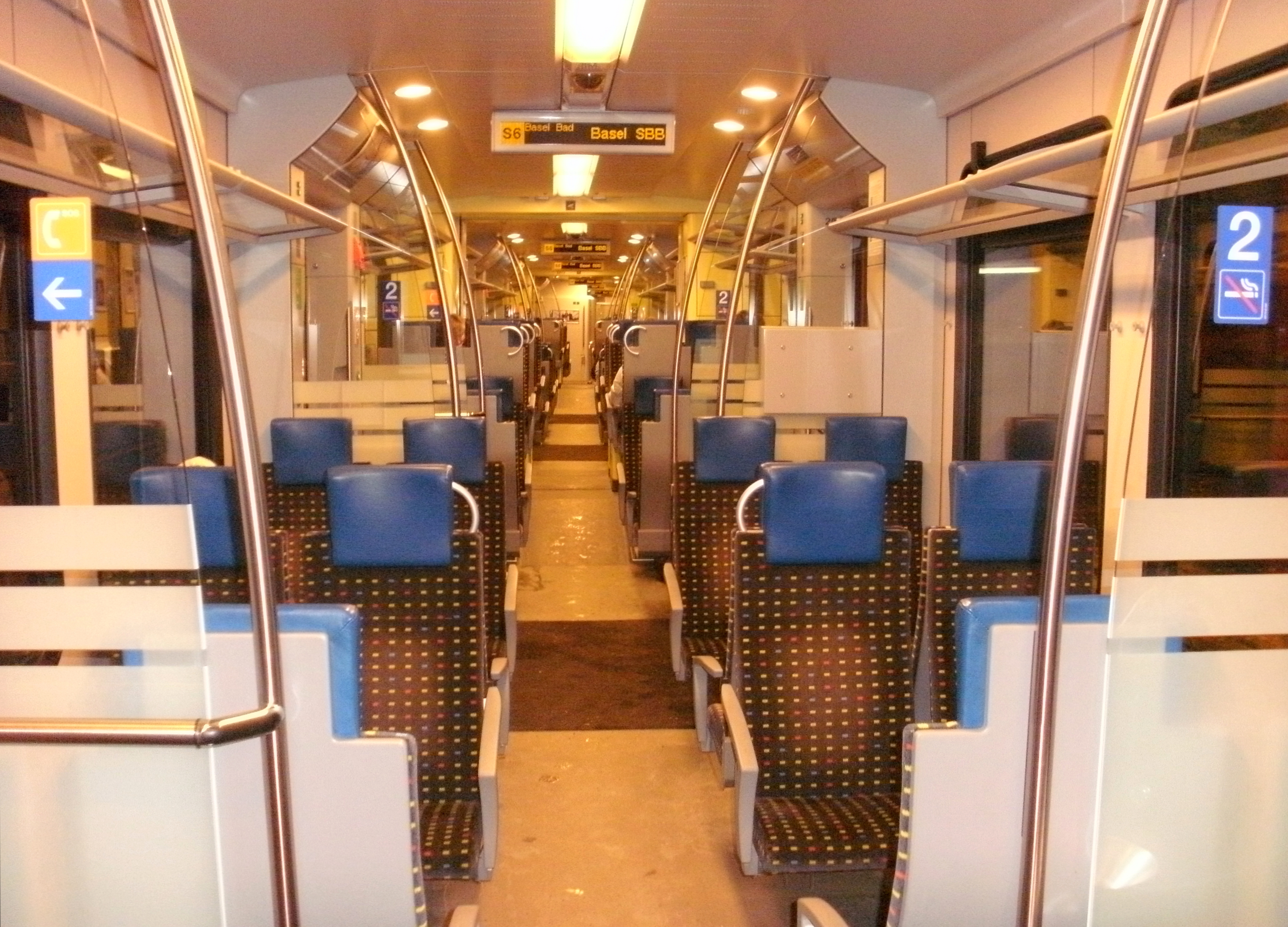
Innenraum eines RABe 521 der SBB auf der Wiesentalbahn

Die Initialbestellung der SBB umfasste 73 vierteilige Einheiten in vier Varianten.
Das erste Fahrzeug wurde am 4. Juni 2004 offiziell vorgestellt.
Ausgeliefert wurden ab Ende 2004 zwölf Triebzüge der „helvetischen“ Reihe RABe 523 für die Stadtbahn Zug;
die parallel entwickelte, deutschlandtaugliche Reihe RABe 521 für die S-Bahn Basel wurde ab Mitte 2005 ausgeliefert. Von diesen 30 Fahrzeugen waren rechnerisch zehn Stück für die deutsche Tochter SBB GmbH (Betriebsteil Lörrach, Wiesentalbahn) vorgesehen. Die letzten Fahrzeuge aus diesem ersten Baulos wurden Ende 2006 übernommen.
Zum selben Baulos gehören die neun Triebzüge für den Seehas, die ursprünglich von der „Euro Thurbo“ bestellt, und ab Anfang 2006 ausgeliefert wurden. Diese gingen zwischen dem 1. Mai 2006 und Mitte Juli 2006 in Betrieb. Wie alle „Euro Thurbo“-Fahrzeuge hatten sie eine Baureihenbezeichnung im Nummernbereich der Muttergesellschaft Thurbo erhalten, bevor die „Euro Thurbo“ 2005 mit der deutschen SBB GmbH fusionierte. In der Folge gingen die Fahrzeuge ins Eigentum der SBB über und sind dauerhaft an die SBB GmbH vermietet, behielten jedoch zunächst die zugeteilten Betriebsnummern 526 651 bis 659. Ab 2011 erhielten die Einheiten zusammen mit den TSI-Nummern die neue Bezeichnung 521 201 bis 209.
Zulassungsbedingt länger benötigten die Mehrsystemzüge, die ab Anfang 2007 ausgeliefert wurden. Die 19 italientauglichen RABe 524 für das Tochterunternehmen TILO (S-Bahn Tessin) durchliefen das Zulassungsverfahren in Italien und wurden bis Mitte 2008 ausgeliefert. Die 12 frankreichtauglichen RABe 522 wurden im zweiten Halbjahr 2008 fertiggestellt, aber aufgrund geänderter Anforderungen in Frankreich wurden sie dort nicht zugelassen. Geplant als Ersatz der mit RBDe 562 gebildeten Pendelzüge der S1 der S-Bahn Basel, wurde die S1 ab Dezember 2008 in Basel wieder gebrochen; mangels Gleichspannungsausrüstung kam auch ein Einsatz auf der Strecke Genf–La Plaine (–Bellegarde) nicht in Frage. Stattdessen wurden die ursprünglichen RABe 522 „Flirt Alsace“ für eine Folgebestellung der SBB zu RABe 523 „helvetisiert“.
Eine funktionsfähige Zweifrequenzausführung (RABe 522) wurde bereits durch die provisorische Umrüstung (Hochspannungskabel, Primärspannungswandler, Überspannungsableiter, Umschaltapparate) einer Einheit der Baureihe RABe 521 (Nummer 011) getestet, die zu Demonstrationszwecken nach Ungarn überführt wurde. Aufgrund von provisorischen Bewilligungen seitens Österreichs und Ungarns konnte die gesamte Überführung aus eigener Kraft erfolgen.
Anfang Oktober 2007 wurde der Kauf weiterer zwölf Flirt (RABe 523) für rund 116 Millionen Franken durch die SBB bekanntgegeben. Bestimmt sind acht Fahrzeuge für den Regionalverkehr über die Aargauische Südbahn (Aarau–Rotkreuz), eines für den Ausbau der S2 der Stadtbahn Zug und drei für die S8 der S-Bahn Luzern. Für den „Bau“ dieser Fahrzeuge wurden die faktisch fertiggestellten RABe 522 verwendet, welche schließlich als RABe 523 032–043 neu zugelassen wurden. Implizit wurde damit die Neukonstruktion der bestellten zwölf frankreichtauglichen Flirt ausgelöst.
Im August 2008 gaben die SBB die Bestellung von 19 Flirt RABe 523 für die S-Bahn Waadt, zwei zusätzlichen frankreichtauglichen RABe 522 für die S-Bahn Basel und elf sechsteiligen für TILO RABe 524 101–111 bekannt. Die Auslieferung der RABe 523 013–031 erfolgte ab Mitte 2009 bis Oktober 2010, gefolgt von ersten fünf sechsteiligen Flirt. Von April bis Ende 2011 wurden die übrigen sechsteiligen Flirt und 12 der bestellten 14 „Flirt France“ RABe 522 201–214 ausgeliefert, während zwei für Zulassungsfahrten bei Stadler verblieben und erst Ende 2012 von den SBB übernommen wurden.
Im Gegensatz zu den „Flirt Alsace“ wurden die „Flirt France“ bis Dezember 2012 in Frankreich zugelassen. Allerdings zeigte sich TER Alsace entgegen einer 2004 unterzeichneten Absichtserklärung nicht gewillt, die für 15 kV mit 16,7 Hz und 25 kV mit 50 Hz gebauten und zugelassenen Zweisystem-Flirt für den Betrieb des Abschnitts Basel–Mulhouse der Basler S1 von den SBB zu mieten.
Anfänglich nur im Binnenverkehr eingesetzt, kamen die Züge ab August 2014 auf dem neu mit 25 kV und 50 Hz elektrifizierten Abschnitt Genf–La Plaine (–Bellegarde) im Raum Genf zum Einsatz. Per 9. Dezember 2017 erfolgte die Wiederinbetriebnahme der Strecke Delle–Belfort mit 25 kV und 50 Hz, wodurch die neuen durchgehenden Züge zwischen Biel/Bienne und Meroux TGV von den SBB ebenfalls mit RABe 522 gefahren werden.

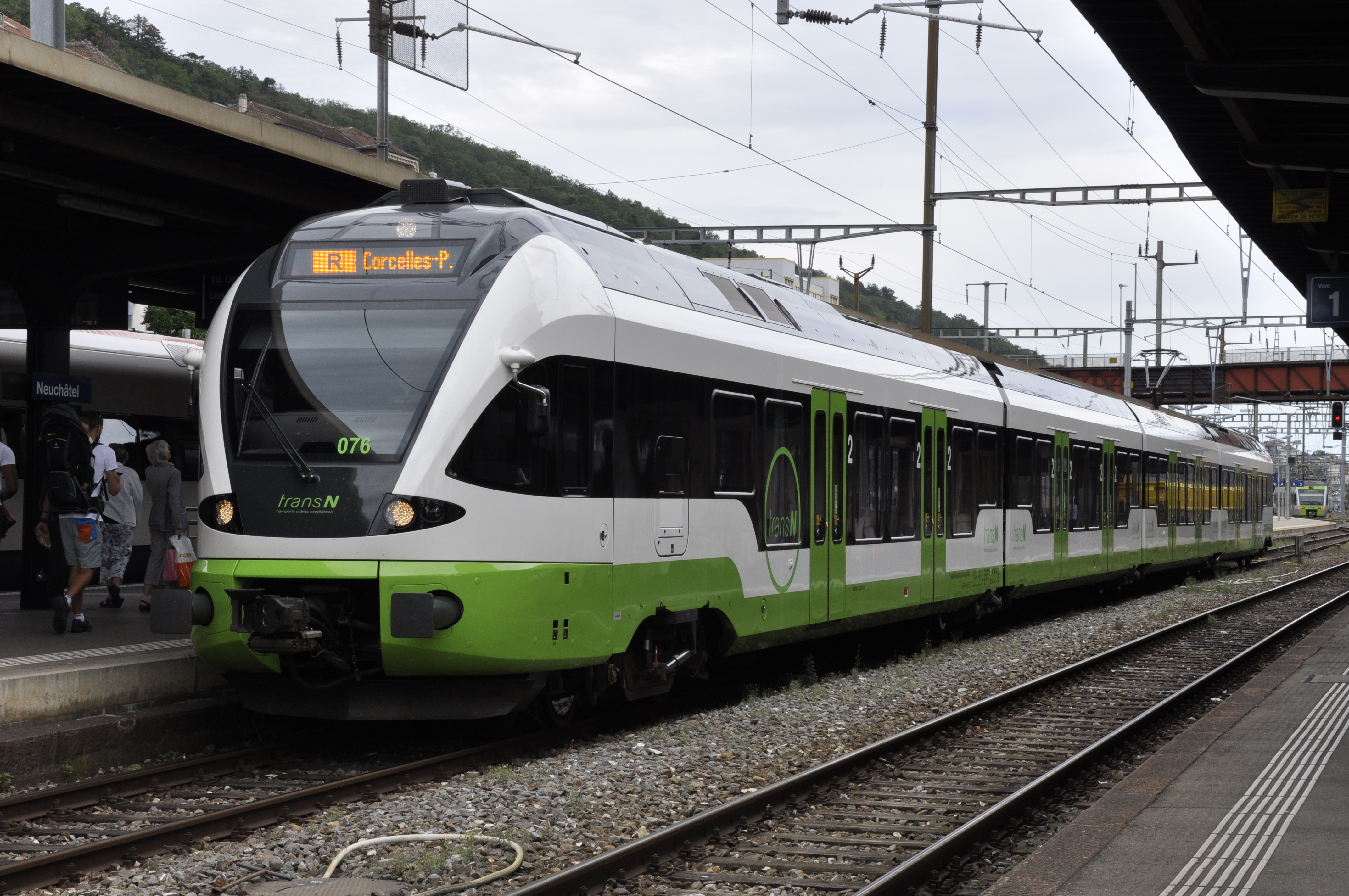
RABe 523 076 in transN-Lackierung

Folgebestellungen aus dem ursprünglichen Rahmenvertrag erfolgten in den folgenden Jahren nach Bedarf. Von Ende 2012 bis Ende 2013 wurden 13 Flirt RABe 523 044–056 für den Großraum Olten („RegiOlten“) ausgeliefert. Im Laufe des Jahres 2014 wurden weitere 6 sechsteilige Flirt für TILO RABe 524 112–117 sowie 4 vierteilige RABe 524 201–204 an die FMN/Trenord ausgeliefert, welche ebenfalls für TILO bestimmt sind. Zwischen Ende 2015 und Ende 2016 kamen weitere 10 Einheiten RABe 523 057–066 zur Ablieferung, die der RegiOlten-Version entsprechen. Ab Mitte 2017 wurden nochmals sieben Triebzugeinheiten (RABe 523 067–073) als „RegiOlten“ abgeliefert; vier Züge (074–077) wurden im transN-Design geliefert.
Für den Ausbau des Genfer S-Bahn-Netzes (Neubaustrecke CEVA), unter dem aktualisierten Namen „Léman Express“ wurden weitere 18 „Flirt France LEX“ RABe 522 215–232 bestellt; von Ende 2017 bis Mitte 2018 wurden 9 Stück abgeliefert, die übrigen 9 von Ende 2018 bis Mitte 2019.
Im Frühjahr 2017 wurden 14 vierteilige Flirt „neue Generation“ im Wert von 125 Mio. Franken für die S-Bahn Waadt bestellt, die 2021 geliefert wurden und die Nummern 523 101–114 erhielten. Gleichzeitig haben die SBB die schon früher angekündigte Bestellung von fünf sechsteiligen Zweisystem-Flirt für TILO ausgelöst, die ab Inbetriebnahme des Ceneri-Basistunnels Ende 2020 benötigt werden, und die Nummern 524 301–305 erhalten.
Am 30. November 2018 bestellte die FNM neun weitere sechsteilige und zweisystemfähige Flirt 3 für TILO. Diese wurden ab Juli 2021 geliefert und werden von FNM an Trenord vermietet. Immatrikuliert sind die Einheiten in der Schweiz als RABe 524 306–314. Sie sind mit den bisher bei TILO eingesetzten RABe 524 kuppelbar.
Nach Ablauf der Rekursfrist wurde am 20. Dezember 2018 die Bestellung von sieben vierteiligen Flirt 3 in Fernverkehrsausführung mittels freihändiger Vergabe bekanntgegeben. Die Beschaffung umfasst eine Option über sieben weitere Fahrzeuge. Die von den SBB „Mouette“ (franz. Möwe) getauften Fahrzeuge, sollten ab Dezember 2020 auf der InterRegio-Linie Bern–Neuchâtel–La-Chaux-de-Fonds (IR 66) zum Einsatz kommen, die unterdessen aber von der BLS mit Flirt 4 („MIKA“) betrieben wird. Die SBB hat die ersten Züge für Test- und Zulassungsfahrten im Dezember 2021 erhalten. Seit Dezember 2022 sind sie auf dem „Flugzug“ (IR 36) zwischen Basel SBB und Zürich Flughafen im Einsatz, bevor sie ab Dezember 2025 auf der neuen InterRegio-Linie IR 56 Basel – Biel eingesetzt werden sollten. Sie erhalten die Betriebsnummern RABe 523 501–507. Wie nachträglich bekannt wurde, erhöhten die SBB im Dezember 2019 hierfür die Bestellung auf elf Fahrzeuge. Im Februar 2024 wurde allerdings bekannt, dass auf dieser InterRegio-Linie ebenfalls MIKA-Züge der BLS eingesetzt werden sollen.
| Bezeichnung           | Zulassung | Einsatzgebiet                  | Inbetriebsetzung | Achsfolge        | Typ/Baulos                                 |
| --------------------- | --------- | ------------------------------ | ---------------- | ---------------- | ------------------------------------------ |
| SBB, RABe 521 001–030 | CH/DE     | Wiesentalbahn und S-Bahn Basel | 2004–2006        | Bo’2’2’2’Bo’     | Flirt SBB, Serie WT/BS                     |
| SBB, RABe 521 201–209 | CH/DE     | Seehas                         | 2006             | Bo’2’2’2’Bo’     | bis 2011 Thurbo/SBB GmbH RABe 526 651–659  |
| SBB, RABe 522 201–214 | CH/FR     | S-Bahn Basel                   | 2011             | Bo’2’2’2’Bo’     | Flirt France, Serie FR                     |
| SBB, RABe 522 215–232 | CH/FR     | Léman Express                  | 2017–2019        | Bo’2’2’2’Bo’     | Flirt France, Serie LEX                    |
| SBB, RABe 523 001–012 | CH        | Stadtbahn Zug                  | 2004–2005        | Bo’2’2’2’Bo’     | Flirt SBB, Serie ZG                        |
| SBB, RABe 523 013–031 | CH        | RER Vaud                       | 2009–2010        | Bo’2’2’2’Bo’     | Flirt SBB, Serie VD                        |
| SBB, RABe 523 032–043 | CH        | S-Bahn Luzern                  | 2007–2008        | Bo’2’2’2’Bo’     | Flirt SBB, Serie ZCH; ehemals Flirt Alsace |
| SBB, RABe 523 044–056 | CH        | RegiOlten                      | 2012–2013        | Bo’2’2’2’Bo’     | Flirt SBB, Serie ROL (Los 1)               |
| SBB, RABe 523 057–066 | CH        | RegiOlten                      | 2015–2016        | Bo’2’2’2’Bo’     | Flirt SBB, Serie ROL (Los 2)               |
| SBB, RABe 523 067–073 | CH        | RegiOlten                      | 2017             | Bo’2’2’2’Bo’     | Flirt SBB, Serie ROL (Los 3)               |
| SBB, RABe 523 101–114 | CH        | RER Vaud                       | 2020–2021        | Bo’2’2’2’Bo’     | Flirt 3 RER Vaud                           |
| SBB, RABe 523 501–511 | CH        | InterRegio-Netz                | 2022             | Bo’2’2’2’Bo’     | Flirt 3 Mouette, Fernverkehrsausstattung   |
| SBB, RABe 524 001–019 | CH/IT     | S-Bahn Tessin                  | 2007–2008        | Bo’2’2’2’Bo’     | Flirt TILO, Serie TILO-4                   |
| SBB, RABe 524 101–111 | CH/IT     | S-Bahn Tessin                  | 2010–2011        | Bo’2’2’2’2’2’Bo’ | Flirt TILO, Serie TILO-6 (Los 1)           |
| SBB, RABe 524 112–117 | CH/IT     | S-Bahn Tessin                  | 2014             | Bo’2’2’2’2’2’Bo’ | Flirt TILO, Serie TILO-6 (Los 2)           |
| SBB, RABe 524 201–204 | CH/IT     | S-Bahn Tessin                  | 2014             | Bo’2’2’2’Bo’     | Flirt TILO, Serie FNM-4                    |
| SBB, RABe 524 301-305 | CH/IT     | S-Bahn Tessin                  | 2020             | Bo’2’2’2’2’2’Bo’ | Flirt 3 TILO, Serie TILO-6                 |
| SBB, RABe 524 306-314 | CH/IT     | S-Bahn Tessin                  | 2020–2022        | Bo’2’2’2’2’2’Bo’ | Flirt 3 TILO, Serie FNM-6                  |

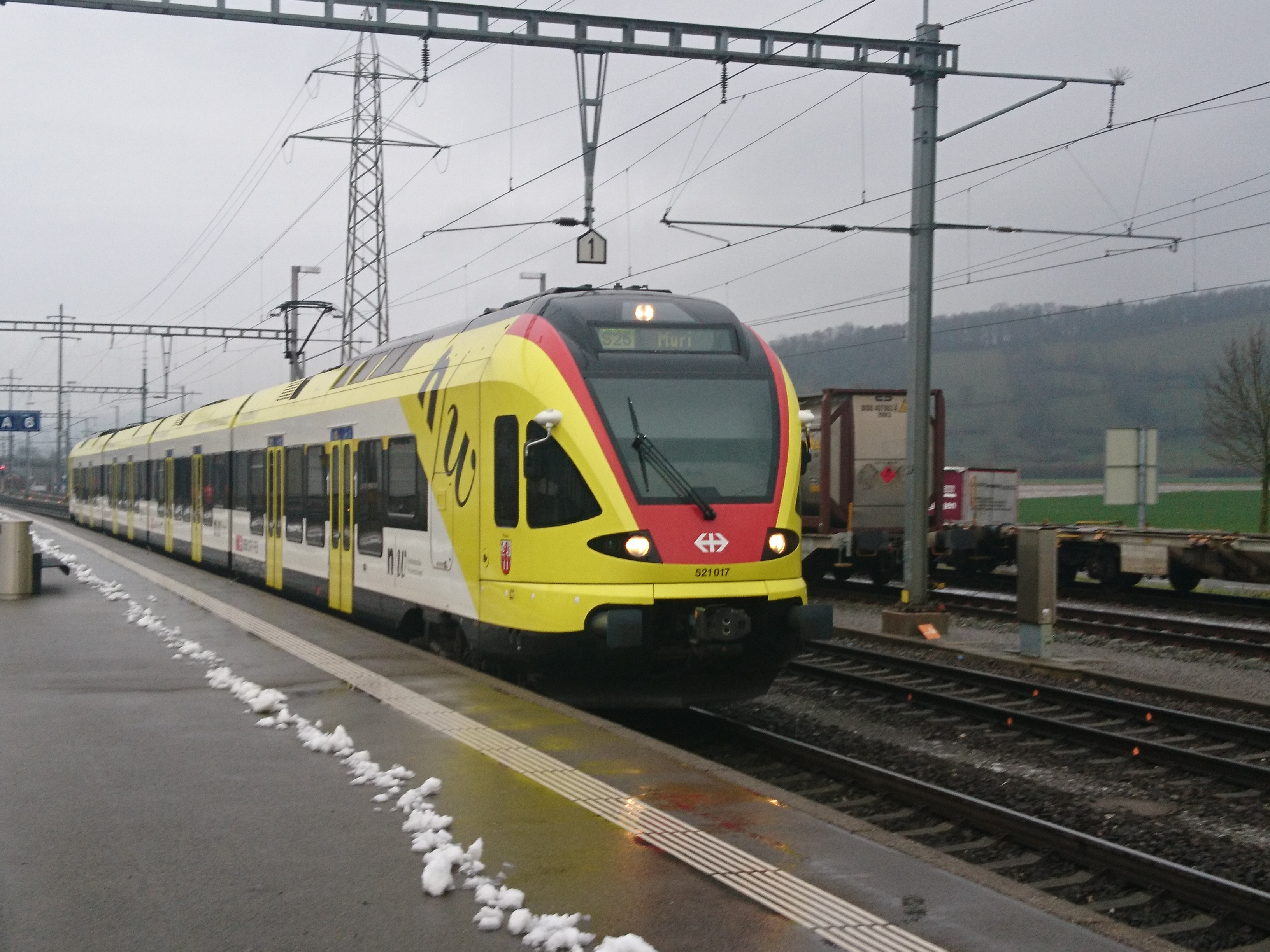
RABe 521 017 mit Werbung für die Fachhochschule Nordwestschweiz

Am 1. November 2017 wurde erstmals ein Flirt der SBB mit einer Ganzwerbung vorgestellt. Der RABe 521 017 trägt Werbung für die Fachhochschule Nordwestschweiz und wurde gleichzeitig auf den Namen Muttenz getauft.
Im Mai 2020 schrieben die SBB mit ihren Tochterfirmen Regionalps und Thurbo die Lieferung von neuen einstöckigen S-Bahn-Zügen aus. Die ersten Züge sollen ab Fahrplanjahr 2026 eingesetzt werden. Die neuen Züge sollen Fahrzeuge ersetzen, die bis Dezember 2035 das Ende ihrer Lebensdauer erreicht haben. Dazu gehören 82 Flirt der ersten Generation, die vor 2011 gebaut wurden und dannzumal erst 25 Jahre alt sein werden, während davor eine Einsatzdauer von 40 Jahren üblich war. Die Aluminium-Wagenkästen der SBB-Flirt könnten mehr Probleme bereiten, als die Eigentümerin zugibt. Das chemisch aggressive Abwasser der biologischen Toiletten hat den Wagenkästen stark zugesetzt. Stadler konnte sich den Entschädigungsforderungen der SBB nach jahrelangem Streit entziehen.
Am 5. Oktober 2021 gaben die SBB bekannt, dass Stadler sich mit dem «Flirt 4 Evo» gegen Angebote von Alstom und Siemens durchsetzen konnte. Der Auftragswert wird auf gut zwei Milliarden Schweizer Franken beziffert und umfasst die Lieferung von 286 Triebzügen in zwei Konfigurationen sowie Optionen auf 224 weitere Züge. Gefordert ist eine Zulassung für die Schweiz, Deutschland und Österreich, sowie allenfalls für Frankreich. Beschafft werden rund 73,5 Meter lange Vierteiler mit je zwei Türen pro Wagenkasten und 146 Sitzplätzen sowie rund 57,8 Meter lange Dreiteiler mit je einer Türe pro Wagenkasten und 134 Sitzplätzen. Die SBB beabsichtigen, mit vorerst 155 bestellten Vierteilern ab Dezember 2027 die letzten lokbespannten Pendelzüge im Regionalverkehr, die 98 modernisierten «Domino» sowie 82 «Flirt 1» (521 001–030, 521 201–209, 523 001–043) abzulösen; als Option sind weitere 174 Züge abrufbar. Bereits ab Dezember 2025 beabsichtigt Regionalps, mit 24 bestellten Vierteilern ihre 16 «Domino» und vier «Nina» zu ersetzen, mit Option über weitere 10 Züge; ab demselben Termin beabsichtigt Thurbo mit 107 bestellten Drei- und Vierteilern, ihre 108 «GTW» der dritten Generation abzulösen, wobei weitere 40 Züge als Option abrufbar sind.
Seit Anfang April 2024 ist der erste Vorserienzug 531 001 auf Probefahrten in der ganzen Schweiz anzutreffen.
Im Mai 2024 zogen die SBB eine Option über 33 vierteilige Fahrzeuge. Sie sind für die S-Bahn Basel im grenzüberschreitenden Verkehr nach Frankreich vorgesehen und verfügen über 146 Sitzplätze.
| Bezeichnung | Gesellschaft      | Zulassung | Reservierte Nummernbereiche |
| ----------- | ----------------- | --------- | --------------------------- |
| RABe 531    | SBB               | CH/DE/AT  | 001–299                     |
| RABe 531    | Thurbo dreiteilig | CH/DE/AT  | 401–499                     |
| RABe 532    | SBB               | CH/FR     | 001–299                     |
| RABe 533    | SBB               | CH        | 001–299                     |
| RABe 533    | Thurbo dreiteilig | CH        | 301–399                     |
| RABe 533    | Thurbo vierteilig | CH        | 501–599                     |
| RABe 533    | RegionAlps        | CH        | 701–799                     |

#### Privatbahnen

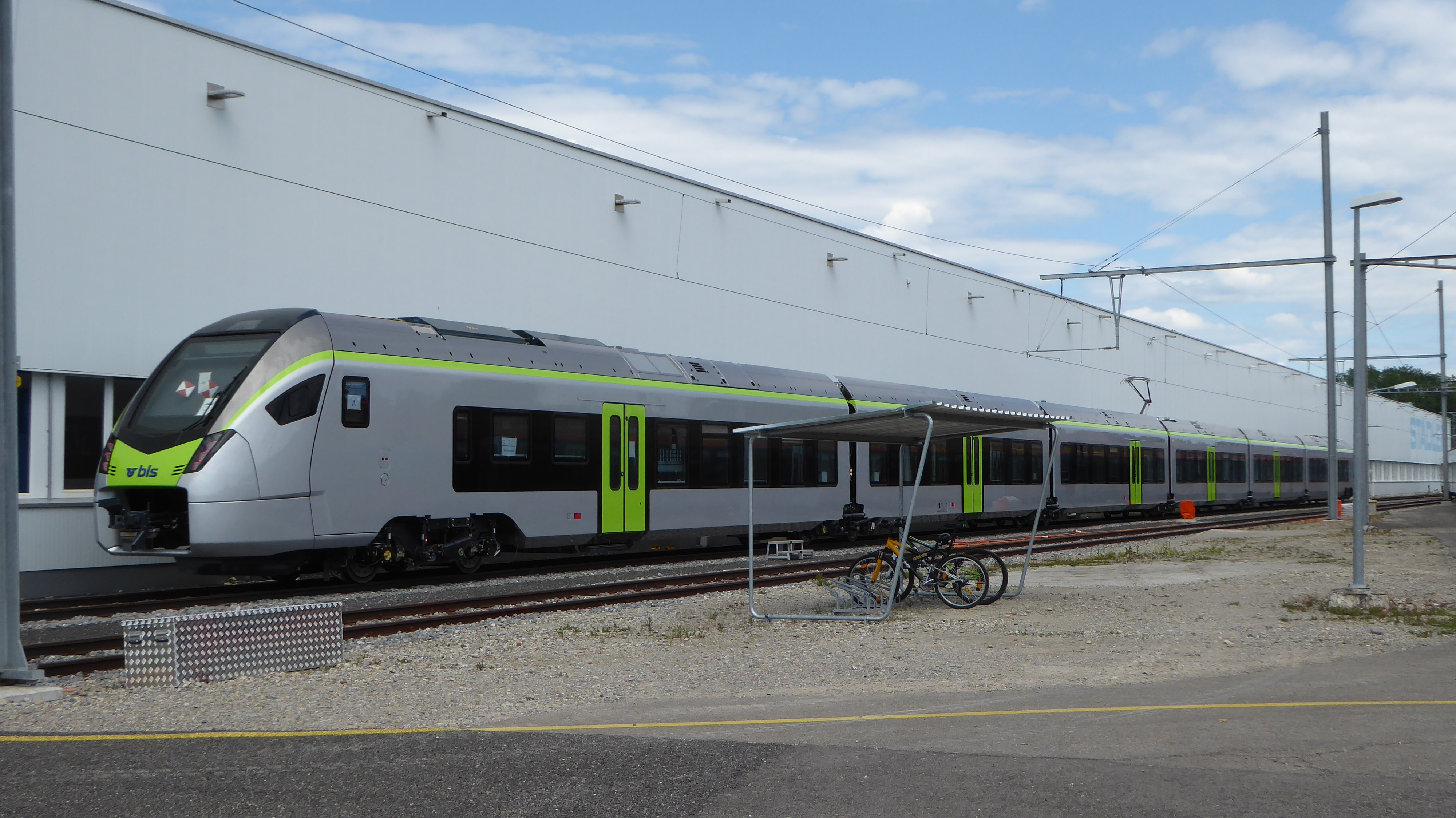
RABe 528 der BLS im Stadler-Inbetriebsetzungszentrum Erlen

Die Triebzüge des Flirt-Konzeptes wurden auch von verschiedenen Privatbahnen bestellt. Die Schweizerische Südostbahn (SOB) hat elf Triebzüge für den Betrieb der S-Bahn Zürich (S13, S40) und der S-Bahn St. Gallen (S3, S4, S9) bestellt. An diese Bestellung angeschlossen haben sich die Transports Régionaux Neuchâtelois (TRN) mit einem Triebzug. Die zwölf Fahrzeuge wurden von Stadler Altenrhein gefertigt und ab Februar 2007 in Dienst gestellt. Zwei weitere Flirt wurden 2008 durch die TRN bestellt. Im Jahr 2010 wurden aufgrund der Erweiterung der S-Bahn St. Gallen weitere zwölf SOB-Flirt in Auftrag gegeben, die im Laufe des Jahres 2013 abgeliefert wurden. Für das neu strukturierte Verkehrsangebot Fribourg–Bulle wurden von den Transports Publics Fribourgeois (TPF) acht Flirt desselben Typs bestellt. Im Juli 2015 bestellten die Transports Publics Neuchâtelois (transN) vier elektrische Flirt, nachdem der Kanton Neuenburg einen Angebotsausbau des öffentlichen Verkehrs beschlossen hatte. Durch die Flexibilität von Stadler war eine kurze Lieferzeit von nur 16 Monaten für die vierteiligen Regionalzüge möglich.
Um das Rollmaterial des Voralpen-Express per Ende 2019 zu ersetzen, bestellte die SOB im Juni 2016 sechs achtteilige Flirt 3 für den Fernverkehr; aufgrund des Streckenprofils mit Neigungen bis 50 ‰ werden diese Einheiten nicht als achtteilige 4/18-Ganzzüge hergestellt, sondern bestehen – ähnlich wie die NSB-Flirt – aus zwei kurzgekuppelten, vierteiligen 4/10-Halbzügen. Um sie von den Regionalverkehrs-Flirt abzuheben, werden sie von der SOB als „Traverso“ bezeichnet. Zeitgleich wurden fünf weitere vierteilige Flirt für den Betrieb der S-Bahn bestellt. Die kupferfarbenen Fernverkehrszüge verfügen über eine bequeme hochwertige Innenraumgestaltung mit zwei Bistrozonen. Die Drehgestelle sind für verschleißarmen Betrieb auf dem kurvenreichen Streckennetz der SOB ausgelegt. Obwohl der Traverso vom Grundkonzept ein Flirt-Zug ist, wird er von den Reisenden als komfortabler wahrgenommen. Untypisch für einen Interregio-Zug sind die Taster, mit denen die Reisenden einen Bedarfshalt anfordern können. Für die zukünftigen Gotthard-Bergstreckenzüge Treno Gottardo in Zusammenarbeit mit den SBB löste die SOB im Dezember 2017 eine Option über elf weitere „Traverso“ ein. Im Dezember 2018 löste die SOB eine zweite Option ein: sieben zusätzliche „Traverso“ für die Fernverkehrslinie „Aare Linth“ Chur–Zürich–Bern, die ab Dezember 2021 mit den SBB zusammen betrieben wird, sowie weitere fünf vierteilige Flirt. Im Februar 2023 löste die SOB eine weitere Option auf sechs zusätzliche „Traverso“ und drei Flirt ein, welche ab 2024 ausgeliefert werden sollen. Sie sind für den Einsatz im St. Galler Rheintal vorgesehen, wo ab dem Fahrplanwechsel im Dezember 2024 ein Halbstundentakt zwischen St. Gallen und Sargans eingeführt wird.
→ siehe auch: Abschnitt Rollmaterial im Artikel Voralpen-Express

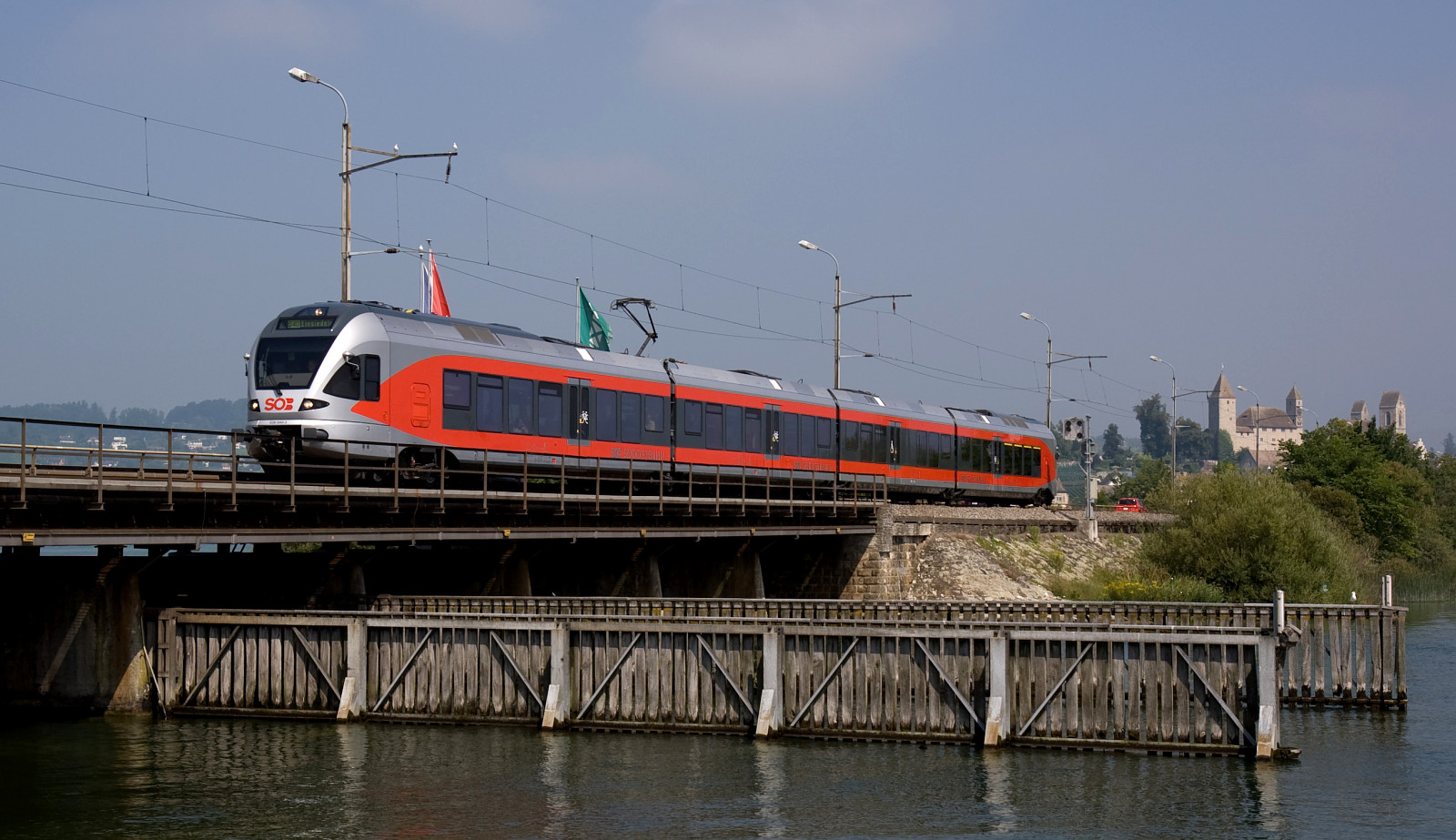
Vierteiliger SOB-Flirt RABe 526 044 für den Regionalverkehr

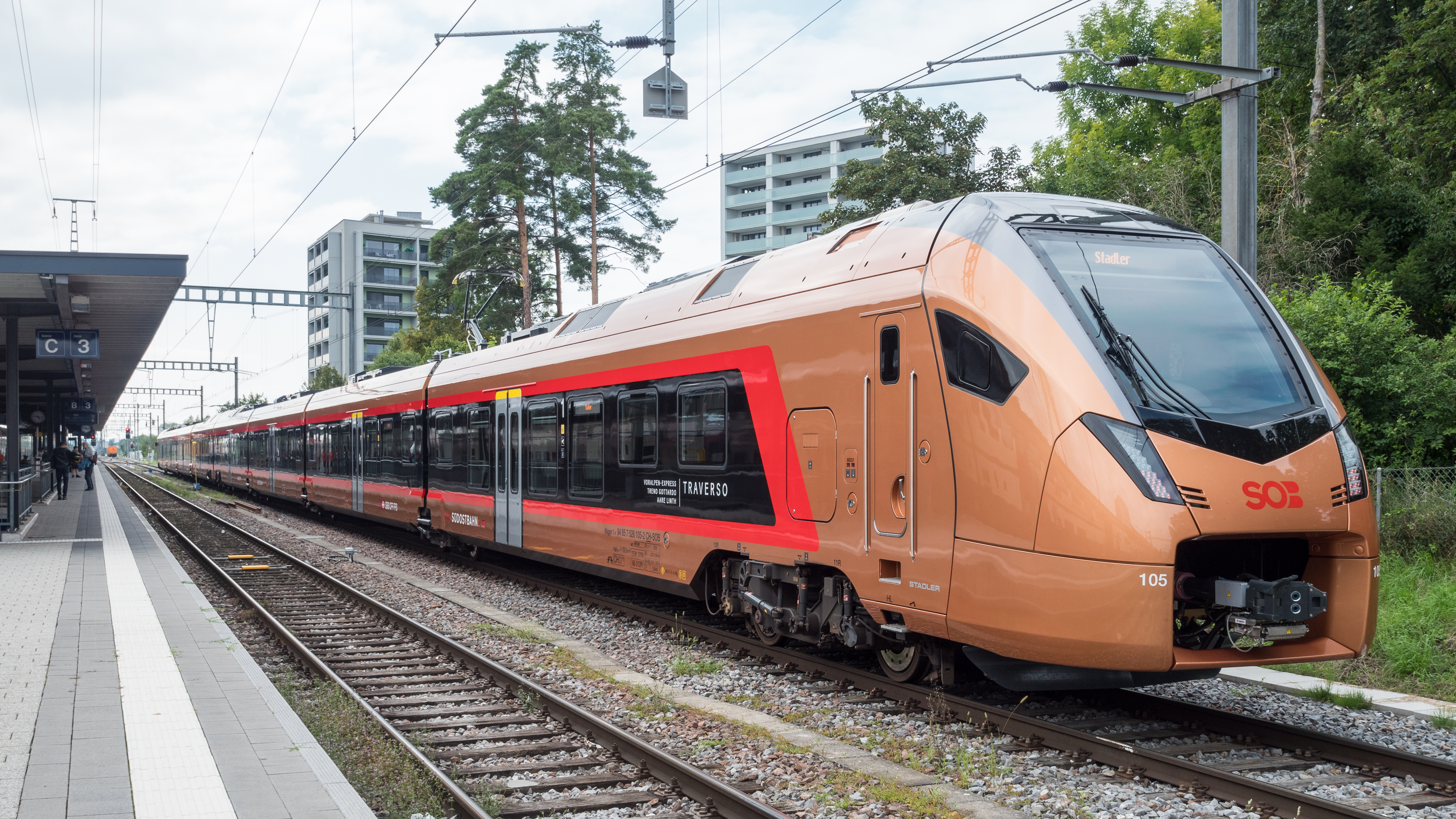
Achtteiliger SOB-RABe 526 105 „Traverso“, eingesetzt im Fernverkehr

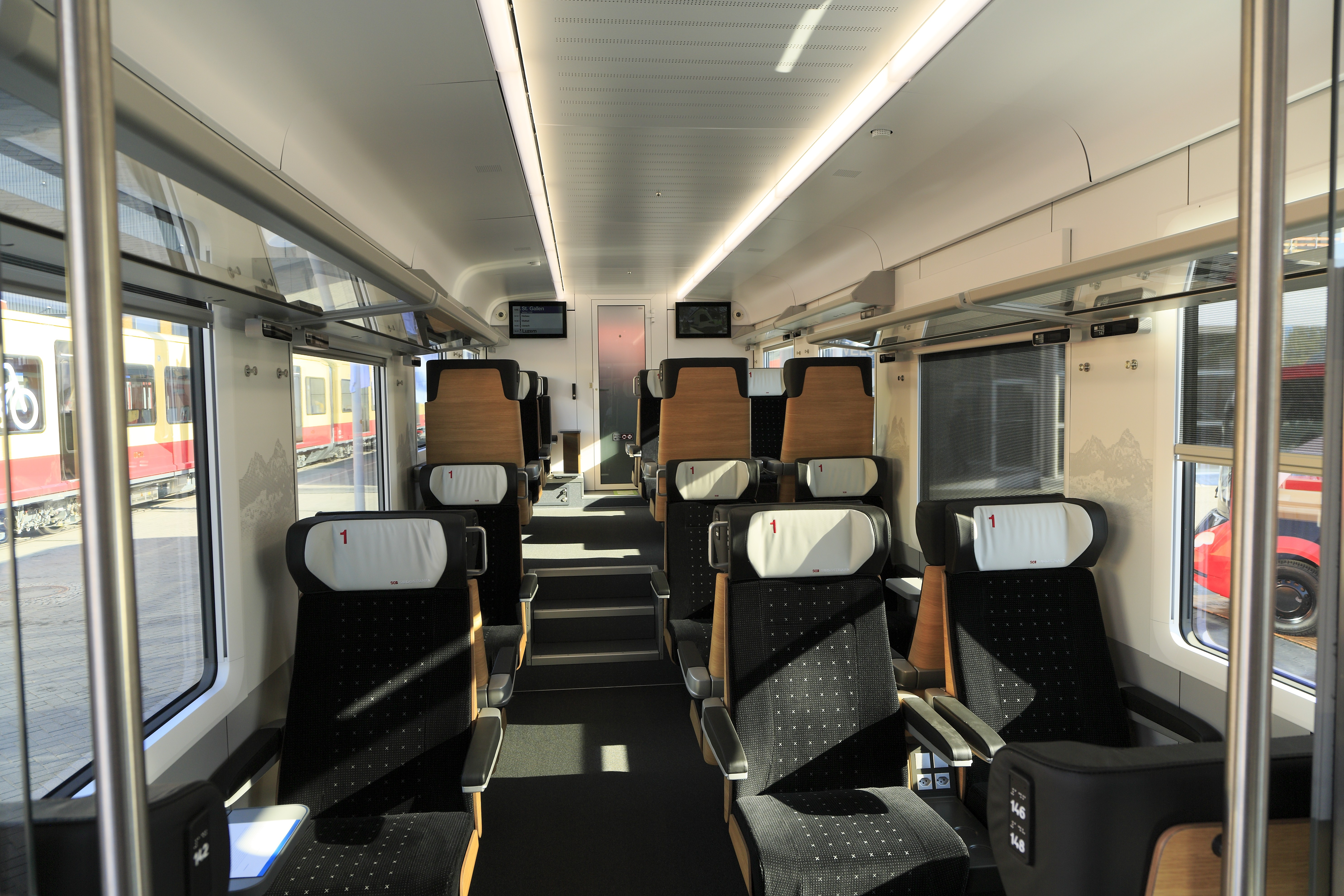
Für den Einsatz im Voralpen-Express erhielten die „Traverso“ der SOB eine gehobene Ausstattung. Unter dem erhöhten Bereich im Hintergrund liegt das Triebdrehgestell, die Tür führt zum Führerstand.

Am 15. Januar 2018 schloss die BLS AG mit Stadler einen Werkvertrag für die Lieferung von 58 sechsteiligen Flirt-Zügen. Damit sollen drei ältere Fahrzeugtypen ersetzt und die Flotte vereinheitlicht werden. 28 Züge sollen auf den verschiedenen Linien der S-Bahn Bern eingesetzt werden. 30 Züge, die für den RegioExpress-Verkehr bestimmt sind, erhalten in der ersten Klasse eine 2+1-Bestuhlung und eine Verpflegungszone. Die Fahrzeuge sollen bis August 2025 ausgeliefert werden.
Mit dem Roll-out im September 2020 wurde der Flirt MIKA der Öffentlichkeit vorgestellt. Die BLS bezeichnet diese Züge nach einem öffentlich durchgeführten Wettbewerb als Mika, das für „Moderner, innovativer, kompakter Allroundzug“ steht. Mit den für Niederflurfahrzeuge entwickelten Jakobstriebdrehgestellen ist die neue Flirt-Generation spurtstark und besonders für S-Bahn-Betrieb geeignet. Bei der Ausgestaltung der 105 m langen Züge entstand ein offener und modern gestalteter Fahrgastbereich, der den Bedürfnissen von Familien, Pendlern und Touristen entgegenkommt. Die ersten ausgelieferten Züge verkehren seit dem 10. Mai 2021 auf der InterRegio-Linie 66 Bern–Neuchâtel–La-Chaux-de-Fonds.
| Bezeichnung                   | Einsatzgebiet                                                 | Inbetriebsetzung   | Achsfolge                    | Typ/Baulos                |
| ----------------------------- | ------------------------------------------------------------- | ------------------ | ---------------------------- | ------------------------- |
| SOB, RABe 526 041–051         | S-Bahn St. Gallen (S4, S6) S-Bahn Zürich (S13, S40)           | 2007–2008          | Bo’2’2’2’Bo’                 | Flirt SOB, Serie 1        |
| SOB, RABe 526 052–063         | S-Bahn St. Gallen (S4, S6) S-Bahn Zürich (S13, S40)           | 2013               | Bo’2’2’2’Bo’                 | Flirt SOB, Serie 2        |
| SOB, RABe 526 001–005         | S13, S40, Verstärkung VAE Treno Gottardo, Aare Linth          | 2019               | Bo’2’2’2’Bo’                 | Flirt 3 SOB, Serie 1      |
| SOB, RABe 526 006–010         | S13, S40, Verstärkung VAE Treno Gottardo, Aare Linth          | 2021               | Bo’2’2’2’Bo’                 | Flirt 3 SOB, Serie 2      |
| SOB, RABe 526 011–013         | S13, S40, Verstärkung VAE Treno Gottardo, Aare Linth          | ab 2024            | Bo’2’2’2’Bo’                 | Flirt 3 SOB, Serie 3      |
| SOB, RABe 526 101/201–106/206 | Voralpen-Express Treno Gottardo Aare Linth Alpenrhein-Express | 2019               | Bo’2’2’2’Bo’ + Bo’2’2’2’Bo’  | Flirt 3 Traverso, Serie 1 |
| SOB, RABe 526 107/207–117/217 | Voralpen-Express Treno Gottardo Aare Linth Alpenrhein-Express | 2020–2021          | Bo’2’2’2’Bo’ + Bo’2’2’2’Bo’  | Flirt 3 Traverso, Serie 2 |
| SOB, RABe 526 118/218–124/224 | Voralpen-Express Treno Gottardo Aare Linth Alpenrhein-Express | 2021               | Bo’2’2’2’Bo’ + Bo’2’2’2’Bo’  | Flirt 3 Traverso, Serie 3 |
| SOB, RABe 526 125/225–130/230 | Voralpen-Express Treno Gottardo Aare Linth Alpenrhein-Express | ab 2024            | Bo’2’2’2’Bo’ + Bo’2’2’2’Bo’  | Flirt 3 Traverso, Serie 4 |
| TRN, RABe 527 331             |                                                               | 2007               | Bo’2’2’2’Bo’                 | Flirt TRN, Serie 1        |
| TRN, RABe 527 332–333         | 2009                                                          | Flirt TRN, Serie 2 | Bo’2’2’2’Bo’                 |                           |
| TRN, RABe 523 074–077         | 2017                                                          | Bo’2’2’2’Bo’       | Flirt SBB, Serie ROL (Los 3) |                           |
| TPF, RABe 527 191–194         |                                                               | 2011               | Bo’2’2’2’Bo’                 | Flirt TPF, Serie 1        |
| TPF, RABe 527 195–198         | 2014                                                          | Flirt TPF, Serie 2 | Bo’2’2’2’Bo’                 |                           |
| BLS, RABe 528 101–130         | RegioExpress-Linien                                           | 2021–2023          | Bo’Bo’2’2’2’Bo’Bo'           | Flirt Mika, RE Serie 1    |
| BLS, RABe 528 131–137         | Interregio-Linien                                             | ab 2025            | Bo’Bo’2’2’2’Bo’Bo'           | Flirt Mika, RE Serie 2    |
| BLS, RABe 528 201–228         | S-Bahn Bern                                                   | 2023–              | Bo’Bo’2’2’2’Bo’Bo'           | Flirt Mika                |

### Algerien
Im März 2006 erhielt Stadler Rail den Zuschlag für die Lieferung von 64 vierteiligen Flirt an die Algerische Staatsbahn (SNTF), die sie im S-Bahn-Netz Algier seit dem 3. Mai 2009 fahrplanmäßig einsetzt. Das gesamte Auftragsvolumen belief sich auf rund 600 Millionen Schweizer Franken und umfasste neben der Herstellung (komplette Fertigung in Bussnang) die Wartung und die Lieferung von Ersatzteilen. Die Ablieferung der Fahrzeuge begann Mitte 2008 und dauerte bis Ende 2010. Dabei wurden die Fahrzeuge mit RoRo-Schiffen von Savona nach Algier trajektiert. Da mit einem hohen Verkehrsaufkommen gerechnet wurde, sind die vierteiligen Triebzüge mit bis zu 1000 Stehplätzen und acht Türen je Fahrzeugseite speziell dafür ausgerüstet. Außerdem können bis zu vier Einheiten gekuppelt werden.

### Aserbaidschan
Die Aserbaidschanischen Eisenbahn (ADY) bestellten 2019 zehn fünfteilige Flirt-Züge. Vier Züge werden dieselelektrisch angetrieben und im Interregio-Verkehr eingesetzt, sechs Züge verkehren elektrisch. Davon kommen drei im Interregio-Verkehr und drei als Regio zum Einsatz.

### Belarus

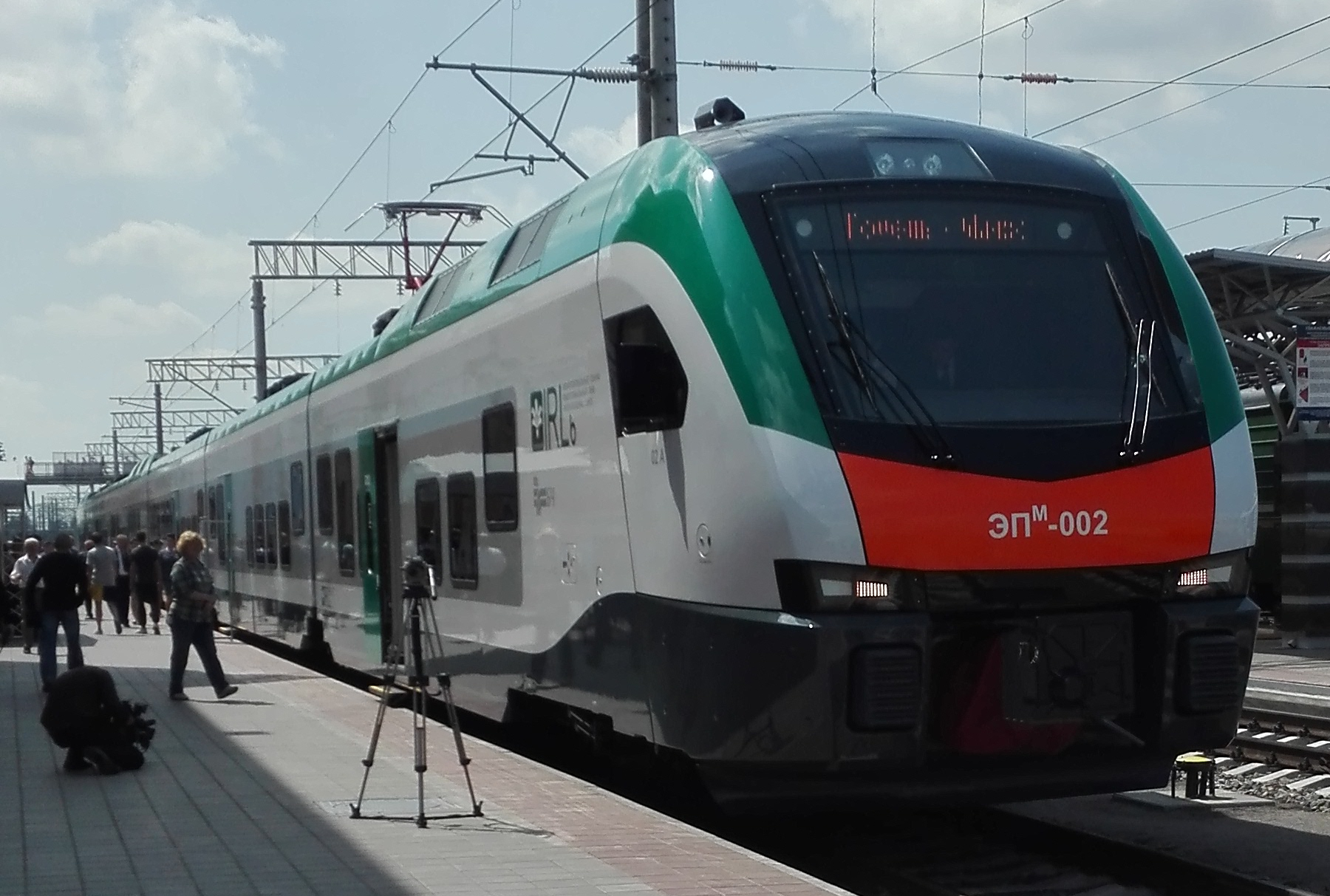
Belarussischer EPM-002-Triebzug (Stadler G)

2010 gewann Stadler die Ausschreibung von zehn vierteiligen Triebzügen (25 kV, 50 Hz) für die belarussische Belaruskaja tschyhunka (BČ). Die Züge haben mit 1520 mm dieselbe Spurweite wie die finnischen Triebzüge, sie nutzen ebenfalls die größere Fahrzeugbegrenzung aus. Sechs Züge wurden für den S-Bahn-Verkehr der Hauptstadt Minsk ausgestattet, die anderen vier Züge wurden mit komfortablerer Ausstattung geliefert und im Interregio-Verkehr zwischen großen Städten eingesetzt. Die Auslieferung erfolgte zwischen 2010 und 2011.
Im Dezember 2012 bestellte die BČ sechs fünfteilige Triebzüge für lange Regionalstrecken, mit höherem Komfort als die S-Bahn-Züge und mehr Stauraum für Gepäck. Die Züge wurden zwischen 2013 und 2014 ausgeliefert.
2015 und 2016 wurden zwei Prototypen einer komplett neuen Bauart für die BČ gefertigt. Diese als Flirt G (Eigenschreibweise: FlirtG) bezeichneten Fahrzeuge sind mit 3480 mm Wagenkastenbreite nochmals breiter als die bisherige Breitspurvarianten mit 3200 mm, die erste realisierte siebenteilige Variante erreicht eine Höchstgeschwindigkeit von 200 km/h. Das Design des Frontmoduls wurde überarbeitet.
Am 17. Januar 2019 gab Stadler die Bestellung von zehn fünfteiligen Flirt bekannt. Diese werden auf den Flirt G mit breitem Wagenkasten basieren, werden allerdings nur auf 160 km/h Höchstgeschwindigkeit ausgelegt. Vorgesehen sind der Einbau von WiFi und Mobilfunkverstärkern sowie Verpflegungsautomaten. Jede 93 m lange Einheit wird 16 Plätze erster und 244 Plätze zweiter Klasse (in 3+2-Bestuhlung) anbieten; geplant sind drei Toiletten, davon eine rollstuhlgängig. Die Ablieferung ist ab 2020 vorgesehen.

### Dänemark
Für den Regionalverkehr auf nicht elektrifierten Strecken im Osten Dänemarks schrieb Lokaltog einen Auftrag über 14 batterieelektrische Züge mit einer Option auf weitere 10 Züge aus. Stadler konnte sich mit dem Flirt Akku gegenüber CAF und Siemens Mobility durchsetzen und erhielt im Oktober 2024 den Zuschlag. Im August 2025 wurde die Option eingelöst. Die zweiteiligen Fahrzeuge sollen ab 2028 auf der Tølløsebahn und der Østbahn in Seeland und später auch auf der Lollandsbahn und der Odsherredsbahn eingesetzt werden.

### Estland

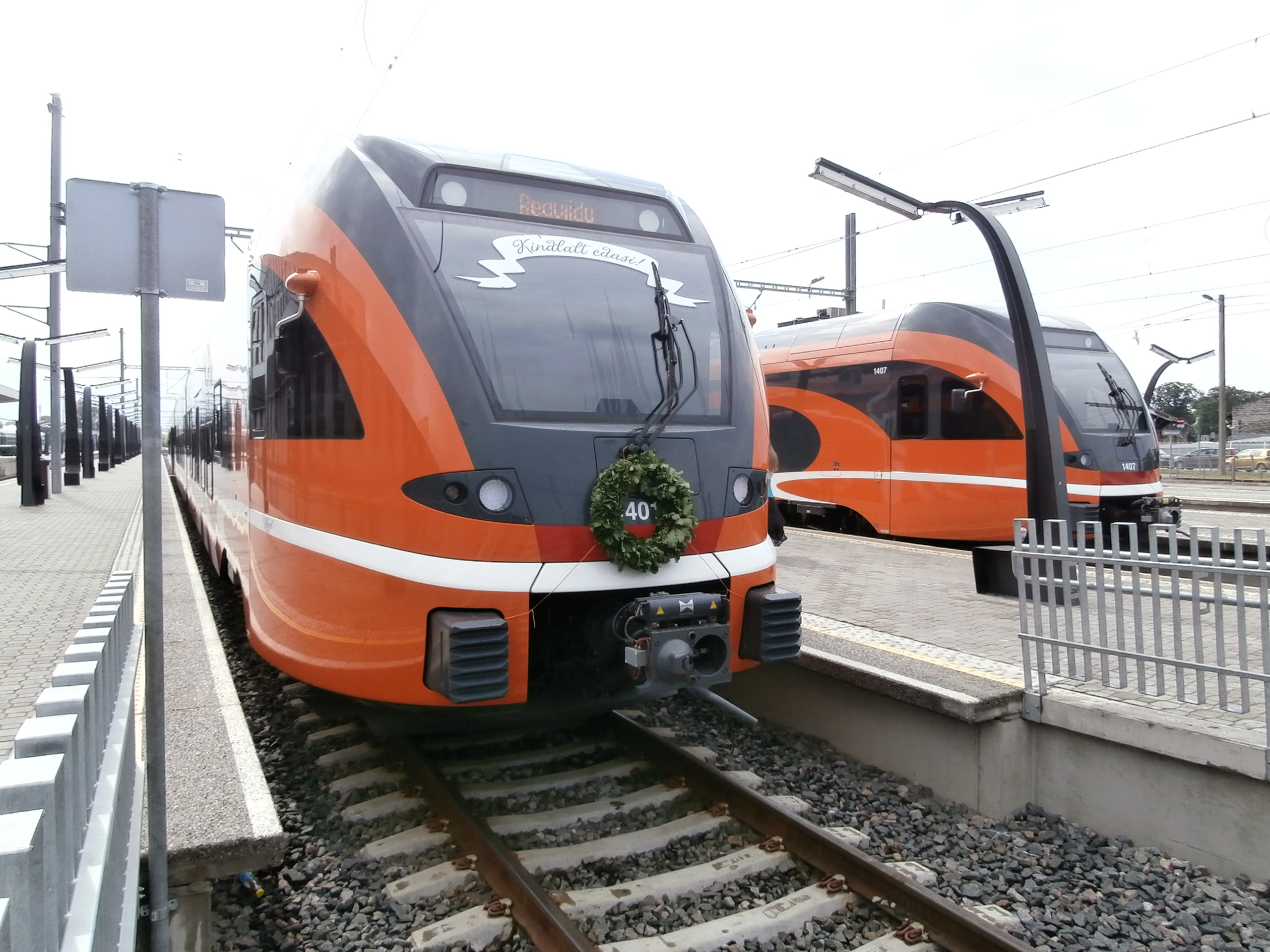
Zwei Flirt-ET im Balti jaam in Tallinn

Zwischen 2013 und Sommer 2014 lieferte Stadler 18 elektrische (für etwa 80 Millionen Euro) und 20 dieselelektrische Triebzüge mit einer Spurweite von 1520 mm an die estnische Eisenbahn (Markenname: Elron). Beide Varianten sind 3,5 Meter breit und 160 km/h schnell.
Die 12 dreiteiligen und 6 vierteiligen Elektrotriebzüge sind für Gleichspannung von 3 kV ausgelegt. Sie ersetzten die bisherige Triebwagenzüge, die zwischen 1960 und 1990 gebaut wurden, und verliehen dem Tallinner Nahverkehr ein neues Gesicht. Die 6 zweiteiligen, 8 dreiteiligen und 6 vierteiligen Dieseltriebzüge lösten auf den übrigen inländischen Strecken die bis dahin eingesetzten Triebwagenzüge ab. Sie sind die ersten Flirts mit dieselelektrischem Antrieb und verfügen über Superkondensatoren, um mit maximal 0,85 m/s² schnell beschleunigen zu können.
Aufgrund ihrer orangen Farbe werden die Züge in Estland im Volksmund auch „Möhrchen“ genannt.

### Finnland

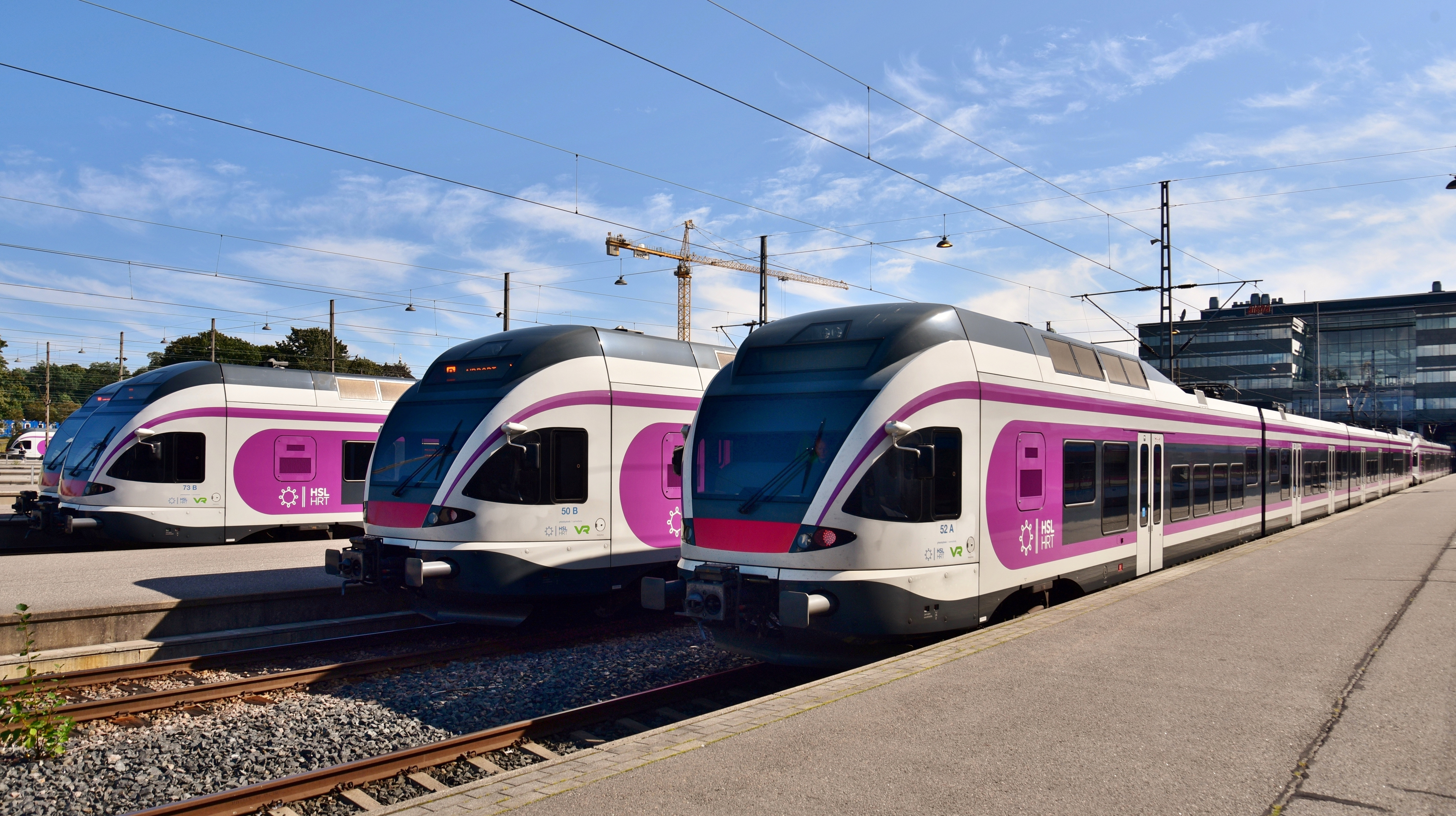
Sm5 in Helsinki

Für den Schienennahverkehr in der Region Helsinki bestellte die finnische Leasinggesellschaft für Schienenfahrzeuge Pääkaupunkiseudun Junakalusto (JKOY), die unter anderem von der Finnischen Staatsbahn VR mitgetragen wird, als Ergebnis einer Ausschreibung, über die am 31. August 2006 entschieden wurde, auf dem Flirt basierende S-Bahn-Züge (Bezeichnung Sm5) bei Stadler. Das Auftragsvolumen lag bei 190 Millionen Euro und umfasste die Lieferung von 32 vierteiligen Triebzügen für 25 kV bei 50 Hz ab 2009, die damit erstmals in einer 1520-mm-Breitspurausführung gebaut wurden.
Im März 2012 wurden die zwölf in Betrieb befindlichen Züge für eine Woche abgestellt, nachdem Korrosion am Hauptschalter in drei Zügen Kurzschlüsse verursacht hatte.
Am 29. November 2022 wurde von VR die Beschaffung von 20 Vierwagenzügen vom Typ Flirt 4 mit einer zusätzlichen Option für 50 weitere Fahrzeuge bekanntgegeben. Die als Sm7 bezeichneten Züge haben keine Jakobs-Drehgestelle, sondern bestehen aus vier Einzelwagen mit je zwei Türen pro Seite. Ab 2026 sollen die Sm7 auf den Linien D, R, T, Z und M im Großraum Helsinki eingesetzt werden. Dort werden sie die aktuell eingesetzten Sm4 ersetzen, die dann auf anderen Linien die Sm2 ablösen werden. Von den in Polen gefertigten Zügen wurde die erste Einheit im Mai 2025 in Finnland angeliefert. Die nächste Projektphase umfasst eine Inbetriebnahme- und Testphase von Sommer 2025 bis Anfang 2026. In dieser Zeit sollen drei weitere Sm7-Züge nach Finnland geliefert werden.

### Großbritannien

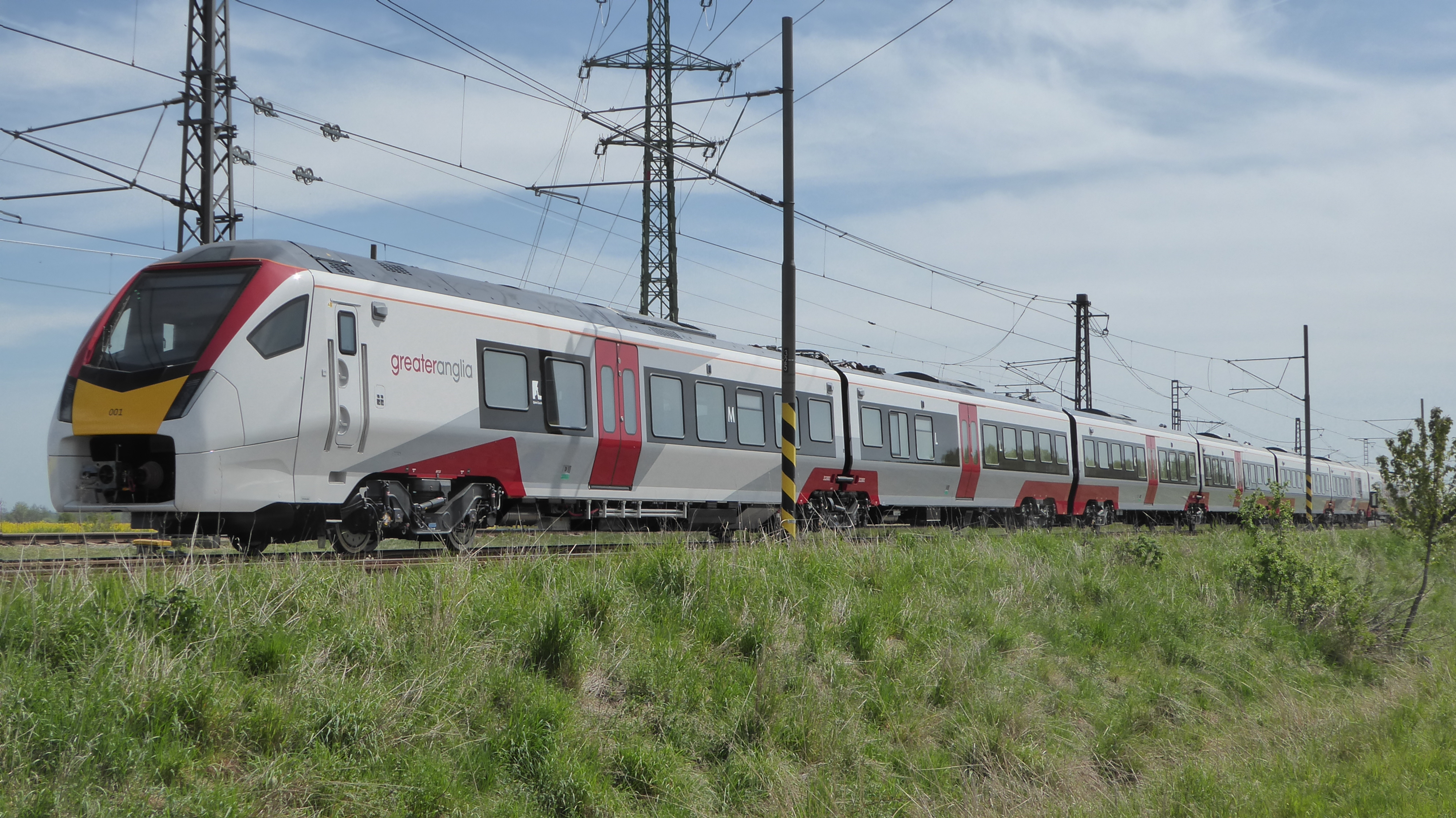
Baureihe 745 auf dem Eisenbahnversuchsring Velim.

Für den Betrieb des „East Anglia“-Netzes im Osten und Nordosten Londons bestellte Abellio Greater Anglia im Oktober 2016 insgesamt 58 Flirt-Triebzüge, aufgeteilt in 20 elektrische der Baureihe 745 und 38 zweikraftfähige Einheiten der Reihe 755.
Die 20 zwölfteiligen Flirt UK der Baureihe 745 kommen auf der InterCity-Strecke zwischen London und Norwich und auf dem Stansted Express zum Flughafen Stansted zum Einsatz. Um 236 m Länge zu erreichen, sind diese Züge aus sechs zweiteiligen Kompositionen zusammengesetzt. Für den Einsatz auf einigen wichtigen regionalen Verbindungen in der Region East Anglia, die nur teilweise elektrifiziert sind, kommen 14 drei- und 24 vierteilige Flirt UK der Baureihe 755 mit Zweikraftantrieb hinzu, die elektrisch mit 25 kV Fahrleitungsspannung oder mit Dieselantrieb verkehren können.
Die Fahrzeuge wurden ab 2019 ausgeliefert, wobei die Betriebsaufnahme der Zweikrafteinheiten mit erheblichen Betriebsstörungen verbunden war. Als Ursache machte Stadler eine regional veraltete Infrastruktur aus.
Keolis Amey setzt ab 2022 elf vierteilige (+ Powerpack) dieselelektrische Flirt UK der Baureihe 231 in Wales ein. Die Einheiten sind mit einer Fußbodenhöhe von 960 mm an das örtliche Eisenbahnnetz angepasst und 80 m lang. Neben diesen Dieseltriebwagen wurden weitere sieben drei- und 17 vierteilige trimodale Züge der Reihe 756 bestellt. In deren Antriebsmodul sind neben Dieselmotoren und Generatoren noch Traktionsbatterien untergebracht. Diese Traktionsbatterien liefern die Antriebsenergie und werden aus der Fahrleitung oder von den Dieselgeneratoren gespeist. So kann einerseits möglichst wenig mit Dieselantrieb gefahren werden, anderseits aber die Elektrifizierungskosten für die Strecken in Südwales reduziert werden, da problematische Abschnitte wie nicht profilfreie Tunnel im Batteriebetrieb zurückgelegt werden können und deshalb an diesen Stellen keine Fahrleitung benötigt wird. Der Einsatz begann am 18. November.
In den bi- und trimodalen Einheiten ist wie bei den Stadler Wink ein eigenes Traktionsmodul (Powerpack) eingereiht, in dem Dieselgeneratoren untergebracht sind. Dieses Modul ist mit einem Mittelgang ausgestattet und stützt sich auf beiden Seiten auf jeweils ein Jakobsdrehgestell ab. Durch die Trennung von Antrieb und Fahrgastraum sollen Vibrationen und Lärm für die Fahrgäste reduziert werden.

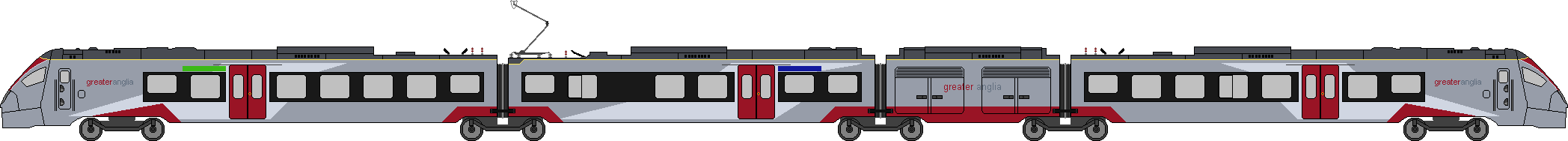
Dreiteiliger Flirt UK der Baureihe 755

### Italien

#### Sistemi Territoriali

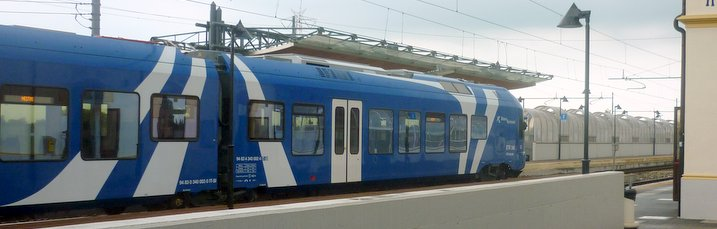
ETR 343 der Sistemi Territoriali

Für den Regionalverkehr auf der Strecke Venezia Mestre – Adria unterzeichnete Stadler am 26. September 2006 mit Sistemi Territoriali einen Auftrag für die Lieferung von zwei elektrischen Flirt in vierteiliger Ausführung. Diese wurden 2010 ausgeliefert und als ETR 340 (ETR: Elettrotreno) bezeichnet. Sie verkehren im Rahmen des Sistema Ferroviario Metropolitano Regionale zwischen Mira Buse und Venezia Santa Lucia auf der neu elektrifizierten Strecke.

#### Ferrovie del Gargano
Zudem wurde eine weitere Ausschreibung für drei dreiteilige Flirt bei der Ferrovie del Gargano für die Region Apulien gewonnen. Diese Triebzüge werden als ETR 330 bezeichnet.

#### Südtiroler Transportstrukturen

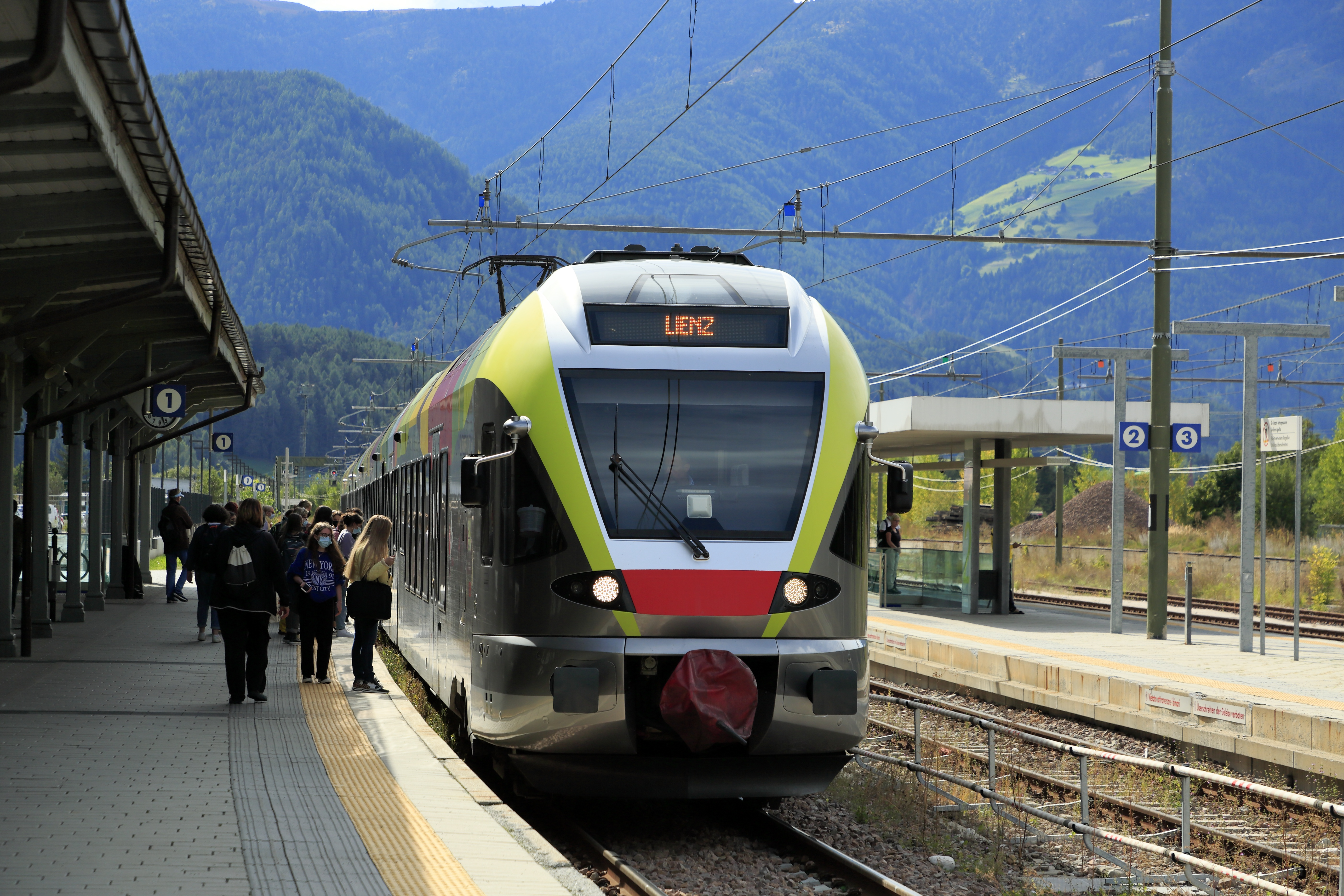
Ein Südtiroler Flirt im Bf Bruneck auf Fahrt nach Lienz in Osttirol

Ausgehend von einer Ausschreibung der Südtiroler Transportstrukturen AG (STA) im März 2007 wurden am 27. Juni 2007 Verträge über acht Flirt im Gesamtwert von knapp 60 Millionen Euro unterzeichnet. Eine allfällige Folgebeschaffung wurde mittels einer nicht näher bezifferten Optionsvereinbarung offen gehalten. Die acht Triebzüge für den Regionalverkehr in der Provinz Bozen sind seit Dezember 2008 im Einsatz. Sie bestanden aus vier vierteiligen (ETR 155-001 bis 004, TSI-Nummern je Kastenelement 94 83 4 155 001–016) und vier sechsteiligen (ETR 170-001 bis 004, 94 83 4 170 001–024) Flirt mit Zweispannungsausrüstung für den Betrieb unter 3 kV Gleich- und 15 kV Wechselspannung mit 16,7 Hz. Seit Dezember 2008 sind die Triebzüge als Verdichter zu den FS-Zügen auf dem Südtiroler Streckennetz Meran–Bozen, Bozen–Franzensfeste und Franzensfeste–Innichen (Pustertalbahn) im Einsatz. Mit der Zulassung für Österreich werden durchgehende Fahrten durch das Pustertal bis nach Lienz respektive über die Brennerbahn bis nach Innsbruck realisiert. Äußerlich entsprechen die Flirt den bestehenden Diesel-GTW der Vinschgaubahn Meran–Mals. Ende 2011 wurde die Option über den Ankauf von weiteren acht Flirt gezogen. Außerdem wurden die vier bereits verkehrenden vierteiligen Triebwagen durch jeweils zwei Zwischenwagen verlängert. Die Lieferung und Inbetriebnahme dieser zweiten Bestellung begann Mitte 2013, die ersten Einsätze nach Innsbruck erfolgten zum Fahrplanwechsel im Dezember 2013, nach Lienz zum Fahrplanwechsel Dezember 2014.
2017 wurden sieben weitere sechsteilige Flirt geliefert. Sie sind als Dreisystemeinheiten konzipiert, damit sie auf der Vinschgaubahn, die bis 2021 mit 25 kV bei 50 Hz elektrifiziert werden sollte, verkehren können.

#### Ferrotramviaria
Seit September 2009 kommen bei Ferrotramviaria in Apulien vierteilige elektrische Flirt-Züge auf den Strecken Bari–Lecce und Bari–Barletta Zum Einsatz. Zwei Flirt mit der Bezeichnung ETR 341 verfügen nur über Plätze der ersten Klasse, zwei ETR 342 mit zweiter Klasse werden im Regionalverkehr eingesetzt. Am 12. Juli 2016 kollidierten beim Eisenbahnunfall von Andria zwei Flirt von Ferrotramviaria frontal.

#### Trasporto Passeggeri Emilia-Romagna

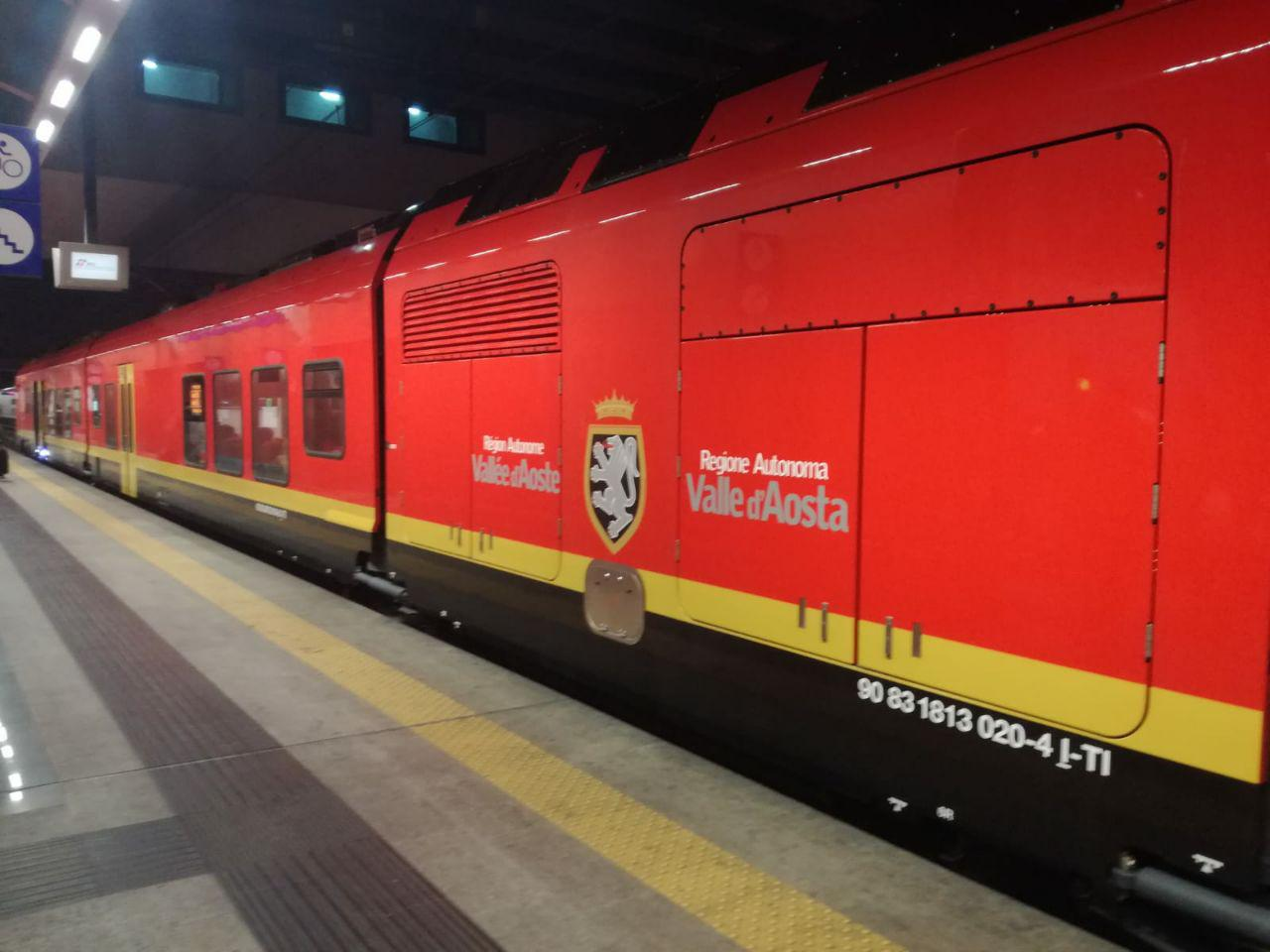
Antriebsmodul mit zwei Dieselmotoren der Flirt im Aostatal

Trasporto Passeggeri Emilia-Romagna (TPER) erhielt 2013 zwölf ETR 350 für 3 kV Gleichspannung, die in Zusammenarbeit mit Ansaldobreda hergestellt wurden. Im Jahr 2014 wurden mit Mitteln des Metropolitan Railway Service für die Stadt Bologna weitere sieben Züge beschafft. Die Region Emilia-Romagna kaufte 2015 nochmals sechs Einheiten.

#### Trentino Trasporti
Trentino Trasporti erhielt 2014 zwei ETR 170 109–110 als Teil der zweiten Serie der Südtiroler Flirt.

#### Autonome Region Aostatal
Die ersten Zweikraft-Flirt wurden im Mai 2015 von der Region Aostatal bestellt. Fünf dreiteilige Züge mit einer Antriebsleistung von 2600 kW (im Fahrleitungsbetrieb mit 3 kV) bzw. 700 kW (mit Dieselantrieb) wurden ab 2018 ausgeliefert. Im Dieselbetrieb beträgt die Höchstgeschwindigkeit 140 km/h, unter Oberleitung 160 km/h. Optional sind fünf weitere Züge und eine Verlängerung der Wartung um drei auf acht Jahre vereinbart worden. Die Züge erhielten die Nummern BTR 813 001–005.
In drei Schritten 2022, 2023 und 2024 bestellte die Region sechs rein elektrische Flirt. Die Vierteiler sind als ETR 814 eingereiht, 160 km/h schnell und haben 215 Sitze und weitere 21 Klappsitze.

#### Ferrovie Nord Milano, Ente Autonomo Volturno und Infrastrutture Venete

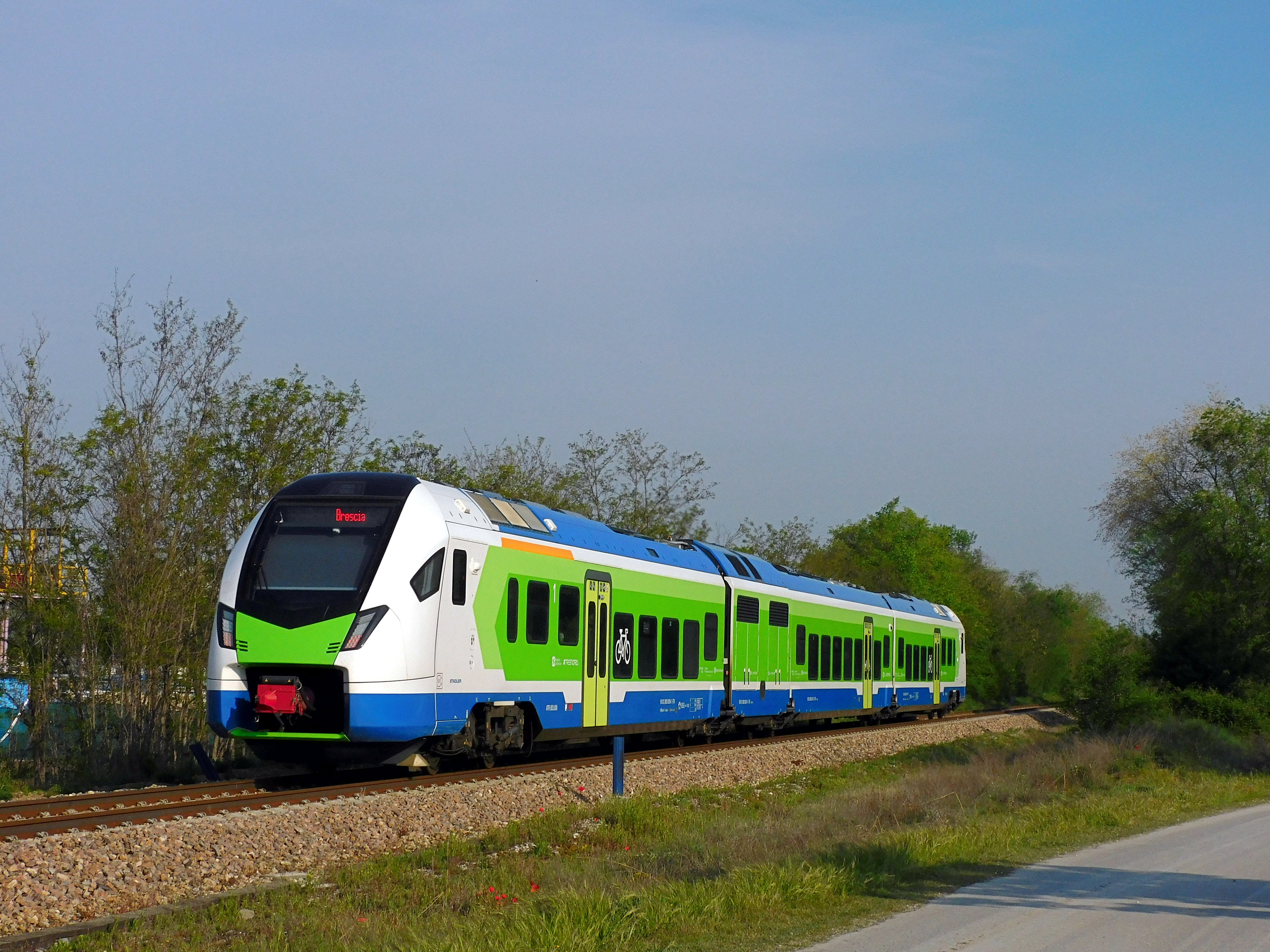
Dieseltriebzug ATR 803 der FNM

Für die FNM in Mailand, die Ente Autonomo Volturno (EAV) in Neapel und Infrastrutture Venete wurden von 2021 bis 2024 insgesamt 37 dreiteilige Niederflur-Dieseltriebzüge der Baureihe ATR 803 ausgeliefert. Dabei handelt es sich um 30 Fahrzeuge für die FNM, fünf Fahrzeuge für die EAV und zwei Züge für Infrastrutture Venete. Die Züge erreichen 140 km/h, sind 66,8 Meter lang und bieten 151 Sitz- und 158 Stehplätze. Der Antrieb wurde in einem Motorwagen in der Zugmitte sowie in den Bereichen hinter den Fahrzeugköpfen im Flirt-4-Design konzentriert. Im Motorwagen befinden sich Dieselmotoren mit 700 kW Leistung. Um schneller beschleunigen zu können, werden im Boost-Modus vier Batterieeinheiten zugeschalten, sodass 1200 kW verfügbar sind. Die Batterien werden beim Rekuperieren geladen. Für die Fahrgäste sind WLAN, Steckdosen und USB-Ladebuchsen verfügbar.

#### TILO
TILO ETR 524.0 (RABe 524): → Abschnitt Schweizerische Bundesbahnen

### Kanada
Im Jahr 2021 war die Lieferung von sieben vierteiligen dieselelektrischen Flirt-Zügen für die Stadt Ottawa vorgesehen. Die 120 km/h schnellen Triebzüge wurden speziell an das raue kanadische Klima angepasst. Der Auftrag ist Teil der Erweiterung der O-Train Trillium Line in Ottawa. Dabei wird die Trillium Line um acht Stationen erweitert und an den internationalen Flughafen von Ottawa angebunden. Im Gegensatz zu den USA, wo der Buy America Act einen Fertigungsanteil von mindestens 60 Prozent im Land vorschreibt, stellt Stadler die Züge für Ottawa in der Schweiz her.

### Litauen
Im Juni 2023 erhielt Stadler von der staatlichen litauischen Bahngesellschaft LTG LINK den Auftrag über die Lieferung von 15 Flirt-Zügen. 9 der 15 Züge werden als rein-elektrische Fünfteiler mit einer Länge von 93 m für den Intercity-Dienst und sechs weitere als batterieelektrische Vierteiler, wobei ein Wagen als reiner Power-Pack-Wagen vorgesehen ist, mit einer von einer Länge 63 m für den Regionalverkehr ausgeliefert. Zu den fest bestellten Zügen besteht noch eine Option auf 39 weitere Flirts (13 in der rein-elektrischen IC-Ausführung, 15 batterieelektrische Züge mit 100 km Reichweite und 11 batterieelektrische Züge mit 70 km Reichweite).

### Niederlande

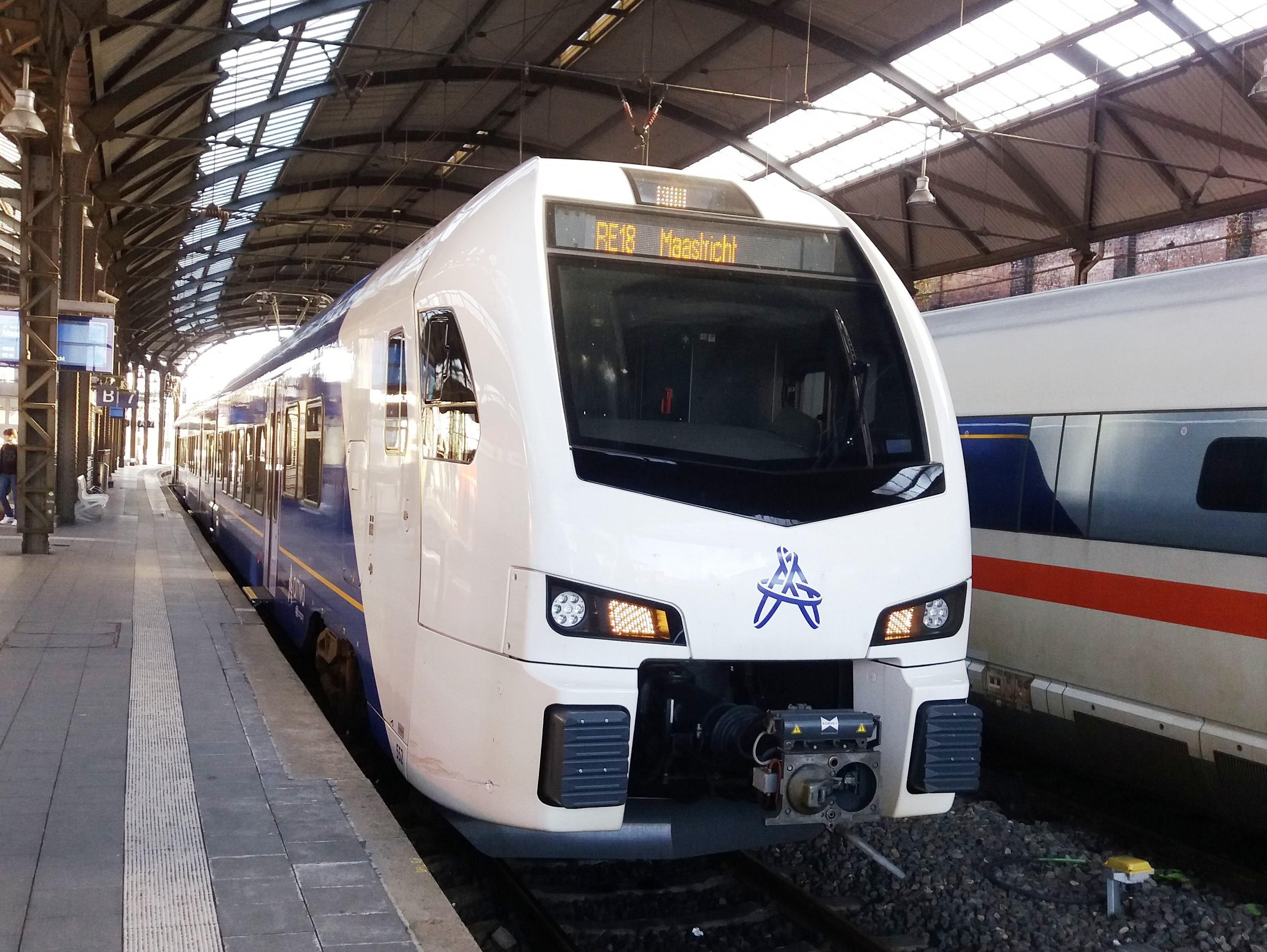
Arriva RE 18-Mehrsystemtriebwagen des Typs Stadler Flirt 3 in Aachen Hauptbahnhof.

Im April 2015 erhielt Stadler Rail von den Nederlandse Spoorwegen (NS), den ehemaligen Niederländische Staatsbahnen, einen Auftrag für 58 Flirt-Züge, davon 33 drei- und 24 vierteilige Züge.
Der Kontraktwert dieser Bestellung betrug insgesamt etwa 280 Millionen Euro. Die Auslieferung begann bereits 2016 und im September 2017 waren alle als Sprinter-Züge in Betrieb.
Im Mai 2014 bestellte die NS-Tochter Abellio sechs zweiteilige elektrische Flirt für den Dienst auf der Bahnstrecke Gouda–Alphen aan den Rijn. Die Züge bieten einen hohen Fahrgastkomfort und erreichen eine Höchstgeschwindigkeit von 140 km/h.
Für den Einsatz in der Provinz Limburg beschaffte die Arriva Nederland 38 Triebzüge des Typs Stadler Flirt 3, die ab 2016 in Betrieb gingen. Zum Einsatz kommen dort 15 zwei- und 13 dreiteilige Fahrzeugkompositionen. Weitere 8 dreiteilige Flirt in Mehrsystemausstattung werden von Arriva NL auf dem grenzüberschreitenden Dreiländerzug zwischen Lüttich über Maastricht nach Aachen eingesetzt.
Die NS-Flirts sowie die zweiteiligen von Arriva Nederland werden seit Ende 2016 als sogenannte Sprinter-Züge eingesetzt und sind mit USB-Anschlüssen, Steckdosen, einem Reisendeninformationssystem und mit der ERTMS-Zugbeeinflussung ausgestattet.
Im März 2016 verkaufte Stadler Rail weitere 16 Züge des Typs Flirt in die Niederlande an Keolis Nederland (damaliger Name Syntus) zum Gesamtpreis von 125;Millionen Euro. Mit den 9 dreiteiligen und 7 vierteiligen Zügen bedient die Betreibergesellschaft seit Ende 2017 die Linien Zwolle–Kampen und Zwolle–Enschede.

### Norwegen

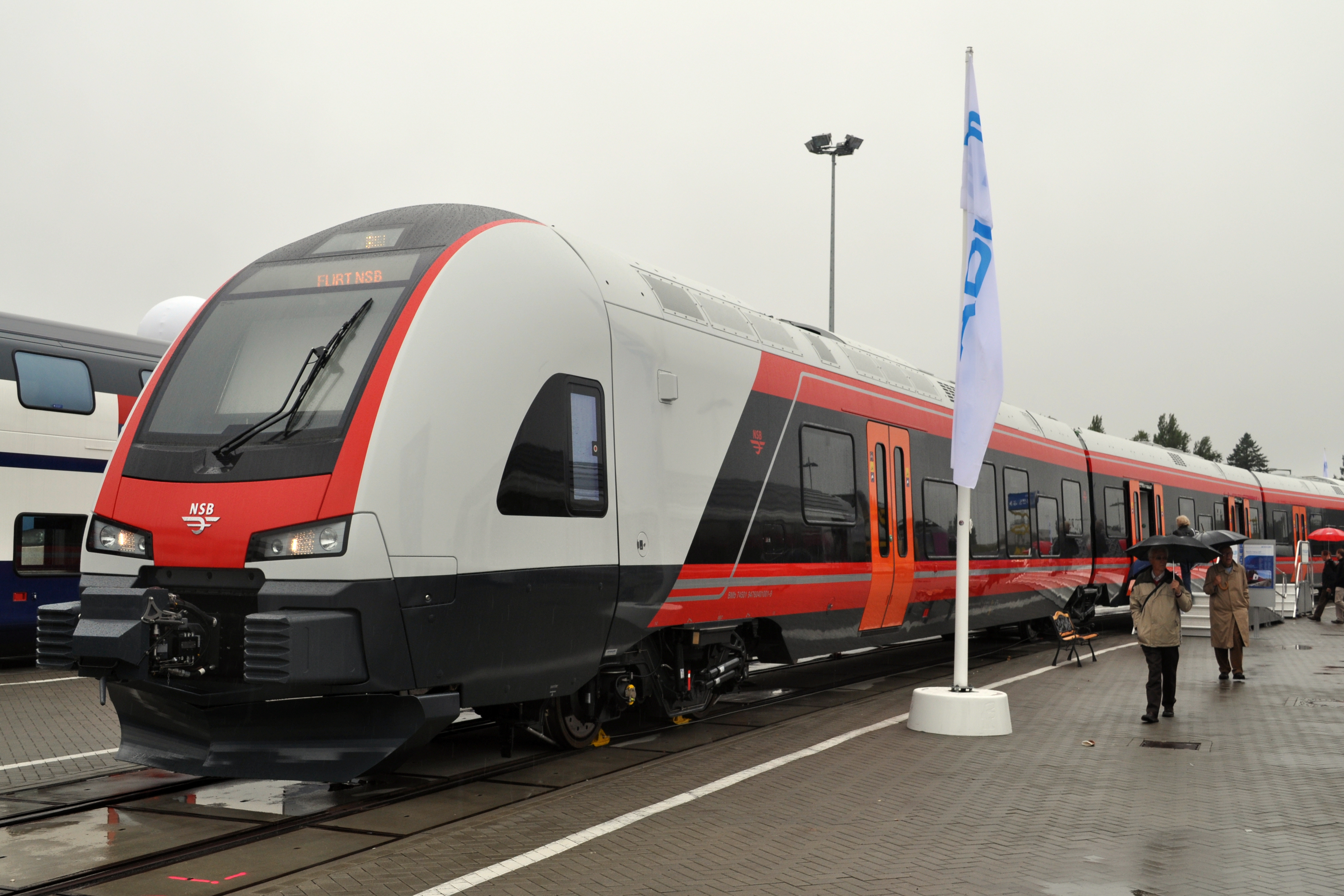
Flirt der NSB

Nahverkehrs- und Regionalverkehrsvariante
Am 19. August 2008 erhielt Stadler von den Norges Statsbaner (NSB) den Auftrag für die Lieferung von 50 fünfteiligen Triebzügen mit einer Option für 100 weitere Einheiten. Die Züge werden als Lokalverkehrsvariante Type 75 im Großraum Oslo sowie für mittellange Strecken im gesamten südlichen Norwegen eingesetzt. Die Fahrzeuge sind eine für die klimatischen Bedingungen in Norwegen konzipierte Weiterentwicklung des Flirt mit abweichendem Kopfdesign. Eine fünfteilige Einheit besteht im Prinzip aus einem Zweiteiler (2’2’Bo’) und einem Dreiteiler (Bo‘2‘2’Bo’), verfügt also über eine dritte Antriebseinheit im Mittelteil des Zuges.
Das Fahrzeugkonzept ist auf eine Geschwindigkeit von 200 km/h ausgelegt. Das Auftragsvolumen betrug rund 640 Millionen Schweizer Franken.
Für den Betrieb auf der norwegischen ETCS-Pilotstrecke Østfoldbanen wurden neun Triebzüge mit ETCS Level 2 ausgerüstet.
2018 bestellte Norske tog AS 14 sechsteilige bimodale Einheiten. Die Züge bedienen elektrifizierte und nicht elektrifizierte Strecken im nördlichen Teil des norwegischen Schienennetzes. Sie sind für eine Höchstgeschwindigkeit von 200 km/h im elektrischen und 160 km/h im Dieselbetrieb zugelassen. Zusätzlich sind die Züge mit Akkumulatoren zur Speicherung von Bremsenergie im Dieselbetrieb ausgestattet, um beim Beschleunigen zusätzliche Energie bereitzustellen.
Fernverkehrsvariante
Am 17. Februar 2023 erteilte Norske tog Stadler den Zuschlag für die Lieferung von 17 achtteiligen Fernverkehrstriebzügen des Typs FLIRT NEX (NEX = Nordic Express), einer Variante des FLIRT ohne Jakobs-Drehgestelle und mit Anpassungen an das nordische Klima. Außerdem besteht eine Option auf 83 weitere Triebzüge. Die Bestellung beinhaltet außerdem vier bis sieben Zweikrafttriebzüge mit Elektro- und Dieselantrieb, die genaue Anzahl soll später vom Betreiber festgelegt werden. Die Verbrennungsmotoren können später durch nachhaltigere Energiequellen ersetzt werden. Der Auftrag hat einen Gesamtwert von 8 Mrd. NOK (ca. 730 Mio. Euro). Die neuen Züge sollen ab 2024 gebaut, ab 2025 in Norwegen getestet und ab 2026 auf der Bergensbane zum Einsatz kommen. Die Triebzüge erreichen eine Höchstgeschwindigkeit von 200 km/h und besitzen eine Gesamtkapazität von 542 Sitzplätzen. Es werden sowohl Züge für elektrifizierte als auch für nicht elektrifizierte Strecken gekauft. Neben den Einsatz im Tagverkehr sollen die Züge auch auf Nachtzugverbindungen eingesetzt werden, wofür sie über Liegewagen mit zwei und vier Betten pro Abteil und Liegesitzwagen verfügen werden, welche tagsüber als Sitzwagen eingesetzt werden können. Darüber hinaus sollen die Züge über ein Bistro verfügen.

### Österreich
Im Juli 2023 schlossen die ÖBB und Stadler einen Rahmenvertrag über bis zu 120 Züge des Typs Flirt Akku ab. Im Oktober 2023 wurden von den ÖBB die ersten 16 Züge abgerufen, diese werden ab 2028 auf der Kamptalbahn eingesetzt, wo sie ältere Dieseltriebwagen der Reihe 5047 ersetzen werden.

### Polen

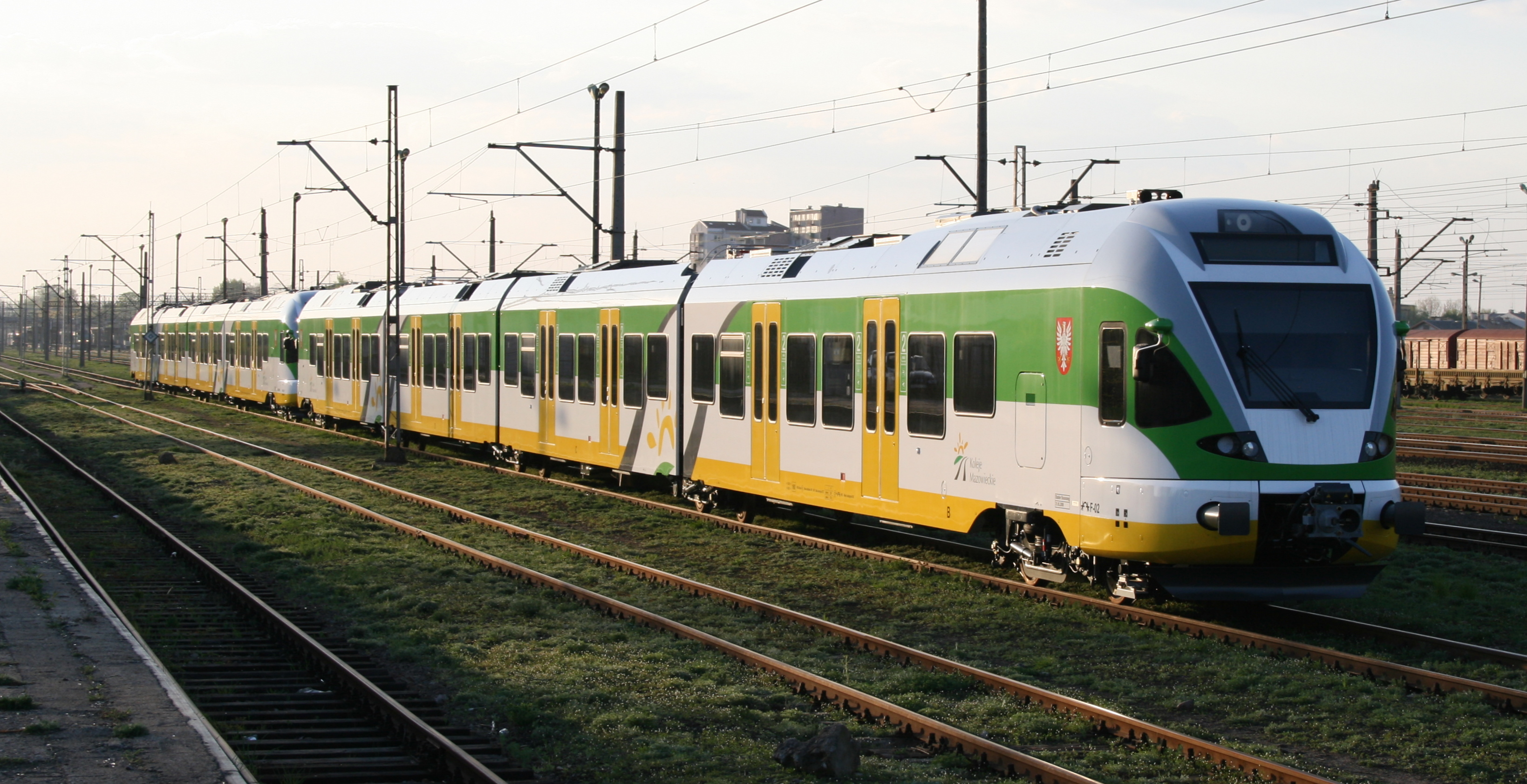
Flirt ER75-214 der Koleje Mazowieckie (KM)

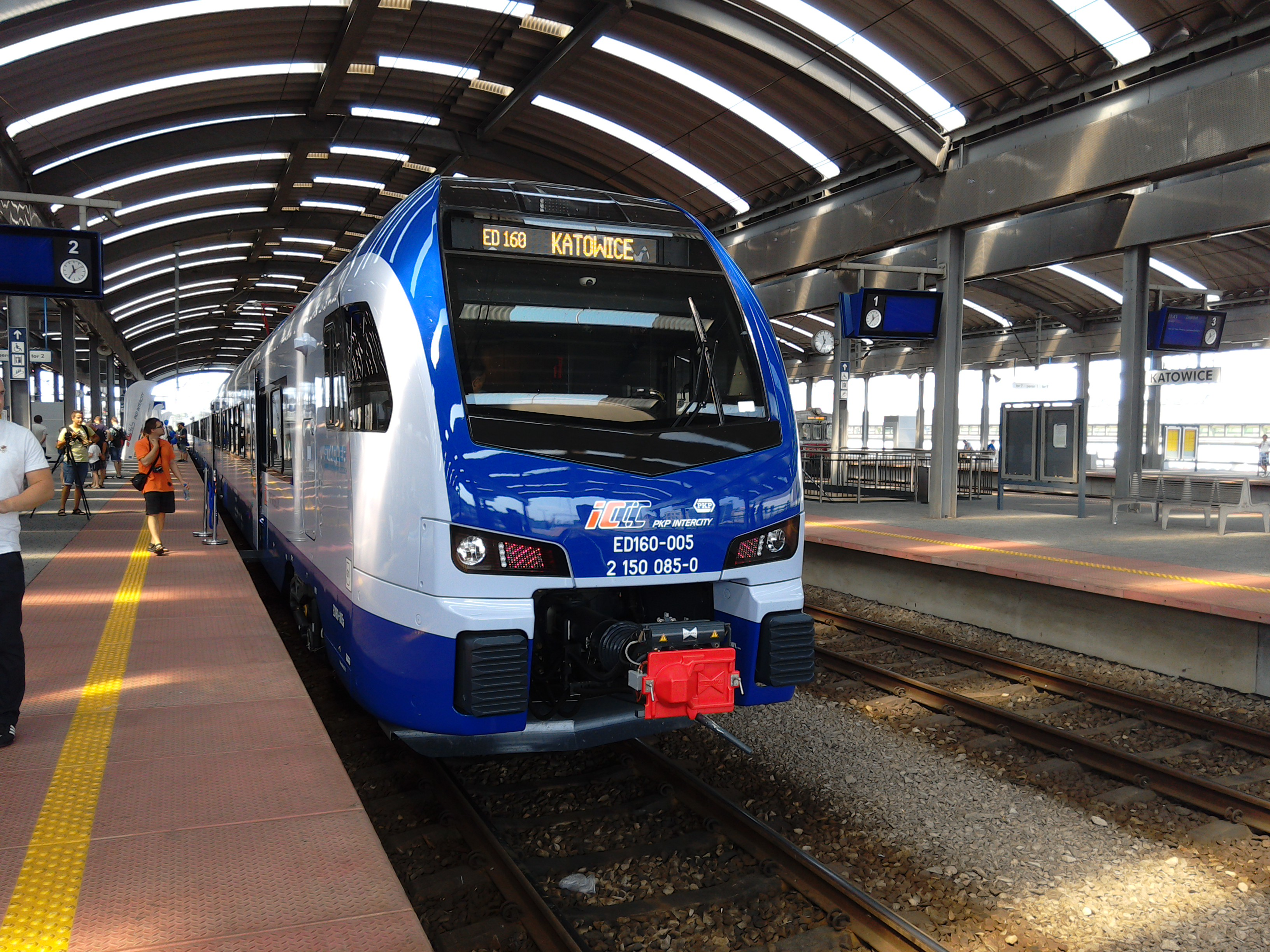
Flirt 3 als Baureihe ED160 von PKP Intercity

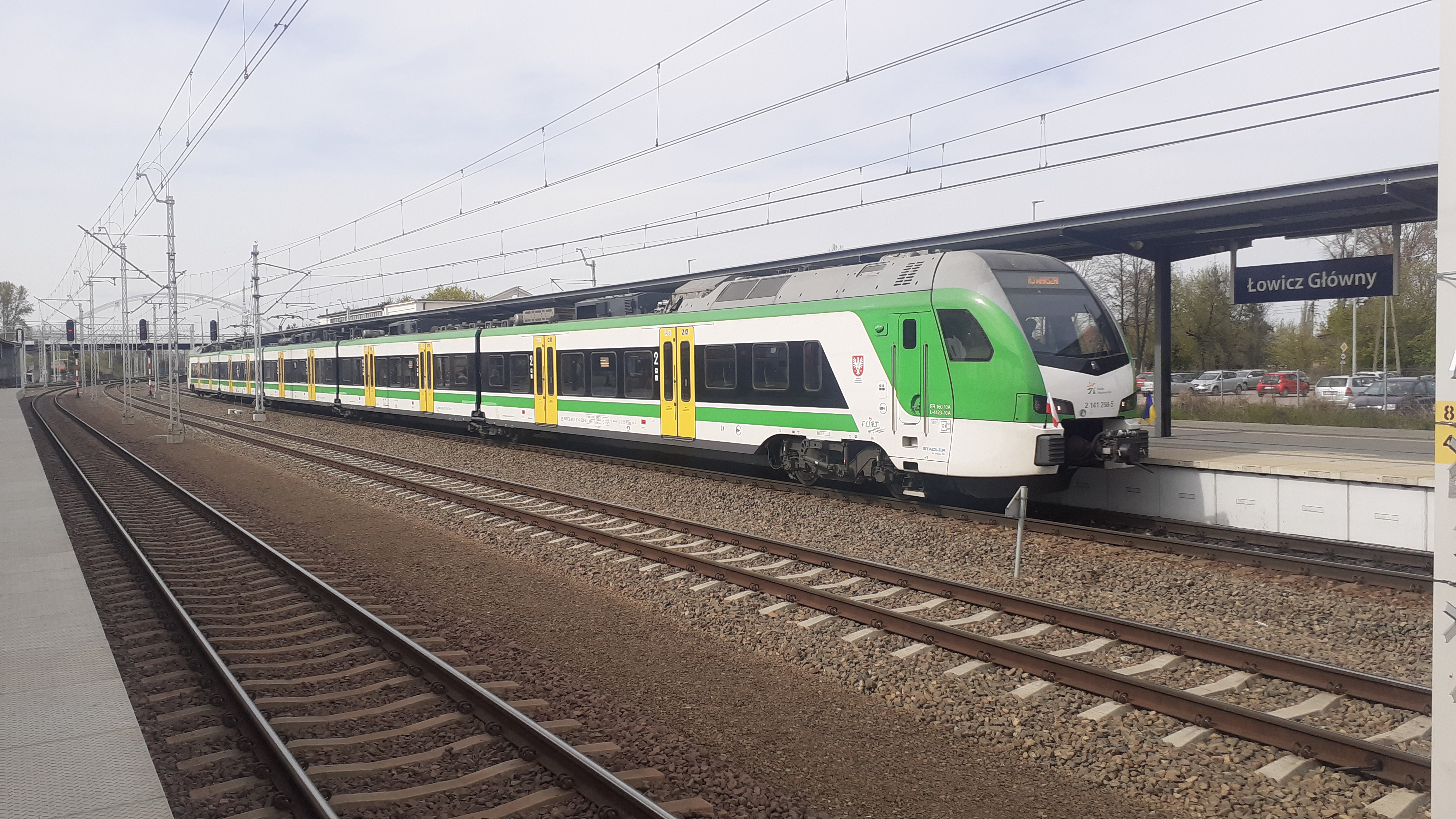
Flirt 3 als Baureihe ER160 der Koleje Mazowieckie

Als Resultat einer Ausschreibung in Polen konnten Ende Juni 2006 die Verträge für 14 vierteilige Flirt für den Verkehr in den Regionen Masowien (zehn Einheiten) und Schlesien (vier Einheiten) in Polen unterzeichnet werden. Das Auftragsvolumen belief sich auf rund 100 Millionen Schweizer Franken und umfasste auch Serviceleistungen und die Schulung des Personals. Die Ablieferung der Fahrzeuge erfolgte zwischen Herbst 2007 und Ende 2008. Mit dem Gewinn der Ausschreibung einher ging der Entscheid von Stadler Rail, im polnischen Siedlce eine Tochtergesellschaft für die Endmontage der Züge zu gründen. Einerseits wird dadurch versucht, sich auf dem polnischen Markt zu etablieren und weitere Fahrzeuge zu verkaufen, andererseits ist es damit möglich, die Kosten gegenüber einer vollständigen Fertigung in der Schweiz oder in Deutschland zu senken.
Am 18. August 2010 entgleiste in Katowice der schlesische Flirt EN75-003 und stürzte einen Damm hinunter, wobei fünf Personen verletzt und der Zug schwer beschädigt wurde.
Ab Frühling 2014 wurden 20 zweiteilige Flirt 3 für den Verkehr im Großraum Łódź (Łódzka Kolej Aglomeracyjna ŁKA) geliefert. Diese Züge erreichen 160 km/h. Die Unterhaltung während 15 Jahren ist in der 180 Millionen Franken teuren Bestellung mitinbegriffen.
2015 nahm PKP Intercity 20 achtteilige elektrische Flirt 3 für den Fernverkehr Polens in Betrieb. Die Triebzüge in Fernverkehrsausführung sind mit Wagen erster und zweiter Klasse sowie mit einem Bistroabteil ausgestattet. Der Kauf umfasst einen Wartungsvertrag über 15 Jahre. Die Endmontage erfolgte im Werk in Siedlce und bei Newag. Einzelne Bauteile wie Drehgestelle und Antriebskomponenten werden in der Schweiz gefertigt.
2019 bestellte PKP Intercity weitere zwölf Triebzüge ED160 einschließlich der Instandhaltung über 15 Jahre.
Im Januar 2018 schlossen Koleje Mazowieckie und Stadler Polska eine Rahmenvereinbarung über die Lieferung von 61 elektrischen Flirt 3 ab. Wie bereits die zehn zuvor gelieferten Züge sind sie für 3 kV Gleichspannung ausgelegt. Die Vereinbarung umfasst eine 15-jährige Flottenunterhaltung. Die Bestellung war der größte Auftrag für den Kauf von Schienenfahrzeugen in der Geschichte der polnischen Eisenbahnen. Die im Werk Siedlce hergestellten Züge wurden in sechs Serien geliefert. 2024 wurden 50 Triebzüge aus einem weiteren Rahmenvertrag abgerufen, im Frühjahr 2025 bestellte Koleje Mazowieckie nochmals 14 Züge. Diese Züge sind fünfteilig mit zwei Türen pro Wagenteil. Sie können 600 Fahrgäste befördern, davon 279 sitzend. Die Höchstgeschwindigkeit liegt bei 160 km/h. Die Flirt können unter ETCS Level 2 fahren.

### Portugal
Die staatlichen Comboios de Portugal (CP) bestellten 2020 zehn elektrische und zwölf Zweikrafttriebzüge. Sie bestehen aus drei Aluminium-Wagenkasten und sind 63,2 beziehungsweise 74,4 m (Zweikraftfahrzeuge) lang. Die Fahrzeuge für die CP sind die ersten Flirt für die Iberische Breitspur. Die Auslieferung des ersten Triebzugs ist für Oktober 2025 vorgesehen.

### Schweden

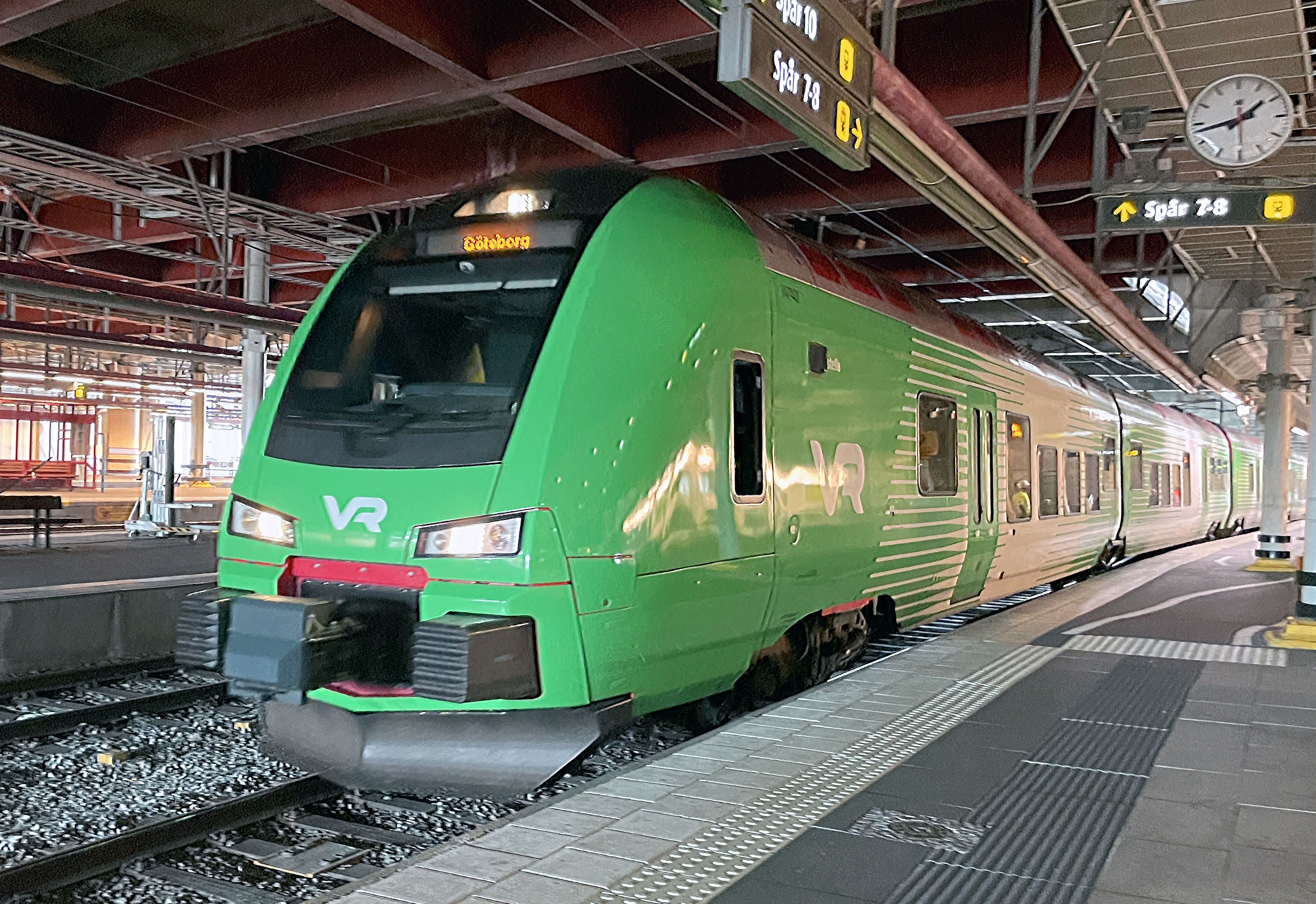
VR FLIRT (X74)

Die finnische Bahngesellschaft VR betreibt nach Übernahme von MTR Express, eine Tochter der Hongkonger MTR Corporation, auf der Strecke Stockholm – Göteborg seit März 2015 ein Fernverkehrsangebot in Konkurrenz zu den Schwedischen Staatsbahnen (SJ). Dafür wurden im November 2013 sechs fünfteilige Flirt-Züge im Wert von rund 85 Millionen Schweizer Franken bestellt. Die Züge sind für eine Höchstgeschwindigkeit von 200 km/h ausgelegt und an die schwedischen Winterbedingungen angepasst. Die Übergabe der Züge erfolgte seit Oktober 2014. Die in Schweden nach der Übernahme von VR Snabbtåg Sverige als Baureihe VR X74 im August 2024 geführten Züge bieten nur eine Wagenklasse und bieten Internetzugang per WLAN an allen Plätzen.
Im Mai 2025 bestellte das Unternehmen A-Train AB für die Flughafenverbindung Arlanda Express zwischen dem Hauptbahnhof Stockholm C und dem Flughafen Stockholm/Arlanda sieben Triebzüge mit je sechs Wagen mit einer Option auf einen achten Triebzug. Die Züge sollen ab 2029 die seit Betriebsbeginn dort eingesetzten und dann rund dreißig Jahre alten Triebzüge vom Typ X3 ersetzen und die Kapazitäten durch mehr Sitzplätze ausweiten. Der Vertrag mit einem Wert von 350 Millionen Schweizer Franken beinhaltet auch die Instandhaltung über einen Zeitraum von 15 Jahren. In der zweiten Jahreshälfte 2026 soll die Produktion der Triebzüge im Werk Altenrhein beginnen, die Projektleitung erfolgt im Standort St. Margrethen.
Da alle Stationen des Arlanda Express Hochbahnsteige besitzen, können die bestellten Züge durchgängig hochflurig für Einstiegshöhen von 1150 und 760 mm ausgelegt werden. Sie sind barrierefrei und bieten 323 Sitzplätze, bis zu 650 Stehplätze und viele Gepäckablagen. Die Höchstgeschwindigkeit beträgt 200 km/h, die Dauerleistung soll 4000 kW und in der Spitze 6400 kW betragen. Die Triebzüge werden 165 Meter lang und 3,2 Meter breit.

### Serbien

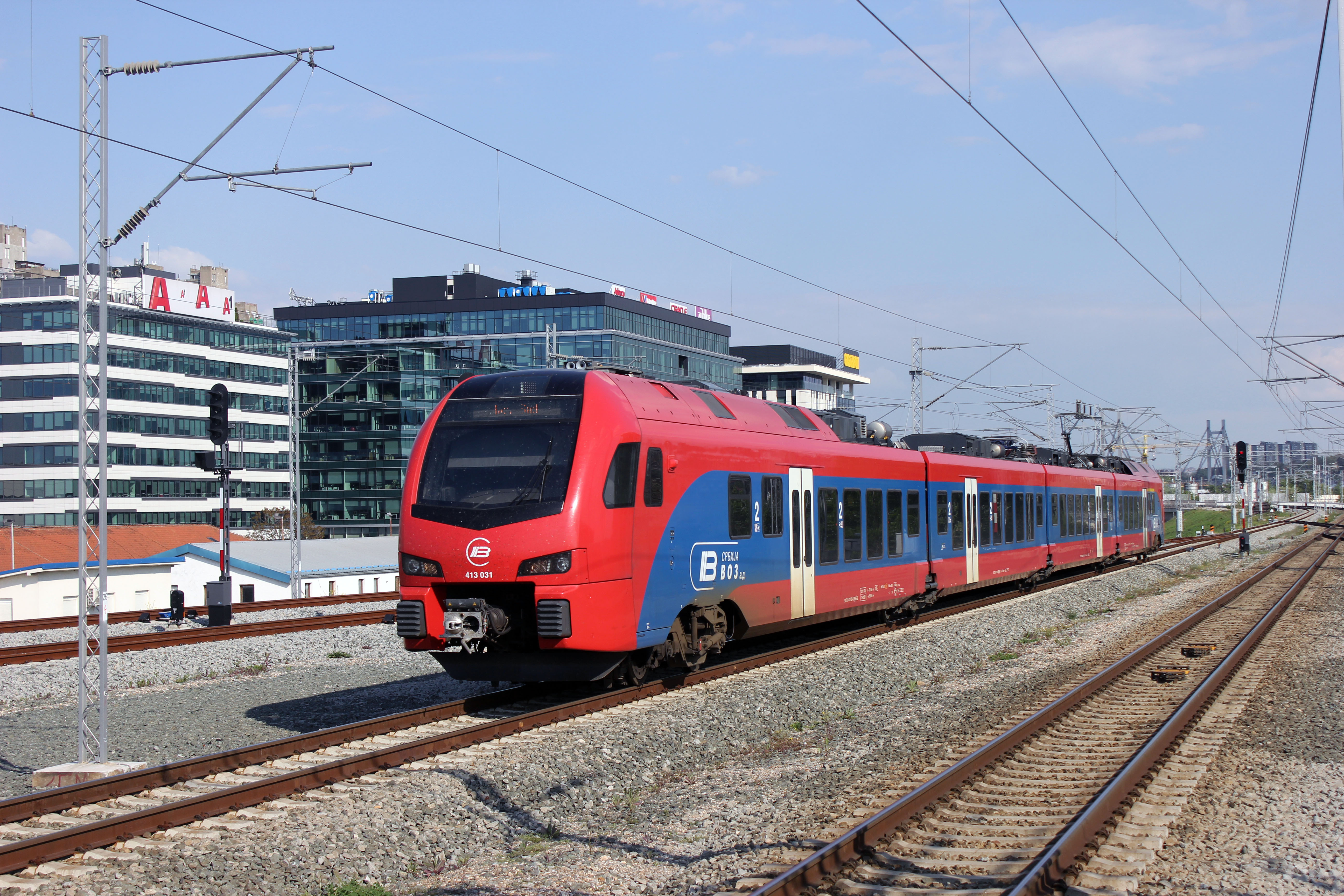
Flirt für die Železnice Srbije, Bahnhof Novi Beograd 2022

Die Serbischen Eisenbahnen (ŽS) bestellten 21 vierteilige Flirt-3-Einheiten. Stadler setzte sich gegen die Konkurrenten Alstom und Siemens durch und erhielt im März 2013 den Auftrag im Wert von rund 100 Millionen Euro. Die in den Jahren 2015 und 2016 gelieferten Einheiten werden im Regionalverkehr eingesetzt. In jedem Wagenkasten gibt es eine Tür pro Seite, eine vierteilige Einheit weist 234 Sitzplätze auf. Die Züge wurden mit dem in Serbien üblichen punktförmigen Zugbeeinflussungssystem Indusi geliefert, wobei eine Nachrüstung auf ETCS möglich ist.

### Slowenien

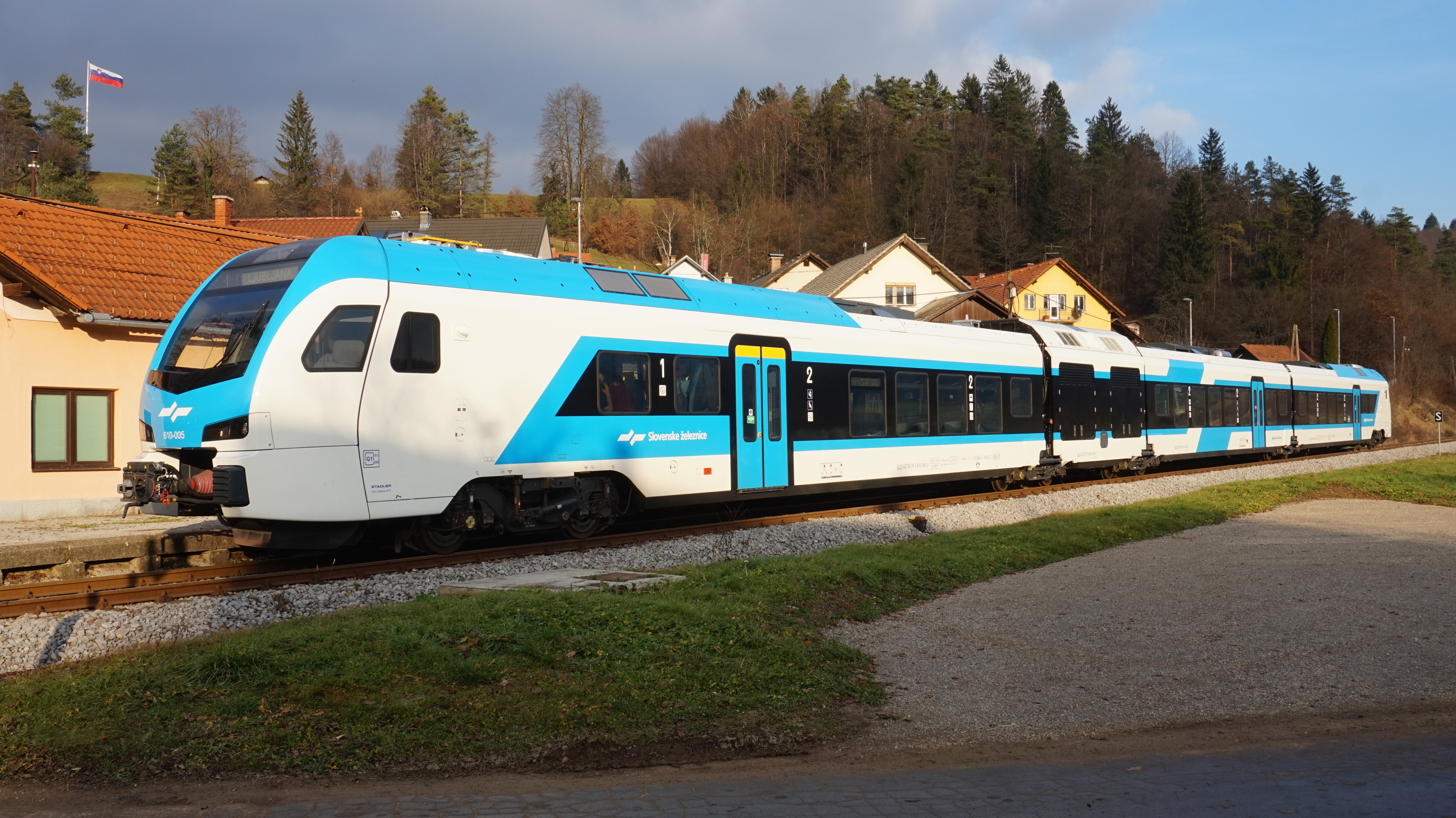
Dieselelektrischer Flirt 610/615 der Slowenischen Eisenbahn

Im April 2018 schlossen die Slowenische Eisenbahn (SŽ) und Stadler Rail einen Rahmenvertrag über 52 Triebzüge vom Typ Flirt sowie KISS. Die ersten 26 Triebzüge wurden direkt abgerufen und wie folgt aufgeteilt: elf vierteilige elektrische und fünf dreiteilige dieselelektrische Flirt 3 sowie zehn dreiteilige KISS 3. Die dieselelektrischen Flirt werden auf eine Höchstgeschwindigkeit von 140 km/h ausgelegt, die elektrischen auf 160 km/h. Sie werden dreisystemfähig mit 3 kV Gleich- (Slowenien und Italien) sowie 15 kV Wechselspannung für Österreich und 25 kV für Kroatien ausgelegt.
Die Option für die restlichen 26 Triebzüge wurde im Mai 2019 eingelöst. Es sollen weitere zehn vierteilige elektrische und 16 dreiteilige dieselelektrische Flirt-Einheiten geliefert werden. Im Zuge der Einlösung dieser Option wurde die Gesamtbestellung der elektrischen Flirt von Flirt 3 zu Flirt 4 geändert. Die Flirt 4 werden in die Baureihen 510 eingeordnet, die Flirt 3 in die 610 und die KISS in die Baureihe 313.
Die Probefahrten für die Baureihe 610 dauerten von April bis August 2020. Die Erprobung der Baureihe 510 begann Ende Oktober/Anfang November 2020. Seit Januar 2021 befindet sich die Baureihe 610 im regulären Fahrgastbetrieb.
Erste Testfahrten in Österreich und Kroatien begannen Ende März/Anfang April 2022 mit den Baureihen 510 und 610.

### Spanien

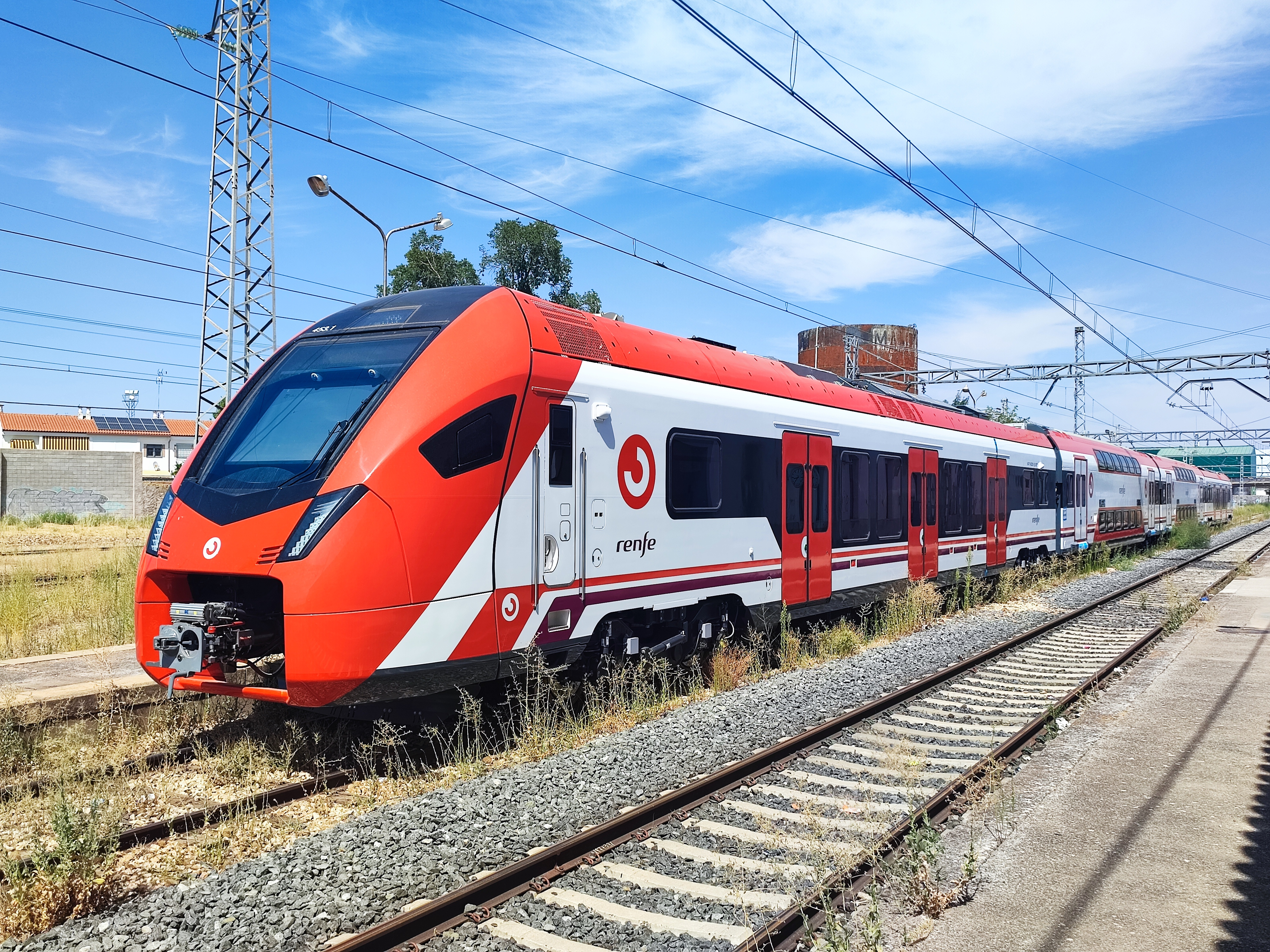
Flirt mit ein- und doppelstöckigen Einzelwagen der RENFE

Für die Cercanías-Netze in Madrid und Barcelona bestellte die Renfe 79 Breitspurzüge (1668 mm) im Wert von fast einer Milliarde Euro bei Stadler. Zwei Versionen sollen ab 2024 geliefert werden: 24 Vierwagenzüge (Baureihe 453.0) mit einer Länge von 100 m (T100) und 55 Achtwagenzüge (Baureihe 453.6) mit einer Länge von 200 m (T200). Zwanzig der langen Züge wurden später als Option eingelöst. Alle Triebzüge bestehen aus angetriebenen einstöckigen und antriebslosen doppelstöckigen Wagen und können bei Bedarf um einzelne Doppelstockwagen verlängert bzw. verkürzt werden. Damit variiert ihre Länge zwischen 100 und 120 m und zwischen 160 und 240 m. Die Züge erreichen eine Höchstgeschwindigkeit von 140 km/h. Sie erhalten Batterien, um rund 10 km bei einer Geschwindigkeit von 5 km/h ohne Oberleitung zurücklegen zu können. Die einstöckigen Endwagen erhalten das Frontdesign, das erstmals bei den Traverso der SOB verwendet wurde. Sie sind niederflurig und besitzen drei Türen pro Seite, während die doppelstöckigen Mittelwagen zwei Hocheinstiege pro Seite besitzen. Jeder einstöckige Wagen ist an allen Achsen angetrieben und verfügt über eine Leistung von 1800 kW, sodass die Vierwagenzüge 3600 kW und die Achtwagenzüge 7200 kW leisten. Die Achtwagenzüge können maximal 1890 Fahrgäste befördern.
Die Adif bestellte im Dezember 2019 drei Mess- und Diagnosezüge im Wert von rund 75 Millionen Euro bei Stadler und Mermec. Die Züge sind dreiteilige Zweikraft-Flirt, deren Dieselmotor sich in einem separaten Fahrzeugteil befindet. Sie erreichen 200 km/h im elektrischen Betrieb, mit Dieselantrieb sind maximal 175 km/h möglich. Zwei Züge sind für das Breitspurnetz vorgesehen, der andere Zug ist normalspurig.

### Tschechien
Im September 2010 unterschrieb das Unternehmen Leo Express einen Vertrag über die Lieferung von fünf fünfteiligen Flirt-Triebzügen (160 km/h, 2000 kW, 3 kV Gleichspannung). Diese Züge werden auf der Strecke Prag–Ostrava eingesetzt. Der Betrieb wurde im Dezember 2012 aufgenommen. Jeder Zug bietet 237 Sitzplätze in drei Wagenklassen (6 Premium, 19 Business, 212 Economy) und einen rollstuhlgerechten Bereich, Mahlzeiten werden am Platz serviert. Im Unterschied zu den Nahverkehrsvarianten gibt es nur vier einfachbreite Einstiegtüren auf jeder Seite.
Im November 2024 wurde bekannt gegeben, dass die Triebzüge zu Zweisystemfahrzeugen mit der zusätzlichen Möglichkeit, unter 25 kV Wechselspannung zu fahren, umgerüstet werden sollen. Darüber hinaus werden die Triebzüge mit neuen Sitzen in der Economy Klasse, 5G-Repeatern, WiFi und ETCS für eine Gesamtinvestition von 400 Mio. CZK (16 Mio. EUR) ausgestattet.

### Ukraine
Die Ukrainische Eisenbahngesellschaft Ukrsalisnyzja (ukrainisch Укрзалізниця) hat aus Belarus einen fünfteiligen Flirt-Triebzüg (ЭПм-007) erhalten, um Testfahrten durchzuführen. Nach Abschluss der Tests wurde der Zug nach Belarus zurückgebracht. Es wurde geplant, dass die Züge im Rahmen des Projektes „City Express“ als S-Bahnen in Kiew, Dnipro, Charkiw eingesetzt werden. Die Beschaffung war nach einer internationalen Ausschreibung erfolgt, die insgesamt 80 Triebzüge umfasste, davon 20 für den Regionalverkehr sowie 60 für das City-Express-Projekt. Der Gesamtwert war mit 31,4 Mrd. Hrywnja, ca. 1 Mrd. Euro, beziffert. Im Zuge des russischen Überfalls auf die Ukraine wurde die Ausschreibung im März 2022 abgebrochen, wobei eine Wiederaufnahme nach Kriegsende geplant ist.
Die Höchstgeschwindigkeit der Einheiten beträgt 160 km/h. Sie verfügen über 262 Plätze der ersten und zweiten Klasse und sind mit Rampen für den barrierefreien Zugang sowie Sitzgelegenheiten und Stellplätzen für Rollstuhlfahrer ausgestattet.

### Ungarn
MÁV

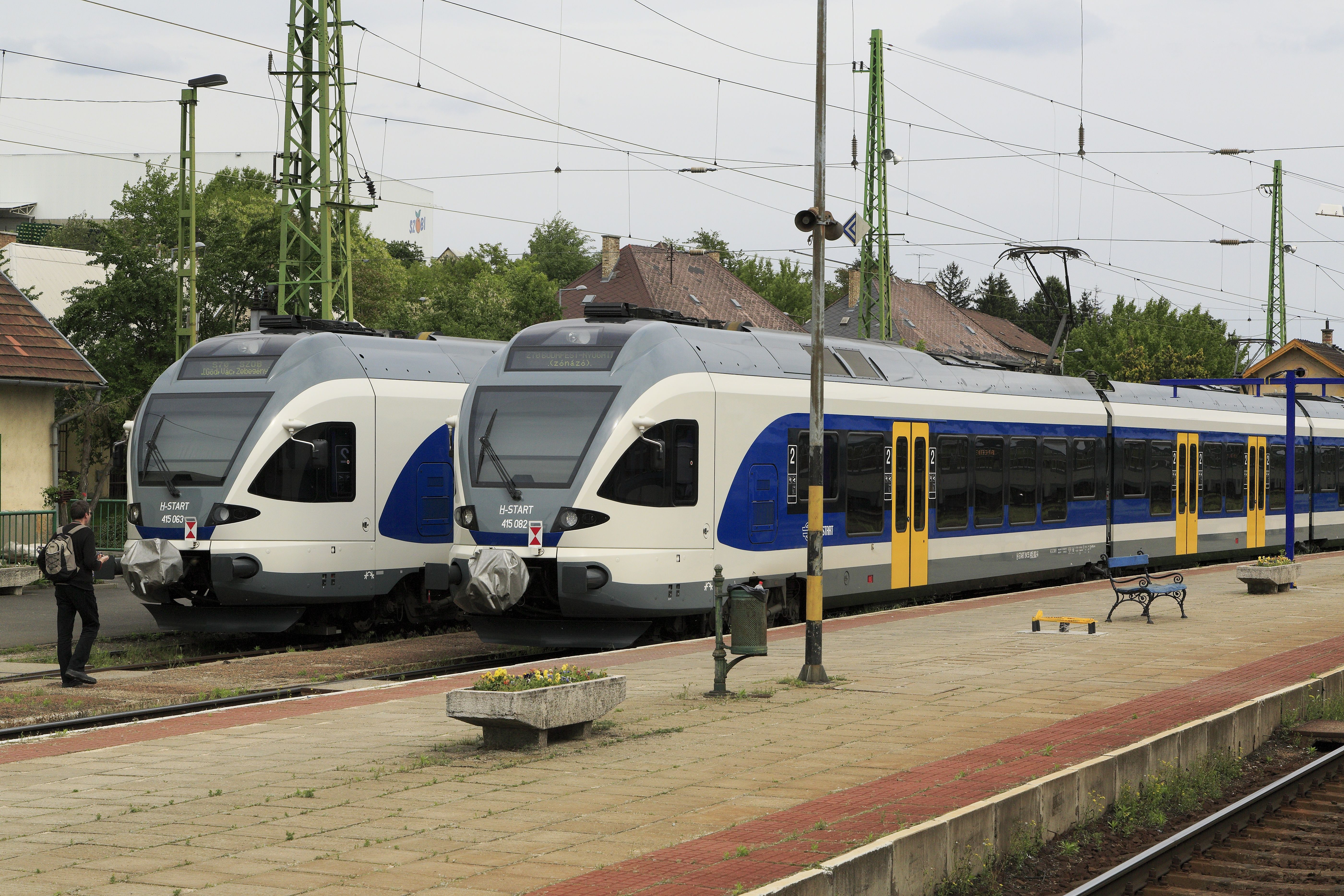
MÁV 5341 in Szob

Für den Regionalverkehr der MÁV-Start um Budapest erhielt Stadler Rail  2006 den Zuschlag für die Lieferung und den Unterhalt von 30 vierteiligen Zügen.Der Auftrag beinhaltete eine Option auf 30 weitere Züge und hätte ursprünglich mit dem ungarischen Partner Ganz Transelektro ausgeführt werden sollen. Aufgrund von internen Veränderungen bei Ganz konnte dieses Vorhaben nicht umgesetzt werden. Stattdessen übernahm die eigens dafür gegründete Tochtergesellschaft Stadler Ungarn die Umsetzung des Auftrags.
Die Option wurde 2007 eingelöst, und die letzten der sechzig Triebzüge wurden im Februar 2010 ausgeliefert. Zudem ermöglichte dies den Aufbau des Stadler-Werkes Szolnok in Ungarn, das 2009 in Betrieb ging und die letzten sieben Triebzüge endmontierte.
Die Fahrzeuge trugen in Ungarn die MÁV-Bezeichnung BVpmot-BDpx-Bpx-BVpmot (altes Bezeichnungsschema, nur an den Seiten angeschrieben) 5341 001–060 (neues Bezeichnungsschema bis 2014/2015). Seit der Umnummerierung 2014/2015 werden die Triebwagen als Baureihe 415 geführt (415 001 ff, A-D-C-B-Teile: 1415 001, 4415 001, 3415 001, 2415 001). Die Unterhaltungsarbeiten erfolgen im Stadler-Werk in Pusztaszabolcs.
GySEV

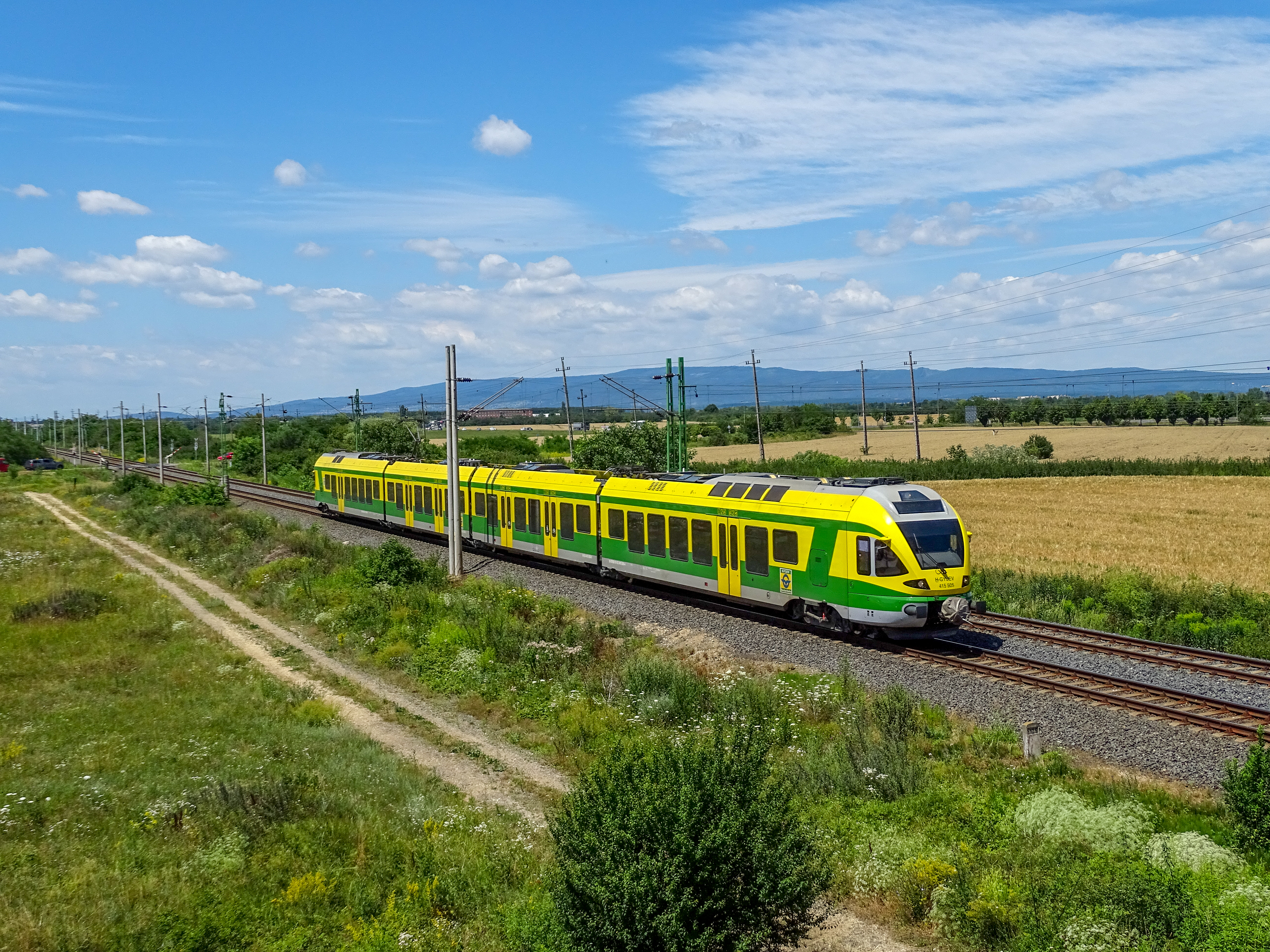
Flirt 415 505 der GySEV

Als zweiter Kunde in Ungarn bestellte im Oktober 2012 die ungarisch-österreichische Privatbahn GySEV vier Flirt-Triebzüge. Zwei dieser Züge nahmen bereits am 15. Dezember 2013 den Verkehr auf der Bahnstrecke Sopron–Szentgotthárd auf.
GySEV und MÁV
Einen weiteren Auftrag über sechs Triebzüge erteilte die GySEV im Februar 2013 zusammen mit der MÁV, welche 42 Züge orderte. Die Auslieferung erfolgte ab Herbst 2014 bis Spätsommer 2015. Alle 48 Flirt-Triebzüge wurden mit Fahrzeuggeräten für die Zugbeeinflussung ETCS Level 2 ausgerüstet. Für den Bau der Aluminiumwagenkästen wurde 2012 das Werk in Szolnok ausgebaut.
MÁV
Am 23. Juni 2015 wurden von der MÁV in einem weiteren Auftrag 21 Triebzüge nachbestellt. Insgesamt wurden nach Ungarn 133 Züge verkauft. Die allgemeine Unterhaltung der GYSEV-Züge (Nummerierung: 415 500 – 509) findet in Sopron statt, ihr Spitzname ist „Sport szelet“ nach der Ähnlichkeit der Farbgestaltung mit der Verpackung des Schokoriegels. Die neueren Züge (Nummerierung: 415 061 – 123) der MÁV-Start sind im Betriebswerk Istvántelek beheimatet.
GySEV
Die GySEV bestellte im September 2016 zehn Flirt 3, deren Auslieferung von November 2017 bis Mitte 2019 erfolgte. Die vierteiligen Einheiten können auch mit den bereits vorhandenen Flirt in Mehrfachtraktion verkehren. Im erneut ausgebauten Stadler-Werk in Szolnok wurden neben den Wagenkasten auch die Drehgestelle hergestellt; die Endmontage erfolgte im Werk Siedlce in Polen.

### Vereinigte Staaten

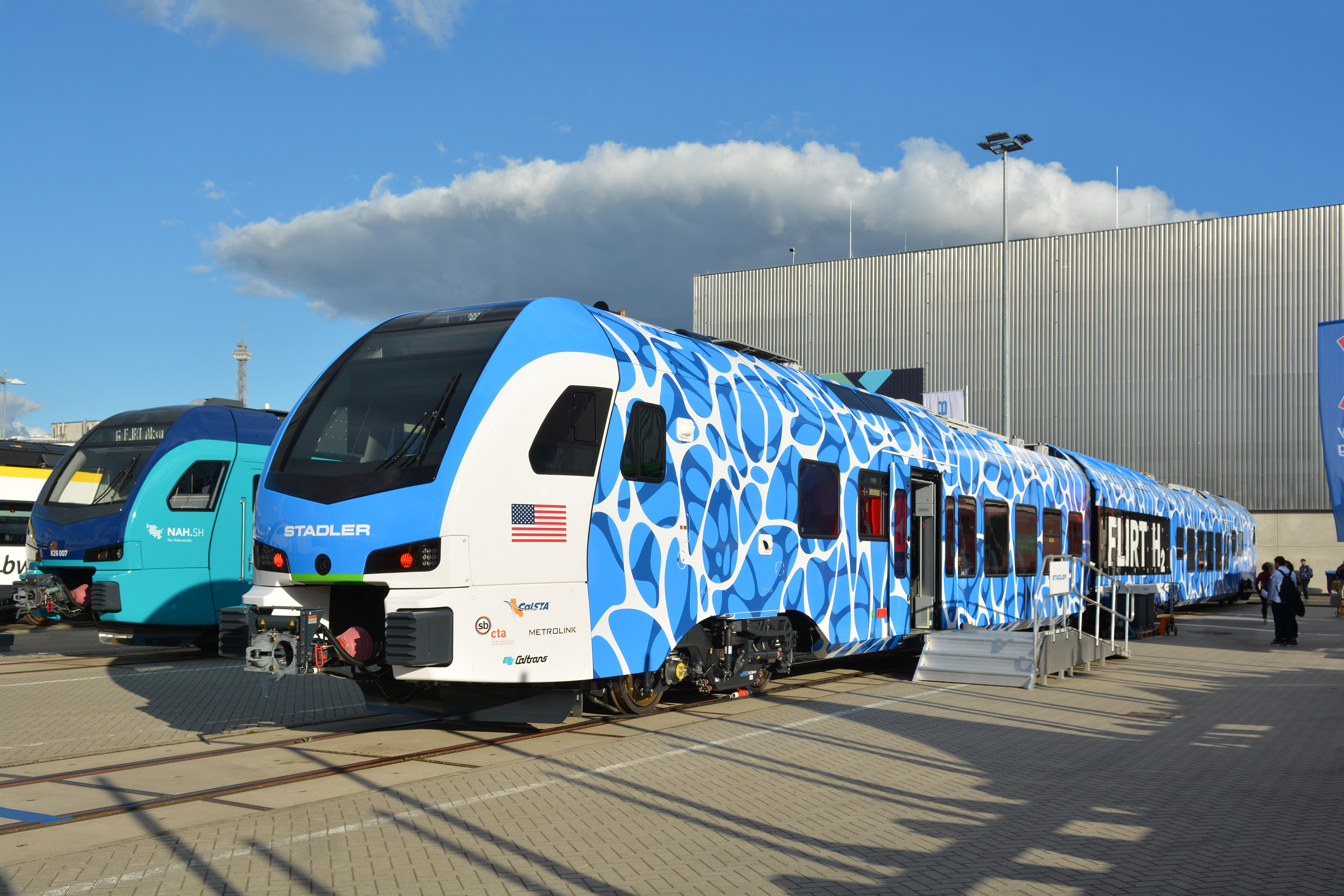
FLIRT H2 für San Bernardino auf der Innotrans 2022

2015 verkaufte Stadler erstmals Flirt-Triebwagen in die USA. Die texanische Fort Worth Transportation Authority setzt sie seit Januar 2019 auf der neugebauten TEXRail-Strecke zwischen Fort Worth und Dallas/Fort Worth International Airport (DFW) ein. Es folgten Aufträge von weiteren Bahnbetreibern in Texas: CapMetro in Austin, Denton County Transportation Authority in Lewisville und 2019 von Dallas Area Rapid Transit (DART). Letztere sollten ab Ende 2022 auf der „Silver Line“ in Betrieb gehen. Um die Wertschöpfungsvorschriften des Buy America Act zu erfüllen, eröffnete Stadler für die Endfertigung dieser Züge ein Werk in Salt Lake City.
Voraussichtlich im Laufe des Jahres 2025 – ein Jahr später als ursprünglich geplant – wird ein wasserstoffangetriebener Triebzug vom Typ Stadler Flirt H2 auf der Bahnstrecke San Bernardino–Redlands erstmals im Fahrgastverkehr eingesetzt werden. 2022 wurde der Reiseverkehr dort mit drei Dieseltriebwagen des Typs Stadler Flirt nach Jahrzehnten wieder aufgenommen.
Im September 2022 wurde gemeldet, dass das California Department of Transportation (Caltrans) zunächst vier vierteilige Triebzüge mit einer Option auf 25 weitere Triebzüge bestellt hat, die von Amtrak im Amtrak California-Netz eingesetzt werden und dabei ab 2027 mit Diesellokomotiven bespannte Wendezüge ersetzen sollen. Im Februar 2024 wurden aus der vereinbarten Option sechs weitere Triebzüge abgerufen, die zwischen Merced und Sacramento eingesetzt werden sollen.
Am 21. Februar bestellte die Metra acht zweiteilige Triebzüge vom Typ Flirt Akku mit einem Gesamtwert von 154 Mio. US-$ für den Einsatz auf der Beverly-Zweigstrecke der Rock-Island-Line, um dort mit Diesellokomotiven bespannte Züge zu ersetzen, wobei der Vertrag eine Option im Wert von 181,4 Mio. US-$ für acht weitere Triebzüge und 32 Mittelwagen für einen zukünftigen Umbau in drei- oder vierteilige Triebzüge beinhaltet. Die Triebzüge, welche im Gegensatz zu den bisher bestellten Flirt Akku über ein separates Antriebsmodul verfügen, sollen zwischen 2027 und 2028 ausgeliefert werden.

## Variantenübersicht
Stadler bezeichnet nach dem Vorbild der Schweizer Serienbezeichnungen die verschiedenen Varianten mit einem x/y, wobei x die Anzahl der angetriebenen Achsen angibt und y die Anzahl der Achsen insgesamt. Als Gliedertriebzug mit Jakobsdrehgestellen hat ein Flirt immer ein Drehgestell mit je zwei Achsen mehr, als er aus Wageneinheiten besteht. Ein Typ 4/12 ist also ein Fünfteiler mit vier angetriebenen Achsen, ein 3/8 ein Dreiteiler mit drei angetriebenen Achsen.
Die für die jüngsten Bestellungen vorgesehenen Fahrzeuge (DB Regio, nordbahn und Veolia) werden von Stadler als „Flirt 3“ bezeichnet. Diese unterscheiden sich von der ursprünglichen Variante vor allem dadurch, dass in dem „Flirt 3“ eine entsprechend der EN 15227 gestaltete crashoptimierte Front verbaut ist. Da künftig vermehrt Bauteile auch in anderen Baureihen aus dem Hause Stadler verwendet werden können sollen, orientiert sich diese eher am Stadler KISS und dem „NSB-Flirt“ als an dem „Flirt France“, dessen Front ebenfalls schon crashoptimiert ist. Das bei den nun angebotenen dieselelektrischen und Zweikraftversionen eingefügte Antriebsmodul mit dem Dieselmotor sitzt auf zwei Jakobsdrehgestellen.
Die technischen Daten der individuellen Baureihen können von den hier gemachten technischen Angaben abweichen, abhängig von der Fahrzeugausstattung. Die folgenden Angaben basieren auf Datenblättern des Herstellers.
|                       | zweiteilig | dreiteilig | vierteilig | fünfteilig | sechsteilig | siebenteilig | achtteilig |
| --------------------- | --- | --- | --- | --- | --- | --- | --- |
| Bezeichnung           | 0426.1 DB: ET 22 ŁKA: 2140 2526 NAH.SH (Nordbahn&Erixx): 526                                                              | 0427 Cantus: 427/827 DB: ET 23 eurobahn: ET 8.xx BLB: ET 130 ff HLB: 427 VIAS: 301 ff Veolia: ET 351 ff GoAhead BW ET 3.xx 3427(FLIRT 3XL) DB/VRR GoAhead BW ET 9.xx | SBB: RABe 521–524 SOB: RABe 526 TPF/TRN: RABe 527 MÁV: 5341 0428 Cantus: 428/828 eurobahn: ET/EM 5.XX/6.XX VIAS: 401 ff STA: ETR-155 JKOY: Sm5 KM: ER75 KŚ: EN75 ŽS: 413 DB: 1428/1828 SOB: RABe 526 GoAhead BW ET 4.xx | DB: 429 eurobahn: ET/EM 7.xx/9.xx HLB: 429 1429 Nordbahn: ET 5.01–07 Vias: ET 25 22xx 2429 eurobahn: ET 4.xx Vias: ET 25 23xx GoAhead BW: ET 5.xx 3429(FLIRT 3XL) DB/VRR | 1430 Veolia: ET 301 ff SBB: RABe 524L Nordbahn: ET 6.01–08 NSB: Typ 74 GoAhead BW ET 6.xx                                 | BC: Flirt G | PKP IC: ED160 SOB: RABe 526                                                                                               |
| Baujahr               | ab 2006 | ab 2004 | ab 2004 | ab 2007 | ab 2008 | 2015–2016 | ab 2014 |
| Achsfolge             | Bo’2’2’ ŁKA: Bo‘2‘Bo‘ | Bo’2’2’Bo’ HLB/VIAS/Veolia: Bo’2’2’(1A) | Bo’2’2’2’Bo’ | Bo’2’2’2’2’Bo’ NSB: Bo’2’2’ + Bo’2’2’Bo’ | Bo’2’2’2’2’2’Bo’ | Bo’2’2’2’Bo’+ 2’2’2’Bo’                                                                                                   | Bo’2’2’2’2’+ 2’2’2’2’Bo’ SOB: Bo’2’2’2’Bo’+ Bo’2’2’2’Bo’                                                                  |
| Leermasse             | 76 t ŁKA:90 t NAH.SH: 96 t                                                                                                | 100 t | 120 t 131 t JKOY: 132 t | 145 t (Nordbahn: 156 t) | 170 t (Nordbahn: 179 t)                                                                                                   | 270 t | PKP: 257 t SOB: 265 t |
| Länge                 | 45 700 mm DB: 42 066 mm                                                                                                   | 58 166 mm 58 600 mm (Flirt 3) 67 600 mm (Flirt 3XL) | 74 266 mm 74 700 mm (Flirt 3) JKOY: 75 200 mm ŽS: 77 100 mm | 90 378 mm 90 800 mm (Flirt 3) 106 200 mm (Flirt 3XL) | 106 278 mm 106 900 mm (Flirt 3)                                                                                           | 134 500 mm | PKP: 152 900 mm (Flirt 3) SOB: 150 200 mm (Flirt 3)                                                                       |
| Breite                | 2880 mm JKOY/NSB: 3200 mm ŁKA/ŽS: 2820 mm FLIRT 3XL: 2882 mm                                                              | 2880 mm JKOY/NSB: 3200 mm ŁKA/ŽS: 2820 mm FLIRT 3XL: 2882 mm | 2880 mm JKOY/NSB: 3200 mm ŁKA/ŽS: 2820 mm FLIRT 3XL: 2882 mm | 2880 mm JKOY/NSB: 3200 mm ŁKA/ŽS: 2820 mm FLIRT 3XL: 2882 mm | 2880 mm JKOY/NSB: 3200 mm ŁKA/ŽS: 2820 mm FLIRT 3XL: 2882 mm                                                              | 3480 mm | 2820 mm |
| Höhe                  | 4185 mm JKOY: 4400 mm FLIRT 3XL: 4270 mm                                                                                  | 4185 mm JKOY: 4400 mm FLIRT 3XL: 4270 mm | 4185 mm JKOY: 4400 mm FLIRT 3XL: 4270 mm | 4185 mm JKOY: 4400 mm FLIRT 3XL: 4270 mm | 4185 mm JKOY: 4400 mm FLIRT 3XL: 4270 mm                                                                                  | 4600 mm | 4120 mm |
| Fußbodenhöhe          | Hochflur: 1120 mm, Niederflur: siehe Einstiegshöhe                                                                        | Hochflur: 1120 mm, Niederflur: siehe Einstiegshöhe | Hochflur: 1120 mm, Niederflur: siehe Einstiegshöhe | Hochflur: 1120 mm, Niederflur: siehe Einstiegshöhe | Hochflur: 1120 mm, Niederflur: siehe Einstiegshöhe                                                                        | 700/900/1240 mm | PKP: 1180 mm SOB: 580 mm                                                                                                  |
| Einstiegshöhe         | 580 mm bzw. 780 mm JKOY: 600 mm                                                                                           | 580 mm bzw. 780 mm JKOY: 600 mm | 580 mm bzw. 780 mm JKOY: 600 mm | 580 mm bzw. 780 mm JKOY: 600 mm | 580 mm bzw. 780 mm JKOY: 600 mm                                                                                           | 600 mm | PKP: 1180 mm SOB: 580 mm                                                                                                  |
| Sitzplatzanzahl       | circa 116 | circa 181 | circa 219 | circa 274–300 DB 429/829: 274 | circa 333 | 382 | PKP: 354 SOB: 380 |
| Sitzplatzanzahl       | Sitzplatzanzahl kann je nach Bestellung um ±20 Plätze variieren                                                           | | | | | | |
| Höchstgeschwindigkeit | 160 km/h DB: 140 km/h | 160 km/h | 160 km/h SNTF: 120 km/h | 160 km/h NSB: 200 km/h | 160 km/h | 200 km/h | 160 km/h |
| Dauerleistung am Rad  | 1000 kW ŁKA: 1400 kW | 2000 kW HLB/VIAS/Veolia: 1500 kW | 2000 kW | 2000 kW NSB: 3000 kW | 2000 kW | 3000 kW | 2000 kW SOB: 4000 kW |
| Max. Leistung am Rad  | 1300 kW ŁKA: 1800 kW | 2600 kW HLB/VIAS: 1950 kW Abellio/VRR(Flirt3XL): 3000 kW | 2600 kW | 2600 kW NSB: 4500 kW Abellio/VRR(Flirt3XL): 3000 kW | 2600 kW | 3900 kW | 3000 kW SOB: 5200 kW |
| Anfahrbeschleunigung  | 0,83 m/s² ŁKA: 1,1 m/s²                                                                                                   | 1,19 m/s² 1,2 m/s² HLB/VIAS: 1,01 m/s² | 1,00 m/s² 1,2 m/s² | 0,87 m/s² | 0,80 m/s² | 0,9 m/s² | 0,6 m/s² SOB: 1,1 m/s² |
| Quellen               | [ 42 ] [ 117 ] [ 44 ] [ 192 ] [ 181 ] [ 55 ] [ 54 ] [ 223 ] [ 234 ] [ 233 ] [ 169 ] [ 168 ] [ 153 ] [ 74 ] [ 75 ] [ 298 ] | [ 42 ] [ 117 ] [ 44 ] [ 192 ] [ 181 ] [ 55 ] [ 54 ] [ 223 ] [ 234 ] [ 233 ] [ 169 ] [ 168 ] [ 153 ] [ 74 ] [ 75 ] [ 298 ]                                            | [ 42 ] [ 117 ] [ 44 ] [ 192 ] [ 181 ] [ 55 ] [ 54 ] [ 223 ] [ 234 ] [ 233 ] [ 169 ] [ 168 ] [ 153 ] [ 74 ] [ 75 ] [ 298 ]                                                                                               | [ 42 ] [ 117 ] [ 44 ] [ 192 ] [ 181 ] [ 55 ] [ 54 ] [ 223 ] [ 234 ] [ 233 ] [ 169 ] [ 168 ] [ 153 ] [ 74 ] [ 75 ] [ 298 ]                                                | [ 42 ] [ 117 ] [ 44 ] [ 192 ] [ 181 ] [ 55 ] [ 54 ] [ 223 ] [ 234 ] [ 233 ] [ 169 ] [ 168 ] [ 153 ] [ 74 ] [ 75 ] [ 298 ] | [ 42 ] [ 117 ] [ 44 ] [ 192 ] [ 181 ] [ 55 ] [ 54 ] [ 223 ] [ 234 ] [ 233 ] [ 169 ] [ 168 ] [ 153 ] [ 74 ] [ 75 ] [ 298 ] | [ 42 ] [ 117 ] [ 44 ] [ 192 ] [ 181 ] [ 55 ] [ 54 ] [ 223 ] [ 234 ] [ 233 ] [ 169 ] [ 168 ] [ 153 ] [ 74 ] [ 75 ] [ 298 ] |